# 카를로스 테베스
카를로스 테베스(스페인어: Carlos Alberto Martínez Tévez, 1984년 2월 5일 ~ )는 아르헨티나의 은퇴한 축구 선수로, 이전에는 보카 주니어스, 코린치앙스, 웨스트햄 유나이티드, 맨체스터 유나이티드 그리고 맨체스터 시티, 유벤투스, 상하이 선화에서 뛰었다. 그는 뛰어난 활동량과 골 냄새를 맡는 천부적인 능력으로 늘 팀에서 없어서는 안 될 선수로 자리매김해왔다. 2001년에 프로 데뷔를 보카 주니어스에서 하며 4년 동안 클럽에서 많은 트로피를 얻었고, 2003년과 2004년에는 남아메리카 올해의 축구 선수 상을 연속으로 거머쥐었다. 보카 주니어스에서 이적해 잉글랜드에 진출하기 전 2006년까지 코린치앙스에서 뛰면서, 2005년 이적 첫 시즌 바로 맹활약을 펼쳐 팀을 리그 우승으로 이끌고 외국인 선수로는 1976년 이후 최초로 브라질 올해의 선수상을 수상한다. 그리고 또 다시 한 번 더 남아메리카 올해의 축구 선수 상을 타며 3년 연속으로 이 상을 수상하는 두 번째 선수가 된다. (첫 번째 선수는 칠레 출신의 인테르나시오나우에서 활약했던 엘리아스 피게로아이다. : 1974년, 1975년, 1976년) 2010년 10월 17일 블랙풀 FC와의 경기에서 2골을 기록하며(56골) 우루과이 출신의 구스타보 포예트 (54골)를 제치고 잉글리시 프리미어리그 역사상 남미 출신 선수 최다 득점자 자리에 올랐다. (현재 84골 기록, 유벤투스로 이적) 프리미어리그 2010-11 시즌에는 불가리아 출신의 디미터르 베르바토프와 함께 공동 득점왕을 차지하며, 남미 출신 최초로 프리미어리그 득점왕의 영예를 안았다. 게다가 그는 코파 리베르타도레스, UEFA 챔피언스리그, 인터콘티넨털컵, FIFA 클럽 월드컵에서 모두 우승을 한 경험이 있는 유일한 아르헨티나 출신의 선수이다.

## 프로 데뷔 전

### 유년기
1984년 2월 5일, 카를로스 테베스는 푸에르테 아파체(Fuerte Apache)라는 빈민가에서 태어났다. 푸에르테 아파체는 '아르헨티나 내의 또 다른 나라'라고 불릴 정도로 이질적인 곳이다. 수도와 전기가 제대로 공급되지 않는 동네이며, 늘상 폭력 사건, 살인, 마약, 강간 등 각종 범죄에 노출이 되어 있는 동네다. 경찰들 역시 이 곳에 갈 때에는 중무장을 하고 가는 아주 위험한 동네에서 카를로스 테베스는 출생했다. 테베스는 자신의 유년 시절을 보낸 푸에르테 아파체를 회상하며 이렇게 말했다. "아주 어려운 유년기를 보냈지만 행복했다. 거긴 내 친척들도 있고, 할아버지와 할머니, 내 모든 친구들도 거기에 살고 있다. 난 굶주림이 뭔지 안다. 한 번은 어머니가 계란을 삶아서 형제들에게 하나씩 나누어 주었다. 삶은 계란 하나가 저녁 식사의 전부였다. 하지만 난 이걸 말하는 게 전혀 부끄럽지 않고, 오히려 자랑스럽다. 삶은 계란 하나로 우리는 생존할 수 있었고, 이로 인해 우린 힘을 낼 수 있었다."
그의 목과 가슴팍에 있는 상처는 화상 자국이다. 그가 태어난 지 8개월이 되었을 무렵의 일이었다. 테베스는 그의 어머니와 숙모가 마테 차를 마시고 있는 부엌에서 기어다니고 있었다. 그는 끓는 물이 담긴 주전자를 때렸고, 뜨거운 물은 그의 목 오른쪽 부분과 가슴팍에 떨어졌다. 눈 깜짝할 사이에 일어난 일이지만 어머니와 숙모는 매우 놀랐으나 정신을 차리고 즉시, 갓난 아기였던 테베스를 병원에 데려갔다. 의사는 3도 화상이라는 진단을 내렸고, 테베스는 오랜 기간 동안 그로 인해 보살핌을 받아야만 했다. 흉이 졌으나, 테베스는 다행스럽게도 다른 평범한 아이들처럼 살 수 있게 되었다.

### 성장기
그는 돌멩이로 축구를 하면서 자랐다. 화상 흉터로 인해 놀림을 받기도 했으나, 늘 웃으며 다녔다. 돌멩이로 하던 축구에 있어서, 그는 다른 아이들과는 전혀 다른 아주 특별한 아이였다. 그는 늘 승리했으며, 아이들 사이에서 골목대장이었다. CA 올 보이스의 노베르토 프로파토가 그를 발굴하였다. 여느 때와 다름없이 어린 테베스는 친구들과 함께 돌멩이 축구를 하고 있었다. 노베르토 프로파토는 CA 올 보이스에 필요했던 유망한 재능을 찾아 다니고 있었는데, 대여섯살 즈음 된 테베스를 발견했다. "그가 놀던 것을 봤는데, 도저히 그냥 지나칠 수가 없었다. 그는 다른 애들과 너무나 달랐기 때문이다. 그가 보여주던 능력, 그가 가진 열정, 그리고 그는 돌멩이를 차고 있었음에도 불구하고 전혀 아파하거나 두려워하는 기색이 없었다. 그가 뭔가 가지고 있다고 생각했다. 그의 집으로 가서 제발 그를 팀에 데려가서 테스트 받아볼 수 있게 허락을 해달라고 사정을 했다. 며칠을 기다렸고, 결국 긍정적인 답을 얻어냈다." 라고 노베르토 프로파토는 훗날 밝혔다. 원래 카를로스 테베스의 성(姓)은 테베스(Tévez)가 아니라 마르티네스(Martínez)였다. 14살 때까지 그는 마르티네스라는 이름을 사용했는데, 그 이유는 부모의 이혼 때문이었다. 그가 태어났을 때, 그의 아버지와 어머니는 이혼을 한 상태였고 테베스는 어머니의 성인 마르티네스를 사용했었다. 그러나 몇 년 후, 그의 부모는 다시 재결합을 했고 테베스는 아버지의 성인 테베스를 사용하게 됐다. 그는 아버지와 좋은 관계를 갖고 있었는데, 주말에는 둘이서 늘 보카 주니어스의 경기를 보러가고는 했었다. 그는 CA 올 보이스에서 계속 유소년 축구 선수로서 생활을 하면서 이름을 알렸다. 동 나이대에는 그와 견줄 수 있는 선수가 한 명도 없었으며, 결국 라몬 마도니의 눈에 띄면서 더 큰 클럽으로의 이동을 모색하게 되었다. 처음에 그는 아르헨티노스 주니어스로 가는 게 어떻냐는 제안을 받았지만, 테베스는 정중하게 거절했다. 하지만 그 다음으로 보카 주니어스로 이동할 기회가 왔고, 테베스는 아주 크게 기뻐하면서 보카 주니어스로 이동했다.

## 클럽 경력

### 보카 주니어스

#### 아르헨티나 프리메라 디비시온 2001-02
|    | 날짜             | 상대               | 장소 | 득점 | 대회                     |
| -- | ---------------- | ------------------ | ---- | ---- | ------------------------ |
| 1  | 2001년 10월 21일 | 타예레스(Cba)      | A    | 0    | 토르네오 아페르투라 2001 |
| 2  | 2002년 3월 17일  | 라누스             | A    | 0    | 토르네오 클라우수라 2002 |
| 3  | 2002년 3월 24일  | 아르헨티노스       | H    | 0    | 토르네오 클라우수라 2002 |
| 4  | 2002년 3월 27일  | 센트랄             | A    | 0    | 토르네오 클라우수라 2002 |
| 5  | 2002년 3월 31일  | 타예레스(Cba)      | H    | 0    | 토르네오 클라우수라 2002 |
| 6  | 2002년 4월 3일   | 우라칸             | A    | 0    | 토르네오 클라우수라 2002 |
| 7  | 2002년 4월 14일  | 에스투디안테스(LP) | A    | 0    | 토르네오 클라우수라 2002 |
| 8  | 2002년 4월 17일  | 누에바 시카고      | H    | 0    | 토르네오 클라우수라 2002 |
| 9  | 2002년 4월 21일  | 라싱               | A    | 0    | 토르네오 클라우수라 2002 |
| 10 | 2002년 4월 25일  | 엘 나시오날        | A    | 0    | 코파 리베르타도레스 2002 |
| 11 | 2002년 4월 28일  | 반필드             | A    | 0    | 토르네오 클라우수라 2002 |
| 12 | 2002년 5월 1일   | 엘 나시오날        | H    | 0    | 코파 리베르타도레스 2002 |
| 13 | 2002년 5월 8일   | 올림피아           | H    | 1    | 코파 리베르타도레스 2002 |
| 14 | 2002년 5월 16일  | 올림피아           | A    | 0    | 코파 리베르타도레스 2002 |
| 15 | 2002년 5월 19일  | 뉴얼스             | H    | 1    | 토르네오 클라우수라 2002 |

| 클럽          | 시즌    | 아르헨티나 프리메라 디비시온 | 아르헨티나 프리메라 디비시온 | 아르헨티나 프리메라 디비시온 | 아르헨티나 프리메라 디비시온 | 코파 리베르타도레스 | 코파 리베르타도레스 | 통산 | 통산 |
| 클럽          | 시즌    | 아페르투라                   | 아페르투라                   | 클라우수라                   | 클라우수라                   | 코파 리베르타도레스 | 코파 리베르타도레스 | 통산 | 통산 |
| 클럽          | 시즌    | 출전                         | 득점                         | 출전                         | 득점                         | 출전                | 득점                | 출전 | 득점 |
| ------------- | ------- | ---------------------------- | ---------------------------- | ---------------------------- | ---------------------------- | ------------------- | ------------------- | ---- | ---- |
| 보카 주니어스 | 2001-02 | 1                            | 0                            | 10                           | 1                            | 4                   | 1                   | 15   | 2    |

카를로스 테베스의 공식적인 첫 프로 데뷔 경기는 2001년 10월 21일, 타예레스(Talleres de Córdoba)와의 원정 경기였다. 당시, 그의 나이 만 17세로 아르헨티나의 보카 주니어스에서 데뷔를 했다. 등번호는 18번이었다. 그러나 전반기 아페르투라에서 이 경기를 마지막으로 그는 더 이상 나오지 않았고, 후반기인 클라우수라에서부터 본격적으로 모습을 드러냈다. 2002년 3월 17일, 카를로스 테베스는 라누스와의 경기부터 꾸준히 1군 무대에서 활약하기 시작했다. 전반기에는 등번호로 18번을 달고 뛰었지만, 후반기 클라우수라에는 등번호를 바꿔 26번을 달았다. 코파 리베르타도레스 대회에서도 자주 출장했는데, 16강 경기인 에콰도르팀 엘 나시오날과의 원정 경기부터 중용받았다. 그러나 8강, 파라과이의 클럽 올림피아와의 1차전 홈경기에서 프로 데뷔골을 넣으며 고군분투했지만 아쉽게 1대 1로 무승부를 거두고, 2차전에서 1대 0으로 패배를 당하면서 4강 진출이 좌절되었다. 2002년 코파 리베르타도레스에서의 그의 등번호는 9번이었다. 한편, 그의 리그 데뷔골은 로사리오를 연고지로 두고 있는 뉴얼스 올드 보이스와의 홈 경기에서 나왔다.

#### 아르헨티나 프리메라 디비시온 2002-03
|    | 날짜             | 상대               | 장소 | 득점 | 대회                     |
| -- | ---------------- | ------------------ | ---- | ---- | ------------------------ |
| 1  | 2002년 7월 28일  | 누에바 시카고      | A    | 0    | 토르네오 아페르투라 2002 |
| 2  | 2002년 8월 4일   | 우니온(Sta. Fe)    | H    | 1    | 토르네오 아페르투라 2002 |
| 3  | 2002년 8월 7일   | 반필드             | A    | 0    | 토르네오 아페르투라 2002 |
| 4  | 2002년 8월 18일  | 에스투디안테스(LP) | H    | 0    | 토르네오 아페르투라 2002 |
| 5  | 2002년 8월 25일  | 산 로렌소          | H    | 2    | 토르네오 아페르투라 2002 |
| 6  | 2002년 9월 1일   | 라누스             | A    | 0    | 토르네오 아페르투라 2002 |
| 7  | 2002년 9월 8일   | 힘나시아(LP)       | H    | 0    | 토르네오 아페르투라 2002 |
| 8  | 2002년 9월 15일  | 올림포(B. Blanca)  | A    | 0    | 토르네오 아페르투라 2002 |
| 9  | 2002년 9월 18일  | 힘나시아(LP)       | H    | 0    | 코파 수다메리카나 2002   |
| 10 | 2002년 9월 22일  | 라싱               | H    | 1    | 토르네오 아페르투라 2002 |
| 11 | 2002년 9월 29일  | 뉴얼스             | A    | 1    | 토르네오 아페르투라 2002 |
| 12 | 2002년 10월 6일  | 벨레스             | H    | 1    | 토르네오 아페르투라 2002 |
| 13 | 2002년 10월 13일 | 콜론(Sta. Fe)      | A    | 0    | 토르네오 아페르투라 2002 |
| 14 | 2002년 10월 20일 | 차카리타           | H    | 0    | 토르네오 아페르투라 2002 |
| 15 | 2002년 10월 27일 | 리버 플레이트      | A    | 0    | 토르네오 아페르투라 2002 |
| 16 | 2002년 11월 3일  | 우라칸             | H    | 0    | 토르네오 아페르투라 2002 |
| 17 | 2002년 11월 10일 | 아르세날           | A    | 0    | 토르네오 아페르투라 2002 |
| 18 | 2002년 11월 17일 | 타예레스(Cba)      | H    | 0    | 토르네오 아페르투라 2002 |
| 19 | 2002년 11월 24일 | 인데펜디엔테       | A    | 0    | 토르네오 아페르투라 2002 |
| 20 | 2002년 12월 1일  | 센트랄             | H    | 0    | 토르네오 아페르투라 2002 |
| 21 | 2003년 3월 2일   | 반필드             | H    | 0    | 토르네오 클라우수라 2003 |
| 22 | 2003년 3월 9일   | 에스투디안테스(LP) | A    | 0    | 토르네오 클라우수라 2003 |
| 23 | 2003년 3월 16일  | 산 로렌소          | A    | 0    | 토르네오 클라우수라 2003 |
| 24 | 2003년 3월 23일  | CA 라누스          | H    | 1    | 토르네오 클라우수라 2003 |
| 25 | 2003년 3월 30일  | 힘나시아(LP)       | A    | 1    | 토르네오 클라우수라 2003 |
| 26 | 2003년 4월 6일   | 올림포(B. Blanca)  | H    | 0    | 토르네오 클라우수라 2003 |
| 27 | 2003년 4월 13일  | 라싱               | A    | 0    | 토르네오 클라우수라 2003 |
| 28 | 2003년 4월 20일  | 뉴얼스             | H    | 0    | 토르네오 클라우수라 2003 |
| 29 | 2003년 4월 24일  | 파이상두           | H    | 0    | 코파 리베르타도레스 2003 |
| 30 | 2003년 5월 4일   | 벨레스             | A    | 0    | 토르네오 클라우수라 2003 |
| 31 | 2003년 5월 11일  | 콜론(Sta. Fe)      | H    | 1    | 토르네오 클라우수라 2003 |
| 32 | 2003년 5월 15일  | 파이상두           | H    | 0    | 코파 리베르타도레스 2003 |
| 33 | 2003년 5월 21일  | 코브렐로아         | A    | 0    | 코파 리베르타도레스 2003 |
| 34 | 2003년 5월 24일  | 차카리타           | A    | 1    | 토르네오 클라우수라 2003 |
| 35 | 2003년 5월 28일  | 코브렐로아         | H    | 1    | 코파 리베르타도레스 2003 |
| 36 | 2003년 6월 1일   | 리버 플레이트      | H    | 0    | 토르네오 클라우수라 2003 |
| 37 | 2003년 6월 11일  | 아메리카 데 칼리   | H    | 1    | 코파 리베르타도레스 2003 |
| 38 | 2003년 6월 15일  | 아르세날           | H    | 1    | 토르네오 클라우수라 2003 |
| 39 | 2003년 6월 19일  | 아메리카 데 칼리   | A    | 2    | 코파 리베르타도레스 2003 |
| 40 | 2003년 6월 25일  | 산토스             | H    | 0    | 코파 리베르타도레스 2003 |
| 41 | 2003년 7월 2일   | 산토스             | A    | 1    | 코파 리베르타도레스 2003 |

| 클럽          | 시즌    | 아르헨티나 프리메라 디비시온 | 아르헨티나 프리메라 디비시온 | 아르헨티나 프리메라 디비시온 | 아르헨티나 프리메라 디비시온 | 코파 수다메리카나 | 코파 수다메리카나 | 코파 리베르타도레스 | 코파 리베르타도레스 | 통산 | 통산 |
| 클럽          | 시즌    | 아페르투라                   | 아페르투라                   | 클라우수라                   | 클라우수라                   | 코파 수다메리카나 | 코파 수다메리카나 | 코파 리베르타도레스 | 코파 리베르타도레스 | 통산 | 통산 |
| 클럽          | 시즌    | 출전                         | 득점                         | 출전                         | 득점                         | 출전              | 득점              | 출전                | 득점                | 출전 | 득점 |
| ------------- | ------- | ---------------------------- | ---------------------------- | ---------------------------- | ---------------------------- | ----------------- | ----------------- | ------------------- | ------------------- | ---- | ---- |
| 보카 주니어스 | 2002-03 | 19                           | 6                            | 13                           | 5                            | 1                 | 0                 | 8                   | 5                   | 41   | 16   |

2002-03 시즌부터 카를로스 테베스는 본격적인 프로 축구선수로서의 삶을 걸어나갔다. 전반기 아페르투라에는, 보카 주니어스 출신의 전설적인 축구선수 디에고 마라도나가 사용했던 등번호 10번을 달고 경기를 했다. 한편 코파 메르코수르가 2001년에 폐지되면서, 2002년에 새로이 개편된 코파 수다메리카나에 보카 주니어스는 참가하게 되었다. 그러나 보카는 예선 첫 상대인 힘나시아 라 플라타와의 경기에서 3대 1로 패배하고, 2차전에 테베스가 후반 60분 경 전세를 바꾸기 위해 투입되었지만 아무런 소득을 올리지 못한 채 0대 0으로 비기며, 총합 스코어 3대 1로 대회에서 탈락하고 말았다. 코파 수다메리카나에서도 그는 10번을 달았다.
클라우수라로 넘어가면서 그는 19번으로 등번호를 바꿨다. 후반기 첫 두 달간은 꾸준하게 출장은 했으나, 기록에 남을만한 활약은 펼치지 못했다. 그러나 5월 중순이 넘어가면서 그는 꾸준하게 득점포를 가동했고, 특히 2003년 코파 리베르타도레스 16강 경기부터 이 대회에서 8경기를 출전하며 5골을 뽑아냈는데, 이는 보카 주니어스가 2003년 코파 리베르타도레스 대회 우승을 하는 데에 있어서 큰 기여를 했다. 이 대회에서 카를로스 테베스는 11번을 달고 뛰었다.

#### 아르헨티나 프리메라 디비시온 2003-04
|    | 날짜             | 상대                | 장소 | 득점 | 대회                     |
| -- | ---------------- | ------------------- | ---- | ---- | ------------------------ |
| 1  | 2003년 8월 3일   | 힘나시아(LP)        | A    | 0    | 토르네오 아페르투라 2003 |
| 2  | 2003년 8월 10일  | 센트랄              | H    | 1    | 토르네오 아페르투라 2003 |
| 3  | 2003년 8월 17일  | 벨레스              | A    | 1    | 토르네오 아페르투라 2003 |
| 4  | 2003년 8월 31일  | 차카리타            | H    | 1    | 토르네오 아페르투라 2003 |
| 5  | 2003년 9월 24일  | 콜론(Sta. Fe)       | A    | 0    | 코파 수다메리카나 2003   |
| 6  | 2003년 9월 28일  | 라싱                | A    | 2    | 토르네오 아페르투라 2003 |
| 7  | 2003년 10월 12일 | 아틀레티코 라파엘라 | H    | 0    | 토르네오 아페르투라 2003 |
| 8  | 2003년 10월 15일 | 반필드              | H    | 2    | 토르네오 아페르투라 2003 |
| 9  | 2003년 10월 19일 | 누에바 시카고       | A    | 0    | 토르네오 아페르투라 2003 |
| 10 | 2003년 10월 26일 | 에스투디안테스(LP)  | H    | 1    | 토르네오 아페르투라 2003 |
| 11 | 2003년 10월 29일 | 뉴얼스              | A    | 0    | 토르네오 아페르투라 2003 |
| 12 | 2003년 11월 2일  | 인데펜디엔테        | H    | 0    | 토르네오 아페르투라 2003 |
| 13 | 2003년 12월 14일 | 밀란                | N    | 0    | 인터콘티넨털컵 2003      |
| 14 | 2004년 2월 15일  | 힘나시아(LP)        | H    | 0    | 토르네오 클라우수라 2004 |
| 15 | 2004년 2월 18일  | 볼리바르            | A    | 0    | 코파 리베르타도레스 2004 |
| 16 | 2004년 2월 22일  | 센트랄              | A    | 0    | 토르네오 클라우수라 2004 |
| 17 | 2004년 2월 29일  | 벨레스              | H    | 0    | 토르네오 클라우수라 2004 |
| 18 | 2004년 3월 3일   | 콜로-콜로           | H    | 0    | 코파 리베르타도레스 2004 |
| 19 | 2004년 3월 10일  | 데포르티보 칼리     | A    | 0    | 코파 리베르타도레스 2004 |
| 20 | 2004년 3월 21일  | 라싱                | H    | 0    | 토르네오 클라우수라 2004 |
| 21 | 2004년 3월 24일  | 데포르티보 칼리     | H    | 0    | 코파 리베르타도레스 2004 |
| 22 | 2004년 3월 27일  | 라누스              | A    | 2    | 토르네오 클라우수라 2004 |
| 23 | 2004년 4월 4일   | 타예레스(Cba)       | H    | 1    | 토르네오 클라우수라 2004 |
| 24 | 2004년 4월 8일   | 콜로-콜로           | A    | 0    | 코파 리베르타도레스 2004 |
| 25 | 2004년 4월 11일  | 아틀레티코 라파엘라 | A    | 0    | 토르네오 클라우수라 2004 |
| 26 | 2004년 4월 14일  | 차카리타            | A    | 0    | 토르네오 클라우수라 2004 |
| 27 | 2004년 4월 18일  | 누에바 시카고       | H    | 0    | 토르네오 클라우수라 2004 |
| 28 | 2004년 4월 21일  | 볼리바르            | H    | 0    | 코파 리베르타도레스 2004 |
| 29 | 2004년 4월 25일  | 에스투디안테스(LP)  | A    | 1    | 토르네오 클라우수라 2004 |
| 30 | 2004년 4월 29일  | 뉴얼스              | H    | 0    | 토르네오 클라우수라 2004 |
| 31 | 2004년 5월 4일   | 스포르팅 크리스털   | A    | 1    | 코파 리베르타도레스 2004 |
| 32 | 2004년 5월 12일  | 스포르팅 크리스털   | H    | 1    | 코파 리베르타도레스 2004 |
| 33 | 2004년 5월 16일  | 리버 플레이트       | H    | 0    | 토르네오 클라우수라 2004 |
| 34 | 2004년 5월 20일  | 상 카에타누         | A    | 0    | 코파 리베르타도레스 2004 |
| 35 | 2004년 5월 25일  | 상 카에타누         | H    | 0    | 코파 리베르타도레스 2004 |
| 36 | 2004년 6월 10일  | 리버 플레이트       | H    | 0    | 코파 리베르타도레스 2004 |
| 37 | 2004년 6월 17일  | 리버 플레이트       | A    | 1    | 코파 리베르타도레스 2004 |
| 38 | 2004년 7월 1일   | 온세 칼다스         | A    | 0    | 코파 리베르타도레스 2004 |

| 클럽          | 시즌    | 아르헨티나 프리메라 디비시온 | 아르헨티나 프리메라 디비시온 | 아르헨티나 프리메라 디비시온 | 아르헨티나 프리메라 디비시온 | 코파 수다메리카나 | 코파 수다메리카나 | 코파 리베르타도레스 | 코파 리베르타도레스 | 인터콘티넨털컵 | 인터콘티넨털컵 | 통산 | 통산 |
| 클럽          | 시즌    | 아페르투라                   | 아페르투라                   | 클라우수라                   | 클라우수라                   | 코파 수다메리카나 | 코파 수다메리카나 | 코파 리베르타도레스 | 코파 리베르타도레스 | 인터콘티넨털컵 | 인터콘티넨털컵 | 통산 | 통산 |
| 클럽          | 시즌    | 출전                         | 득점                         | 출전                         | 득점                         | 출전              | 득점              | 출전                | 득점                | 출전           | 득점           | 출전 | 득점 |
| ------------- | ------- | ---------------------------- | ---------------------------- | ---------------------------- | ---------------------------- | ----------------- | ----------------- | ------------------- | ------------------- | -------------- | -------------- | ---- | ---- |
| 보카 주니어스 | 2003-04 | 11                           | 8                            | 12                           | 4                            | 1                 | 0                 | 13                  | 3                   | 1              | 0              | 38   | 15   |

2003-04 시즌 아페르투라에 8골을 넣으며, 팀의 전반기 아페르투라 우승에 기여를 했다. 보카 주니어스는 이전 시즌 코파 리베르타도레스 우승팀 자격으로 FIFA 클럽 월드컵의 전신 격인 인터콘티넨털컵대회에 참가했다. 테베스는 2002-03 UEFA 챔피언스리그에서 우승한 이탈리아팀 AC 밀란과의 경기에 후반 교체 투입되었다. 승부차기에서 보카 주니어스는 승리해, 테베스는 또 하나의 우승을 경험했다. 2002-03 시즌에 활약하며 얻은 2003 코파 리베르타도레스 우승과 함께, 2003년 아르헨티나 프리메라 디비시온 아페르투라, 그리고 인터콘티넨털컵까지 우승하며 테베스는 남미에서 지난 1년 간 최고의 활약을 펼친 선수에게 주어지는 남아메리카 올해의 축구 선수 상을 수상한다.
보카 주니어스는 2004년 코파 리베르타도레스 4강전에서 영원한 숙적인 리버 플레이트와 경기를 갖게 되었다. 1차전 홈에서 1대 0으로 승리를 챙긴 보카 주니어스는 2차전 리버 플레이트 원정 경기를 떠났다. 보카 주니어스는 후반 시작 6분 만에 실점을 해, 경기는 다시 원점으로 돌아갔다. 이 상황에서 테베스는 88분에 득점을 하고 리버 플레이트를 조롱하는 닭날개짓 세레모니를 보여 퇴장을 당하고 만다. 그러나 90분에 리버 플레이트가 막판 버저비터 득점을 하고 경기는 승부차기로 갔으나, 보카 주니어스가 결승으로 올라갔다. 결승에서 콜롬비아의 온세 칼다스를 만나나, 테베스는 이전 경기 퇴장으로 인해 1차전에서 뛰지 못했고 경기는 0대 0으로 끝이 났다. 2차전에서 1대 1로 승부를 가리지 못한 두 팀은 승부차기로 우승 트로피의 향방을 결정해야했고, 승리의 여신이 온세 칼다스를 향해 웃으며, 테베스는 씁쓸하게 준우승을 받아들여야했다. 2003-04 시즌에는 모든 대회에서 등번호 9번을 사용했다.

#### 아르헨티나 프리메라 디비시온 2004-05
|    | 날짜             | 상대               | 장소 | 득점 | 대회                     |
| -- | ---------------- | ------------------ | ---- | ---- | ------------------------ |
| 1  | 2004년 9월 7일   | 시엔시아노         | N    | 1    | 2004 레코파 수다메리카나 |
| 2  | 2004년 9월 12일  | 힘나시아(LP)       | H    | 1    | 토르네오 아페르투라 2004 |
| 3  | 2004년 9월 19일  | 인데펜디엔테       | A    | 0    | 토르네오 아페르투라 2004 |
| 4  | 2004년 9월 22일  | 벨레스             | H    | 1    | 토르네오 아페르투라 2004 |
| 5  | 2004년 9월 26일  | 센트랄             | A    | 0    | 토르네오 아페르투라 2004 |
| 6  | 2004년 9월 29일  | 산 로렌소          | H    | 1    | 코파 수다메리카나 2004   |
| 7  | 2004년 10월 3일  | 우라칸(TA)         | H    | 0    | 토르네오 아페르투라 2004 |
| 8  | 2004년 10월 17일 | 콜론(Sta. Fe)      | A    | 0    | 토르네오 아페르투라 2004 |
| 9  | 2004년 10월 20일 | 반필드             | H    | 0    | 토르네오 아페르투라 2004 |
| 10 | 2004년 11월 7일  | 리버 플레이트      | A    | 0    | 토르네오 아페르투라 2004 |
| 11 | 2004년 11월 10일 | 세로 포르테뇨      | A    | 0    | 코파 수다메리카나 2004   |
| 12 | 2004년 11월 13일 | 에스투디안테스(LP) | H    | 0    | 토르네오 아페르투라 2004 |
| 13 | 2004년 11월 24일 | 인테르나시오나우   | H    | 0    | 코파 수다메리카나 2004   |
| 14 | 2004년 12월 1일  | 인테르나시오나우   | A    | 0    | 코파 수다메리카나 2004   |
| 15 | 2004년 12월 8일  | 볼리바르           | A    | 0    | 코파 수다메리카나 2004   |
| 16 | 2004년 12월 17일 | 볼리바르           | H    | 1    | 코파 수다메리카나 2004   |

| 클럽          | 시즌    | 아르헨티나 프리메라 디비시온 | 아르헨티나 프리메라 디비시온 | 아르헨티나 프리메라 디비시온 | 아르헨티나 프리메라 디비시온 | 코파 수다메리카나 | 코파 수다메리카나 | 레코파 수다메리카나 | 레코파 수다메리카나 | 통산 | 통산 |
| 클럽          | 시즌    | 아페르투라                   | 아페르투라                   | 클라우수라                   | 클라우수라                   | 코파 수다메리카나 | 코파 수다메리카나 | 레코파 수다메리카나 | 레코파 수다메리카나 | 통산 | 통산 |
| 클럽          | 시즌    | 출전                         | 득점                         | 출전                         | 득점                         | 출전              | 득점              | 출전                | 득점                | 출전 | 득점 |
| ------------- | ------- | ---------------------------- | ---------------------------- | ---------------------------- | ---------------------------- | ----------------- | ----------------- | ------------------- | ------------------- | ---- | ---- |
| 보카 주니어스 | 2004-05 | 9                            | 2                            | -                            | -                            | 6                 | 2                 | 1                   | 1                   | 16   | 5    |

페루에서 열렸던 2004 코파 아메리카에서 준우승을 하고, 2004 아테네 올림픽에서 득점왕 타이틀과 함께, 금메달을 따고 돌아온 카를로스 테베스의 2004-05 시즌 첫 경기는 2003년 코파 리베르타도레스 우승팀 자격으로 출전한 2004 레코파 수다메리카나 대회였다. 상대는 2003년 코파 수다메리카나를 우승한 페루의 시엔시아노였다. 테베스가 33분에 선제골을 넣었으나, 시엔시아노가 경기 막판 89분에 골을 넣으며 1대 1이 되었고, 우승팀을 가리기 위해 승부차기에 돌입했다. 경기에서 득점을 기록한 테베스는, 두 번째 승부차기 키커로 나섰으나 실축을 하고 결국 보카 주니어스는 레코파 수다메리카나 준우승에 그치게 된다. 2004년의 코파 수다메리카나 결승전에서 볼리바르를 만나게 되는데, 1차전 원정 경기에서 1대 0으로 지고 온 보카 주니어스는 2차전에 그들을 홈으로 불러 경기를 가졌다. 2000년 아페르투라를 끝으로 팀을 떠났다가, 2004-05 시즌에 다시 되돌아온 마르틴 팔레르모가 선제골을 넣었다. 1대 1의 상황에서 테베스는 멋진 슛을 성공시켰고, 이 골로 인해 보카 주니어스는 2004 코파 수다메리카나를 우승했다. 이 경기는 테베스가 마지막으로 보카 주니어스의 유니폼을 입고 뛴 홈 경기였기 때문에 테베스는 골 세레모니 후 눈물을 보였다. 팀에게 코파 수다메리카나를 선물해준 테베스는 2004년 아페르투라가 끝나고 브라질의 SC 코린치안스로 이적했다. 모든 대회에서 그는 10번을 등번호로 달고 뛰었으며, 2004년 코파 리베르타도레스, 코파 아메리카 두 대회의 준우승과 더불어, 2004 아테네 올림픽 금메달, 2004 코파 수다메리카나를 우승 등 좋은 활약을 펼친 테베스는 2년 연속으로, 또 한 번 남아메리카 올해의 축구 선수 상을 수상했다.

#### 요약
| 클럽          | 시즌    | 아르헨티나 프리메라 디비시온 | 아르헨티나 프리메라 디비시온 | 아르헨티나 프리메라 디비시온 | 아르헨티나 프리메라 디비시온 | 코파 수다메리카나 | 코파 수다메리카나 | 코파 리베르타도레스 | 코파 리베르타도레스 | 인터콘티넨털컵 | 인터콘티넨털컵 | 레코파 수다메리카나 | 레코파 수다메리카나 | 통산 | 통산 |
| 클럽          | 시즌    | 아페르투라                   | 아페르투라                   | 클라우수라                   | 클라우수라                   | 코파 수다메리카나 | 코파 수다메리카나 | 코파 리베르타도레스 | 코파 리베르타도레스 | 인터콘티넨털컵 | 인터콘티넨털컵 | 레코파 수다메리카나 | 레코파 수다메리카나 | 통산 | 통산 |
| 클럽          | 시즌    | 출전                         | 득점                         | 출전                         | 득점                         | 출전              | 득점              | 출전                | 득점                | 출전           | 득점           | 출전                | 득점                | 출전 | 득점 |
| ------------- | ------- | ---------------------------- | ---------------------------- | ---------------------------- | ---------------------------- | ----------------- | ----------------- | ------------------- | ------------------- | -------------- | -------------- | ------------------- | ------------------- | ---- | ---- |
| 보카 주니어스 | 2001-02 | 1                            | 0                            | 10                           | 1                            | 0                 | 0                 | 4                   | 1                   | –              | –              | –                   | –                   | 15   | 2    |
| 보카 주니어스 | 2002-03 | 19                           | 6                            | 13                           | 5                            | 1                 | 0                 | 8                   | 5                   | –              | –              | –                   | –                   | 41   | 16   |
| 보카 주니어스 | 2003-04 | 11                           | 8                            | 12                           | 4                            | 1                 | 0                 | 13                  | 3                   | 1              | 0              | –                   | –                   | 38   | 15   |
| 보카 주니어스 | 2004-05 | 9                            | 2                            | –                            | –                            | 6                 | 2                 | –                   | –                   | –              | –              | 1                   | 1                   | 16   | 5    |
| 통산          | 통산    | 40                           | 16                           | 35                           | 10                           | 8                 | 2                 | 25                  | 9                   | 1              | 0              | 1                   | 1                   | 110  | 38   |

### SC 코린치안스

#### 캄페오나투 브라질레이루 세리에 A 2005
|    | 날짜             | 상대                  | 장소 | 득점 | 대회                                  |
| -- | ---------------- | --------------------- | ---- | ---- | ------------------------------------- |
| 1  | 2005년 1월 29일  | 아메리카-SP           | H    | 0    | 캄페오나투 파울리스타 세리에 A1 2005  |
| 2  | 2005년 2월 2일   | 삼파이우 코헤아       | A    | 0    | 코파 두 브라질 2005                   |
| 3  | 2005년 2월 5일   | 인테르 지 리메이라    | A    | 1    | 캄페오나투 파울리스타 세리에 A1 2005  |
| 4  | 2005년 2월 10일  | 히우 브랑쿠-SP        | H    | 2    | 캄페오나투 파울리스타 세리에 A1 2005  |
| 5  | 2005년 2월 13일  | 산토스                | A    | 0    | 캄페오나투 파울리스타 세리에 A1 2005  |
| 6  | 2005년 2월 16일  | 삼파이우 코헤아       | H    | 1    | 코파 두 브라질 2005                   |
| 7  | 2005년 2월 20일  | 파울리스타            | A    | 0    | 캄페오나투 파울리스타 세리에 A1 2005  |
| 8  | 2005년 2월 27일  | 상 파울루             | A    | 0    | 캄페오나투 파울리스타 세리에 A1 2005  |
| 9  | 2005년 3월 5일   | 우니앙 상 주앙        | H    | 2    | 캄페오나투 파울리스타 세리에 A1 2005  |
| 10 | 2005년 3월 9일   | 시아노르치            | A    | 0    | 코파 두 브라질 2005                   |
| 11 | 2005년 3월 13일  | 산투 안드레           | A    | 2    | 캄페오나투 파울리스타 세리에 A1 2005  |
| 12 | 2005년 3월 20일  | 파우메이라스          | H    | 0    | 캄페오나투 파울리스타 세리에 A1 2005  |
| 13 | 2005년 3월 23일  | 상 카에타누           | H    | 0    | 캄페오나투 파울리스타 세리에 A1 2005  |
| 14 | 2005년 3월 26일  | 우니앙 바르바렌시     | A    | 0    | 캄페오나투 파울리스타 세리에 A1 2005  |
| 15 | 2005년 3월 31일  | 과라니                | A    | 0    | 캄페오나투 파울리스타 세리에 A1 2005  |
| 16 | 2005년 4월 3일   | 이투아누              | H    | 0    | 캄페오나투 파울리스타 세리에 A1 2005  |
| 17 | 2005년 4월 10일  | 시아노르치            | H    | 2    | 코파 두 브라질 2005                   |
| 18 | 2005년 4월 17일  | 피게이렌시            | H    | 1    | 코파 두 브라질 2005                   |
| 19 | 2005년 4월 24일  | 쥬벤투지              | H    | 1    | 캄페오나투 브라질레이루 세리에 A 2005 |
| 20 | 2005년 5월 1일   | 보타포구              | A    | 0    | 캄페오나투 브라질레이루 세리에 A 2005 |
| 21 | 2005년 5월 4일   | 피게이렌시            | A    | 0    | 코파 두 브라질 2005                   |
| 22 | 2005년 5월 8일   | 상 파울루             | H    | 0    | 캄페오나투 브라질레이루 세리에 A 2005 |
| 23 | 2005년 5월 15일  | 아틀레치쿠 파라나엔시 | A    | 0    | 캄페오나투 브라질레이루 세리에 A 2005 |
| 24 | 2005년 5월 22일  | 피게이렌시            | H    | 1    | 캄페오나투 브라질레이루 세리에 A 2005 |
| 25 | 2005년 5월 29일  | 아틀레치쿠 미네이루   | A    | 1    | 캄페오나투 브라질레이루 세리에 A 2005 |
| 26 | 2005년 7월 10일  | 파우메이라스          | H    | 0    | 캄페오나투 브라질레이루 세리에 A 2005 |
| 27 | 2005년 7월 16일  | 파라나                | A    | 1    | 캄페오나투 브라질레이루 세리에 A 2005 |
| 28 | 2005년 7월 21일  | 파이상두              | H    | 0    | 캄페오나투 브라질레이루 세리에 A 2005 |
| 29 | 2005년 7월 27일  | 크루제이루            | H    | 1    | 캄페오나투 브라질레이루 세리에 A 2005 |
| 30 | 2005년 8월 3일   | 쿠리치바              | H    | 2    | 캄페오나투 브라질레이루 세리에 A 2005 |
| 31 | 2005년 8월 6일   | 상 카에타누           | H    | 0    | 캄페오나투 브라질레이루 세리에 A 2005 |
| 32 | 2005년 8월 14일  | 폰치 프레타           | A    | 2    | 캄페오나투 브라질레이루 세리에 A 2005 |
| 33 | 2005년 8월 17일  | 고이아스              | A    | 0    | 코파 수다메리카나 2005                |
| 34 | 2005년 8월 28일  | 보타포구              | H    | 0    | 캄페오나투 브라질레이루 세리에 A 2005 |
| 35 | 2005년 8월 31일  | 고이아스              | H    | 0    | 코파 수다메리카나 2005                |
| 36 | 2005년 9월 11일  | 아틀레치쿠 파라나엔시 | H    | 0    | 캄페오나투 브라질레이루 세리에 A 2005 |
| 37 | 2005년 9월 18일  | 피게이렌시            | A    | 0    | 캄페오나투 브라질레이루 세리에 A 2005 |
| 38 | 2005년 9월 25일  | 플라멩구              | A    | 2    | 캄페오나투 브라질레이루 세리에 A 2005 |
| 39 | 2005년 9월 28일  | 리버 플레이트         | A    | 0    | 코파 수다메리카나 2005                |
| 40 | 2005년 10월 2일  | 브라질리엔시          | H    | 0    | 캄페오나투 브라질레이루 세리에 A 2005 |
| 41 | 2005년 10월 5일  | 플루미넨시            | A    | 0    | 캄페오나투 브라질레이루 세리에 A 2005 |
| 42 | 2005년 10월 13일 | 산토스                | A    | 0    | 캄페오나투 브라질레이루 세리에 A 2005 |
| 43 | 2005년 10월 16일 | 파우메이라스          | A    | 1    | 캄페오나투 브라질레이루 세리에 A 2005 |
| 44 | 2005년 10월 19일 | 푸마스                | H    | 0    | 코파 수다메리카나 2005                |
| 45 | 2005년 10월 22일 | 파라나                | H    | 1    | 캄페오나투 브라질레이루 세리에 A 2005 |
| 46 | 2005년 10월 27일 | 파이상두              | A    | 1    | 캄페오나투 브라질레이루 세리에 A 2005 |
| 47 | 2005년 10월 30일 | 바스쿠 다 가마        | H    | 1    | 캄페오나투 브라질레이루 세리에 A 2005 |
| 48 | 2005년 11월 2일  | 크루제이루            | A    | 0    | 캄페오나투 브라질레이루 세리에 A 2005 |
| 49 | 2005년 11월 6일  | 산토스                | H    | 3    | 캄페오나투 브라질레이루 세리에 A 2005 |
| 50 | 2005년 11월 20일 | 인테르나시오나우      | H    | 1    | 캄페오나투 브라질레이루 세리에 A 2005 |
| 51 | 2005년 11월 27일 | 폰치 프레타           | H    | 0    | 캄페오나투 브라질레이루 세리에 A 2005 |
| 52 | 2005년 12월 4일  | 고이아스              | H    | 1    | 캄페오나투 브라질레이루 세리에 A 2005 |

| 클럽          | 시즌 | 브라질레이루 세리에 A | 브라질레이루 세리에 A | 파울리스타 세리에 A1 | 파울리스타 세리에 A1 | 코파 두 브라질 | 코파 두 브라질 | 코파 수다메리카나 | 코파 수다메리카나 | 통산 | 통산 |
| 클럽          | 시즌 | 출전                  | 득점                  | 출전                 | 득점                 | 출전           | 득점           | 출전              | 득점              | 출전 | 득점 |
| ------------- | ---- | --------------------- | --------------------- | -------------------- | -------------------- | -------------- | -------------- | ----------------- | ----------------- | ---- | ---- |
| SC 코린치안스 | 2005 | 29                    | 20                    | 13                   | 7                    | 6              | 4              | 4                 | 0                 | 52   | 31   |

2004년에 MSI(Media Sports Investments) 회사는 코린치안스를 인수하고, 막대한 자금력을 바탕으로 2005년 1월, 카를로스 테베스를 보카 주니어스로부터 데려오며, 그의 경제적 지분을 35% 가졌다. 그렇게 브라질의 코린치안스로 이적한 테베스는 상 파울루 주(州)리그인 캄페오나투 파울리스타 세리에 A1 대회에서, 새로운 팀 데뷔전을 가졌다. 주 리그에서 13경기 7골을 기록하며, 곧바로 브라질 축구에 적응을 했다. 코린치안스는 이 대회에서 준우승을 했다. 브라질 축구 협회의 컵 대회인 코파 두 브라질에서는 총 6경기에 출전, 4골을 기록했으나 16강에서 피게이렌시에게 8강 진출의 꿈이 좌절되었다. 2005년 6월, 컨페더레이션스 컵에 출전했다가 돌아온 후, 테베스는 주장 완장을 찼다. 전국 대회인 캄페오나투 브라질레이루 세리에 A에서는 29경기에 출장하고, 20골을 넣으며 개인 리그 득점 순위 3등을 했다. 프로 데뷔 이후, 강호인 산토스를 상대로 성인 무대 첫 해트트릭을 달성했다. 그리고 그의 활약으로 팀은 리그 우승을 했으며, 테베스는 외국인으로서 1976년 이후 최초로 브라질 축구 협회가 주는 브라질 올해의 선수 상을 수상했다. 한편, 코파 수다메리카나에서는 친정팀의 숙적인 리버 플레이트를 16강에서 꺾으며 8강에 진출했으나, 멕시코의 푸마스에게 총합 스코어 4대 2로 패배를 해서 4강 진출은 무산되었다. 코린치안스의 팬이던 당시 브라질 대통령 룰라는 직접 테베스를 만나 경의를 표했으며, 테베스는 그에 기뻐해 룰라 대통령에게 자신의 등번호인 10번과 함께 룰라의 이름을 붙여 선물을 한 일화가 있다. 카를로스 테베스는 6월 컨페더레이션스 컵 국가 대항전에 참가해 준우승을 거두었고, 캄페오나투 파울리스타 세리에 A1 준우승, 캄페오나투 브라질레이루 세리에 A 우승 등 좋은 활약을 펼치며 '아메리카 대륙의 왕'(El Rey de América)이라는 별명과 함께, 1974년, 1975년 그리고 1976년, 3년 연속으로 남아메리카 올해의 축구 선수 상을 탄 칠레 출신의 인테르나시오나우에서 활약했던 엘리아스 피게로아 이후, 두 번째로 이 상을 3년 연속 수상하는 선수가 되었다.

#### 캄페오나투 브라질레이루 세리에 A 2006
|    | 날짜            | 상대                    | 장소 | 득점 | 대회                                  |
| -- | --------------- | ----------------------- | ---- | ---- | ------------------------------------- |
| 1  | 2006년 1월 11일 | 노로에스치              | A    | 0    | 캄페오나투 파울리스타 세리에 A1 2006  |
| 2  | 2006년 1월 22일 | 포르투게자              | A    | 1    | 캄페오나투 파울리스타 세리에 A1 2006  |
| 3  | 2006년 1월 29일 | 히우 브랑쿠-SP          | A    | 1    | 캄페오나투 파울리스타 세리에 A1 2006  |
| 4  | 2006년 2월 1일  | 상 벤투                 | H    | 3    | 캄페오나투 파울리스타 세리에 A1 2006  |
| 5  | 2006년 2월 4일  | 브라간치누              | H    | 1    | 캄페오나투 파울리스타 세리에 A1 2006  |
| 6  | 2006년 2월 12일 | 산토스                  | H    | 0    | 캄페오나투 파울리스타 세리에 A1 2006  |
| 7  | 2006년 2월 16일 | 데포르티보 칼리         | A    | 0    | 코파 리베르타도레스 2006              |
| 8  | 2006년 2월 22일 | 우니베르시다드 카톨리카 | H    | 0    | 코파 리베르타도레스 2006              |
| 9  | 2006년 3월 10일 | 티그레스                | H    | 0    | 코파 리베르타도레스 2006              |
| 10 | 2006년 3월 22일 | 티그레스                | A    | 1    | 코파 리베르타도레스 2006              |
| 11 | 2006년 3월 26일 | 파우메이라스            | A    | 0    | 캄페오나투 파울리스타 세리에 A1 2006  |
| 12 | 2006년 4월 7일  | 우니베르시다드 카톨리카 | A    | 1    | 코파 리베르타도레스 2006              |
| 13 | 2006년 4월 16일 | 그레미우                | H    | 0    | 캄페오나투 브라질레이루 세리에 A 2006 |
| 14 | 2006년 4월 19일 | 데포르티보 칼리         | H    | 1    | 코파 리베르타도레스 2006              |
| 15 | 2006년 4월 22일 | 상 카에타누             | H    | 1    | 캄페오나투 브라질레이루 세리에 A 2006 |
| 16 | 2006년 4월 26일 | 리버 플레이트           | A    | 1    | 코파 리베르타도레스 2006              |
| 17 | 2006년 5월 4일  | 리버 플레이트           | H    | 0    | 코파 리베르타도레스 2006              |
| 18 | 2006년 5월 7일  | 상 파울루               | H    | 0    | 캄페오나투 브라질레이루 세리에 A 2005 |
| 19 | 2006년 7월 22일 | 포르탈레자              | H    | 1    | 캄페오나투 브라질레이루 세리에 A 2006 |
| 20 | 2006년 7월 30일 | 산타 크루스             | A    | 0    | 캄페오나투 브라질레이루 세리에 A 2006 |
| 21 | 2006년 8월 5일  | 아틀레치쿠 파라나엔시   | H    | 1    | 캄페오나투 브라질레이루 세리에 A 2006 |
| 22 | 2006년 8월 12일 | 피게이렌시              | H    | 1    | 캄페오나투 브라질레이루 세리에 A 2006 |
| 23 | 2006년 8월 17일 | 플루미넨시              | A    | 1    | 캄페오나투 브라질레이루 세리에 A 2006 |
| 24 | 2005년 8월 20일 | 보타포구                | H    | 0    | 캄페오나투 브라질레이루 세리에 A 2006 |

| 클럽          | 시즌 | 브라질레이루 세리에 A | 브라질레이루 세리에 A | 파울리스타 세리에 A1 | 파울리스타 세리에 A1 | 코파 리베르타도레스 | 코파 리베르타도레스 | 통산 | 통산 |
| 클럽          | 시즌 | 출전                  | 득점                  | 출전                 | 득점                 | 출전                | 득점                | 출전 | 득점 |
| ------------- | ---- | --------------------- | --------------------- | -------------------- | -------------------- | ------------------- | ------------------- | ---- | ---- |
| SC 코린치안스 | 2006 | 9                     | 5                     | 7                    | 6                    | 8                   | 4                   | 24   | 15   |

2003년 이후로 코파 리베르타도레스에 참가하지 못했던 코린치앙스는, 테베스의 활약으로 2005년 캄페오나투 브라질레이루 세리에 A를 우승했고, 그 덕분에 2006년 코파 리베르타도레스에는 참가를 했다. 멕시코의 티그레스, 칠레의 우니베르시다드 카톨리카, 그리고 콜롬비아의 데포르티보 칼리와 함께 그룹 4에 속하게 된 코린치안스는, 무난하게 4승 1무 1패로 승점 13점을 얻으며 조 1위로 16강에 진출했다. 그러나 아르헨티나의 리버 플레이트에 덜미를 잡히며, 테베스가 1골을 넣으며 고군분투 했음에도 불구하고, 8강 진출은 물거품이 되었다. 2003년 코파 리베르타도레스에서도 리버 플레이트에게 16강에서 덜미를 잡히며 탈락한 코린치안스에게, 2006년 코파 리베르타도레스 16강에서 리버 플레이트를 만난 건 2003년의 설욕을 갚을 좋은 복수전이 될 수 있는 기회였다. 그러나 2차전 홈 경기에서 탈락이 확정되면서, 홈 팬들은 경기 종료 후 필드에 난입을 해서 난동을 부렸다. 그 날, 테베스의 딸 플로렌시아도 경기장에 있었기에, 테베스는 크게 겁을 먹었다. 팬들은 그의 활약이 지난 시즌에 비해 저조하다는 꼬투리를 잡고서는 이 날의 패배 원인을 테베스로 돌린다. 훌리건들은 테베스 가족들의 안전을 위협하고, 그에게도 살해 위협을 가하는 등 점점 도를 지나친 행동을 했고, 급기야 2006년 독일에서 열린 월드컵 국가대표팀에 차출되면서, 테베스는 모든 짐을 챙겨서 부에노스 아이레스로 가버렸다. MSI 대표인 키아 주라브키안은 이 시점부터 AC 밀란이나 맨체스터 유나이티드 등의 팀들에게 테베스를 제의하기 시작했다. 카를로스 테베스가 2006년 독일 월드컵에서 활약하는 동안, 그가 코린치안스를 떠날 거라는 루머들이 자꾸 돌았다. 월드컵이 끝난 후, 그가 돌아왔을 때 아르헨티나 인들을 차별하고 아주 싫어했던 에메르손 레앙 감독은 그의 주장 완장을 강제로 빼앗아버렸다. 월드컵에서 돌아오자마자 뛴 포르탈레자와의 경기에서 골을 넣은 테베스는 득점 후, 야유를 하는 홈 팬들에게 조용해라는 의미의 제스처를 취했다. 경기 후 테베스는 "코린치안스의 팬들은 냄비 근성이 강하다. 처음에 내가 이 팀에 왔을 때, 금세 그들은 내가 이 팀에 모든 걸 쏟아부을 거라는 걸 알았다. 그러나 이제는 나에게 살해 협박을 한다. 난 이 팀의 팬들이 어떤 사람들인지 안다. 그들은 보카 주니어스 팬들처럼 빈민가 출신의 사람들이다. 여기 일원으로 있는 것이 정말로 행복했다. 그러나 팬들이 날 원하지 않는다면 더 이상 브라질에서 뛰지 않겠다. 어차피 다른 팀들로부터 제의도 많이 왔다. 난 이미 팀으로부터 마음이 떠났다." 고 인터뷰를 했다. 당시 테베스가 없는 동안 코린치안스는 6연패를 당하며 팀이 슬럼프에 빠져있었는데, 불난 데 기름 붓는 격으로 테베스의 세레모니와 인터뷰는 팬들을 자극시켰다. 인터뷰 직후, 코린치안스의 훌리건들은 테베스의 차를 찾아내어 박살내버렸다. 이 사건 후, 홈 팬들은 테베스에게 공식적으로 모든 일에 대한 사과를 하며 그의 마음을 돌리려 했으나, 결국 키아 주라브키안에 의해 2006년 8월 31일 유럽 이적시장 마지막 날에, 테베스는 그의 친구이자 동료인 하비에르 마스체라노와 함께 웨스트햄 유나이티드로 이적했다. 그 후 2006년 12월, 코린치안스 팬들의 여러 투표에서 테베스는 인기있었던, 혹은 아주 뛰어난 활약을 펼쳤던 선수로서 기억이 되며 당시 자신들의 어리석음을 후회하며 한탄하는 상황을 연출하기도 했다.

#### 요약
| 클럽          | 시즌 | 브라질레이루 세리에 A | 브라질레이루 세리에 A | 파울리스타 세리에 A1 | 파울리스타 세리에 A1 | 코파 두 브라질 | 코파 두 브라질 | 코파 수다메리카나 | 코파 수다메리카나 | 코파 리베르타도레스 | 코파 리베르타도레스 | 통산 | 통산 |
| 클럽          | 시즌 | 출전                  | 득점                  | 출전                 | 득점                 | 출전           | 득점           | 출전              | 득점              | 출전                | 득점                | 출전 | 득점 |
| ------------- | ---- | --------------------- | --------------------- | -------------------- | -------------------- | -------------- | -------------- | ----------------- | ----------------- | ------------------- | ------------------- | ---- | ---- |
| SC 코린치안스 | 2005 | 29                    | 20                    | 13                   | 7                    | 6              | 4              | 4                 | 0                 | –                   | –                   | 52   | 31   |
| SC 코린치안스 | 2006 | 9                     | 5                     | 7                    | 6                    | –              | –              | –                 | –                 | 8                   | 4                   | 24   | 15   |
| 통산          | 통산 | 38                    | 25                    | 20                   | 13                   | 6              | 4              | 4                 | 0                 | 8                   | 4                   | 76   | 46   |

### 웨스트햄 유나이티드

#### 잉글리시 프리미어 리그 2006-07
|    | 날짜             | 상대                | 장소 | 득점 | 대회                           |
| -- | ---------------- | ------------------- | ---- | ---- | ------------------------------ |
| 1  | 2006년 9월 10일  | 아스톤 빌라         | H    | 0    | 잉글리시 프리미어 리그 2006-07 |
| 2  | 2006년 9월 14일  | 팔레르모            | H    | 0    | UEFA 컵 2006-07                |
| 3  | 2006년 9월 17일  | 뉴캐슬              | H    | 0    | 잉글리시 프리미어 리그 2006-07 |
| 4  | 2006년 9월 23일  | 맨체스터 시티       | A    | 0    | 잉글리시 프리미어 리그 2006-07 |
| 5  | 2006년 9월 28일  | 팔레르모            | A    | 0    | UEFA 컵 2006-07                |
| 6  | 2006년 10월 1일  | 레딩                | H    | 0    | 잉글리시 프리미어 리그 2006-07 |
| 7  | 2006년 10월 22일 | 토트넘              | A    | 0    | 잉글리시 프리미어 리그 2006-07 |
| 8  | 2006년 11월 11일 | 미들스브로          | H    | 0    | 잉글리시 프리미어 리그 2006-07 |
| 9  | 2006년 11월 18일 | 첼시                | A    | 0    | 잉글리시 프리미어 리그 2006-07 |
| 10 | 2006년 11월 25일 | 셰필드              | H    | 0    | 잉글리시 프리미어 리그 2006-07 |
| 11 | 2006년 12월 3일  | 에버튼              | A    | 0    | 잉글리시 프리미어 리그 2006-07 |
| 12 | 2006년 12월 6일  | 위건                | H    | 0    | 잉글리시 프리미어 리그 2006-07 |
| 13 | 2006년 12월 9일  | 볼튼                | A    | 0    | 잉글리시 프리미어 리그 2006-07 |
| 14 | 2006년 12월 26일 | 포츠머스            | H    | 0    | 잉글리시 프리미어 리그 2006-07 |
| 15 | 2006년 12월 30일 | 맨체스터 시티       | H    | 0    | 잉글리시 프리미어 리그 2006-07 |
| 16 | 2007년 1월 6일   | 브라이튼            | H    | 0    | FA컵 2006-07                   |
| 17 | 2007년 1월 13일  | 풀럼                | H    | 0    | 잉글리시 프리미어 리그 2006-07 |
| 18 | 2007년 2월 10일  | 왓포드              | H    | 0    | 잉글리시 프리미어 리그 2006-07 |
| 19 | 2007년 2월 24일  | 찰튼                | A    | 0    | 잉글리시 프리미어 리그 2006-07 |
| 20 | 2007년 3월 4일   | 토트넘              | H    | 1    | 잉글리시 프리미어 리그 2006-07 |
| 21 | 2007년 3월 17일  | 블랙번              | A    | 1    | 잉글리시 프리미어 리그 2006-07 |
| 22 | 2007년 3월 31일  | 미들스브로          | H    | 1    | 잉글리시 프리미어 리그 2006-07 |
| 23 | 2007년 4월 7일   | 아스날              | A    | 0    | 잉글리시 프리미어 리그 2006-07 |
| 24 | 2007년 4월 14일  | 셰필드              | A    | 0    | 잉글리시 프리미어 리그 2006-07 |
| 25 | 2007년 4월 18일  | 첼시                | H    | 1    | 잉글리시 프리미어 리그 2006-07 |
| 26 | 2007년 4월 21일  | 에버튼              | H    | 0    | 잉글리시 프리미어 리그 2006-07 |
| 27 | 2007년 4월 28일  | 위건                | A    | 0    | 잉글리시 프리미어 리그 2006-07 |
| 28 | 2007년 5월 5일   | 볼튼                | H    | 2    | 잉글리시 프리미어 리그 2006-07 |
| 29 | 2007년 5월 13일  | 맨체스터 유나이티드 | A    | 1    | 잉글리시 프리미어 리그 2006-07 |

| 클럽                | 시즌    | 잉글리시 프리미어 리그 | 잉글리시 프리미어 리그 | FA 컵 | FA 컵 | 잉글리시 리그 컵 | 잉글리시 리그 컵 | UEFA 컵 | UEFA 컵 | 통산 | 통산 |
| 클럽                | 시즌    | 출전                   | 득점                   | 출전  | 득점  | 출전             | 득점             | 출전    | 득점    | 출전 | 득점 |
| ------------------- | ------- | ---------------------- | ---------------------- | ----- | ----- | ---------------- | ---------------- | ------- | ------- | ---- | ---- |
| 웨스트햄 유나이티드 | 2006-07 | 26                     | 7                      | 1     | 0     | 0                | 0                | 2       | 0       | 29   | 7    |

테베스의 과부화는 2002년부터 지속되어 왔다. 그는 2002년 2월부터 제대로 된 휴식기를 가질 수가 없었다. 2002년 7월 말에 아페르투라가 개막했고, 아페르투라가 끝나자마자 그는 20세 이하 대표팀에 차출되어서 남아메리카 U-20 챔피언쉽 대회에 참가했다. 그리고 2003년 클라우수라가 개막했고, 그 해 코파 리베르타도레스를 우승하며 결승전 일정으로 인해 긴 시즌을 보냈다. 바로 2003년 아페르투라가 시작되었으며, AC 밀란과의 인터콘티넨털컵 경기가 끝난 후, 2003년 FIFA 세계 청소년 축구 선수권 대회에 소집되었다. 다시 클럽으로 복귀해서 2004년 후반기 클라우수라를 소화한 후, 바로 7월에 페루에서 개최된 2004년 코파 아메리카 대표팀에 소집되었다. 2004년 코파 아메리카 대회가 끝나고 곧이어 8월에 개최된 2004 아테네 올림픽 국가대표로 출전했으며, 돌아오자마자 2005년 아페르투라를 소화했고, 리그 전반기 일정이 끝나자마자 바로 브라질로 둥지를 옮겼다. 브라질에선 상 파울루 주(州)리그인 캄페오나투 파울리스타 세리에 A1 대회에 바로 참가를 해야만 했다. 코린치안스에서의 일정은 너무나 빡빡했다. 주 리그와 함께 코파 두 브라질을 병행해야만 했고, 주 리그가 끝남과 동시에 전국 리그인 캄페오나투 브라질레이루 세리에 A 일정이 시작되었다. 전국 리그가 시작하자마자 그는 컨페더레이션스 컵에 차출되었다. 카를로스 테베스는 2005년에 브라질에서 52경기를 소화했으며, 2005 시즌 전국 리그가 끝나자 또 다시 바로 2006년 주 리그가 시작되었다. 브라질 리그의 일정은 살인적이었고, 2006년에는 6월에 독일 월드컵까지 있었기에 국가의 부름을 받아 차출되어야만 했다. 설상가상으로 독일 월드컵에서 돌아오고 나서, 코린치앙스 팬들과 불화가 있었고, 그 와중에 큰 홍역을 치르며 마음 고생이 심했다. 쉴 틈이 없이, 이적이 진행되자마자 테베스는 잉글랜드 무대에 적응을 해야만 했다. 남아메리카 올해의 축구 선수 상을 3연속이나 수상하며 아메리카 대륙의 제왕이라 불리던 테베스는, 과도한 일정 소화와 잉글랜드 축구에 적응해야만 하는 점 등, 많은 문제에 직면해 있었기에 슬럼프에 빠졌다. 하비에르 마스체라노 역시 마찬가지였다. 두 아르헨티나 선수들은 잉글랜드 적응에 어려움을 겪으며 연이은 혹평을 받았다. 그 결과, 웨스트햄은 계속해서 승점을 쌓지 못하고 연달아 8경기를 패배하기도 하며, UEFA 컵에는 일찌감치 탈락, 시즌 중에 감독이던 앨런 파듀는 경질이 되었다. 팀은 강등권에서 허덕이게 되었고, 마스체라노는 2007년 1월에 리버풀 FC로 이적을 해버렸다. 홀로 남겨진 테베스는 고군분투를 하며 열심히 새로운 나라, 새로운 팀에서의 생활에 적응하려 노력했고, 결국 3월 토트넘과의 경기에서 잉글랜드 무대 데뷔골을 넣으며 10경기 동안 7골을 득점하고 팀을 1부 리그에 잔류시키며 영웅이 되었다. 그 중 백미는 역시 리그 마지막 라운드였던 맨체스터 유나이티드와의 경기였다. 이미 리그 우승을 확정지은 맨체스터 유나이티드와는 달리, 웨스트햄은 반드시 승리를 거두어야만 1부 리그에 잔류를 할 수 있었다. 그러나 테베스는 잉글랜드 챔피언 팀인 맨체스터 유나이티드의 홈 구장에서 1골을 넣고, 1대 0으로 승리를 거두며 팀을 극적으로 1부 리그에 잔류를 시켰다. 그 결과, 그는 웨스트햄 유나이티드 올해의 선수 상, 'Hammer News'라는 팀 언론 담당 기관으로부터도 올해의 선수 상을 받았다. 한편 테베스와 마스체라노의 이적은 의외였다. 맨체스터 유나이티드 FC, AC 밀란, 유벤투스 FC, 첼시 FC, 인테르 등 많은 강팀들이 두 선수를 노렸으나, 그들이 선택한 곳은 웨스트햄 유나이티드였다. 사실은, MSI 회사 측에서 웨스트햄 구단을 인수하려 했었고, 미리 구단 경영진들과 말을 맞춰서 두 선수를 임대 이적을 시켰으며 차후에 절차를 밟고 MSI 회사가 웨스트햄을 인수한 후에 두 선수를 완전 이적 시키려고 했었다. 그러나 MSI는 아이슬란드의 거부인 에게르트 마그누손에게 구단 인수 경쟁에서 지면서, 웨스트햄을 인수하지 못하게 되었다. 문제는 두 선수의 원 소속이 코린치안스가 아니라 MSI 회사였기 때문에 발생했다. 회사가 구단 인수를 실패하면서 두 선수는 완전 이적이 불발되었고, 원 소속은 MSI 회사인 상태였기 때문에 중간에서 붕 떠버린 것이다. 하비에르 마스체라노는 리버풀 FC로 이적 후 구단에서 완전 영입을 했지만, 테베스는 웨스트햄에 남아서 팀의 잔류를 돕는 맹활약을 하는 바람에 셰필드 유나이티드 FC가 대신 강등이 되었다. 셰필드 유나이티드 FC는 웨스트햄을 상대로 소송을 걸었고, 법정까지 간 이 사건으로 인해 테베스는 계속해서 잉글랜드에서 선수 생활을 할 수 있게 되었지만 그 대가로 웨스트햄은 협회에 벌금 550만 파운드를, 셰필드 유나이티드에게도 큰 보상금을 지급해야만 했다. 이 사건 이 후부터 프리미어리그 협회에서는, MSI처럼 회사가 선수의 경제적 지분을 가지고 개입하는 써드 파티 이적을 금지시켰다. 카를로스 테베스의 등번호는 32번이었고 이후로도 쭉 그는 잉글랜드 무대에서 32번을 등번호로 사용했다. 그가 32번을 사용하는 이유에 대해 무수한 추측들이 있었으나, 딱히 별다른 이유는 없었다. 그가 좋아하는 10번은 웨스트햄 유나이티드에서 말론 헤어우드가 사용하고 있었기 때문에 비어있는 번호 중 32번을 선택하여 계속 사용했다.

#### 요약
| 클럽                | 시즌    | 잉글리시 프리미어 리그 | 잉글리시 프리미어 리그 | FA 컵 | FA 컵 | 잉글리시 리그 컵 | 잉글리시 리그 컵 | UEFA 컵 | UEFA 컵 | 통산 | 통산 |
| 클럽                | 시즌    | 출전                   | 득점                   | 출전  | 득점  | 출전             | 득점             | 출전    | 득점    | 출전 | 득점 |
| ------------------- | ------- | ---------------------- | ---------------------- | ----- | ----- | ---------------- | ---------------- | ------- | ------- | ---- | ---- |
| 웨스트햄 유나이티드 | 2006-07 | 26                     | 7                      | 1     | 0     | 0                | 0                | 2       | 0       | 29   | 7    |
| 통산                | 통산    | 26                     | 7                      | 1     | 0     | 0                | 0                | 2       | 0       | 29   | 7    |

### 맨체스터 유나이티드

#### 잉글리시 프리미어 리그 2007-08
|    | 날짜             | 상대          | 장소 | 득점 | 대회                           |
| -- | ---------------- | ------------- | ---- | ---- | ------------------------------ |
| 1  | 2007년 8월 15일  | 포츠머스      | A    | 0    | 잉글리시 프리미어 리그 2007-08 |
| 2  | 2007년 8월 19일  | 맨체스터 시티 | A    | 0    | 잉글리시 프리미어 리그 2007-08 |
| 3  | 2007년 8월 26일  | 토트넘        | H    | 0    | 잉글리시 프리미어 리그 2007-08 |
| 4  | 2007년 9월 1일   | 선더랜드      | H    | 0    | 잉글리시 프리미어 리그 2007-08 |
| 5  | 2007년 9월 15일  | 에버튼        | A    | 0    | 잉글리시 프리미어 리그 2007-08 |
| 6  | 2007년 9월 19일  | 스포르팅 CP   | A    | 0    | UEFA 챔피언스 리그 2007-08     |
| 7  | 2007년 9월 23일  | 첼시          | H    | 1    | 잉글리시 프리미어 리그 2007-08 |
| 8  | 2007년 9월 29일  | 버밍엄        | A    | 0    | 잉글리시 프리미어 리그 2007-08 |
| 9  | 2007년 10월 2일  | 로마          | H    | 0    | UEFA 챔피언스 리그 2007-08     |
| 10 | 2007년 10월 6일  | 위건          | H    | 1    | 잉글리시 프리미어 리그 2007-08 |
| 11 | 2007년 10월 20일 | 아스톤 빌라   | A    | 0    | 잉글리시 프리미어 리그 2007-08 |
| 12 | 2007년 10월 23일 | 디나모 키예프 | A    | 0    | UEFA 챔피언스 리그 2007-08     |
| 13 | 2007년 10월 27일 | 미들스브로    | H    | 2    | 잉글리시 프리미어 리그 2007-08 |
| 14 | 2007년 11월 3일  | 아스날        | A    | 0    | 잉글리시 프리미어 리그 2007-08 |
| 15 | 2007년 11월 7일  | 디나모 키예프 | H    | 1    | UEFA 챔피언스 리그 2007-08     |
| 16 | 2007년 11월 11일 | 블랙번        | H    | 0    | 잉글리시 프리미어 리그 2007-08 |
| 17 | 2007년 11월 24일 | 볼튼          | A    | 0    | 잉글리시 프리미어 리그 2007-08 |
| 18 | 2007년 11월 27일 | 스포르팅 CP   | H    | 1    | UEFA 챔피언스 리그 2007-08     |
| 19 | 2007년 12월 3일  | 풀럼          | H    | 0    | 잉글리시 프리미어 리그 2007-08 |
| 20 | 2007년 12월 8일  | 더비 카운티   | H    | 2    | 잉글리시 프리미어 리그 2007-08 |
| 21 | 2007년 12월 16일 | 리버풀        | A    | 1    | 잉글리시 프리미어 리그 2007-08 |
| 22 | 2007년 12월 23일 | 에버튼        | H    | 0    | 잉글리시 프리미어 리그 2007-08 |
| 23 | 2007년 12월 29일 | 웨스트햄      | A    | 0    | 잉글리시 프리미어 리그 2007-08 |
| 24 | 2008년 1월 1일   | 버밍엄        | H    | 1    | 잉글리시 프리미어 리그 2007-08 |
| 25 | 2008년 1월 12일  | 뉴캐슬        | H    | 2    | 잉글리시 프리미어 리그 2007-08 |
| 26 | 2008년 1월 19일  | 레딩          | A    | 0    | 잉글리시 프리미어 리그 2007-08 |
| 27 | 2008년 1월 27일  | 토트넘        | H    | 1    | FA컵 2007-08                   |
| 28 | 2008년 1월 30일  | 포츠머스      | H    | 0    | 잉글리시 프리미어 리그 2007-08 |
| 29 | 2008년 2월 2일   | 토트넘        | A    | 1    | 잉글리시 프리미어 리그 2007-08 |
| 30 | 2008년 2월 10일  | 맨체스터 시티 | H    | 0    | 잉글리시 프리미어 리그 2007-08 |
| 31 | 2008년 2월 20일  | 리옹          | A    | 1    | UEFA 챔피언스 리그 2007-08     |
| 32 | 2008년 2월 23일  | 뉴캐슬        | A    | 0    | 잉글리시 프리미어 리그 2007-08 |
| 33 | 2008년 3월 1일   | 풀럼          | A    | 0    | 잉글리시 프리미어 리그 2007-08 |
| 34 | 2008년 3월 4일   | 리옹          | H    | 0    | UEFA 챔피언스 리그 2007-08     |
| 35 | 2008년 3월 8일   | 포츠머스      | H    | 0    | FA컵 2007-08                   |
| 36 | 2008년 3월 19일  | 볼튼          | H    | 0    | 잉글리시 프리미어 리그 2007-08 |
| 37 | 2008년 3월 23일  | 리버풀        | H    | 0    | 잉글리시 프리미어 리그 2007-08 |
| 38 | 2008년 3월 29일  | 아스톤 빌라   | H    | 1    | 잉글리시 프리미어 리그 2007-08 |
| 39 | 2008년 4월 1일   | 로마          | A    | 0    | UEFA 챔피언스 리그 2007-08     |
| 40 | 2008년 4월 6일   | 미들스브로    | A    | 0    | 잉글리시 프리미어 리그 2007-08 |
| 41 | 2008년 4월 9일   | 로마          | H    | 1    | UEFA 챔피언스 리그 2007-08     |
| 42 | 2008년 4월 13일  | 아스날        | H    | 0    | 잉글리시 프리미어 리그 2007-08 |
| 43 | 2008년 4월 19일  | 블랙번        | A    | 1    | 잉글리시 프리미어 리그 2007-08 |
| 44 | 2008년 4월 23일  | 바르셀로나    | A    | 0    | UEFA 챔피언스 리그 2007-08     |
| 45 | 2008년 4월 29일  | 바르셀로나    | H    | 0    | UEFA 챔피언스 리그 2007-08     |
| 46 | 2008년 5월 3일   | 웨스트햄      | H    | 1    | 잉글리시 프리미어 리그 2007-08 |
| 47 | 2008년 5월 11일  | 위건          | A    | 0    | 잉글리시 프리미어 리그 2007-08 |
| 48 | 2008년 5월 21일  | 첼시          | N    | 0    | UEFA 챔피언스 리그 2007-08     |

| 클럽                | 시즌    | 잉글리시 프리미어 리그 | 잉글리시 프리미어 리그 | FA 컵 | FA 컵 | 잉글리시 리그 컵 | 잉글리시 리그 컵 | UEFA 챔피언스 리그 | UEFA 챔피언스 리그 | 통산 | 통산 |
| 클럽                | 시즌    | 출전                   | 득점                   | 출전  | 득점  | 출전             | 득점             | 출전               | 득점               | 출전 | 득점 |
| ------------------- | ------- | ---------------------- | ---------------------- | ----- | ----- | ---------------- | ---------------- | ------------------ | ------------------ | ---- | ---- |
| 맨체스터 유나이티드 | 2007-08 | 34                     | 14                     | 2     | 1     | 0                | 0                | 12                 | 4                  | 48   | 19   |

웨스트햄 유나이티드에서 한 시즌을 보내며 잉글랜드 축구 적응기를 가진 테베스는, 프리미어리그 2006-07 시즌 후반기 활약으로 인해 리그 챔피언인 맨체스터 유나이티드로 이적을 했다. 원 소속은 역시 MSI 회사였으며, 맨체스터 유나이티드는 그를 MSI로부터 2년 임대 계약을 했다. 2007년 8월 10일에 맨체스터 유나이티드가 제시한 계약서에 싸인을 한 테베스는, 5일 후 포츠머스 FC와의 경기에 웨인 루니가 부상으로 아웃되었고, 그는 루니를 대신하여 교체 투입이 되면서 맨체스터 유나이티드 데뷔전을 가졌다. 맨체스터 유나이티드 데뷔골은 2대 0으로 이겼던 첼시와의 홈 경기 선제골이었다. 웨인 루니, 크리스티아누 호날두와 함께 팀의 공격을 이끌며 골든 트리오라 불렸고, 알렉스 퍼거슨 감독은 과거 1999년 트레블 당시의 팀보다 더욱 훌륭한 팀이라며, 당시의 스쿼드 상태에 아주 만족했다. 그는 첼시 FC, 리버풀 FC, AS 로마 등 강팀과의 경기에서 중요한 득점을 많이 하고, 엄청난 활동량을 바탕으로 열심히 경기장을 누비며, 몸을 사리지 않고 최전방에서부터 상대 수비를 압박하는 등 팀에 에너지를 불어넣으며 홈 팬들의 큰 사랑을 받았다. 그러나 카를로스 테베스가 더 사랑받은 이유는 팀이 위기에 빠질 때마다 기적같은 골로 팀을 구해내며 구세주가 되었다는 점이다. 2008년 2월 2일에 열렸던 토트넘과의 경기에서 1대 0으로 지고 있던 상황에서, 종료 휘슬이 불리기 직전 테베스는 득점을 해 팀을 패배에서 구해냈고, 2008년 2월 20일 리옹과의 UEFA 챔피언스리그 16강 1차전 경기에서 카림 벤제마에게 실점한 후, 1대 0으로 끌려가던 맨체스터 유나이티드는 테베스의 막판 동점골에 힘입어 1대 1로 무승부를 거두었고, 2차전에서 1대 0으로 이기면서 8강에 진출했다. 2008년 4월 19일, 맨체스터 유나이티드는 블랙번 로버스 FC와의 경기에서는 1대 0으로 지고있는 상황에서 경기 내내 고전하다가, 89분에 테베스가 동점 헤더 골을 넣으며 간신히 패배를 모면했다. 당시 그의 이런 활약상으로 인해 80분 이후부터는 '테베스 타임'이라는 말이 생기기도 하였으며, 농구 용어인 버저비터라는 용어도 그의 수식어들 중 하나가 되었다. 2007년 12월 29일, 웨스트햄 유나이티드 원정 경기에서 그는 원정 팬들의 많은 환호를 받고, 상대 팀 팬들의 응원가를 듣는 기이한 상황을 연출했다. 그는 양 팔을 들어올려 교차시키며 친정팀의 응원 제스처를 보이며 팬들에게 화답을 했다. 그가 마지막으로 득점한 경기는 웨스트햄 유나이티드였는데, 그는 상당히 먼 거리에서 중거리 슛을 성공시킨 후 세레모니를 하지 않으며 친정팀을 존중했고, 맨체스터 유나이티드에 온 원정 팬들은 그에게 박수를 보내주었다. FA컵 8강전에서 포츠머스 FC를 만난 맨체스터 유나이티드 FC는 지독하게 골운이 따르지 않았고, 결국 패배하며 4강 진출이 무산되었다. 그러나 프리미어리그에서 우승을 하고, 모스크바에서 첼시 FC를, 극적인 승부차기 끝에 꺾으며 UEFA 챔피언스리그 우승을 거머쥐고 더블을 달성했다.

#### 잉글리시 프리미어 리그 2008-09
|    | 날짜             | 상대          | 장소 | 득점 | 대회                           |
| -- | ---------------- | ------------- | ---- | ---- | ------------------------------ |
| 1  | 2008년 8월 10일  | 포츠머스      | N    | 0    | 잉글리시 프리미어 리그 2008-09 |
| 2  | 2008년 8월 25일  | 포츠머스      | A    | 0    | FA 커뮤니티 실드 2008          |
| 3  | 2008년 8월 29일  | 제니트        | N    | 0    | UEFA 슈퍼 컵 2008              |
| 4  | 2008년 9월 13일  | 리버풀        | A    | 1    | 잉글리시 프리미어 리그 2008-09 |
| 5  | 2008년 9월 17일  | 비야레알      | H    | 0    | UEFA 챔피언스 리그 2008-09     |
| 6  | 2008년 9월 23일  | 미들스브로    | H    | 0    | 잉글리시 리그 컵 2008-09       |
| 7  | 2008년 9월 27일  | 볼튼          | H    | 0    | 잉글리시 프리미어 리그 2008-09 |
| 8  | 2008년 9월 30일  | 올보르        | A    | 0    | UEFA 챔피언스 리그 2008-09     |
| 9  | 2008년 10월 4일  | 블랙번        | H    | 0    | 잉글리시 프리미어 리그 2008-09 |
| 10 | 2008년 10월 21일 | 셀틱          | H    | 0    | UEFA 챔피언스 리그 2008-09     |
| 11 | 2008년 10월 25일 | 에버튼        | A    | 0    | 잉글리시 프리미어 리그 2008-09 |
| 12 | 2008년 10월 29일 | 웨스트햄      | H    | 0    | 잉글리시 프리미어 리그 2008-09 |
| 13 | 2008년 11월 1일  | 헐            | H    | 0    | 잉글리시 프리미어 리그 2008-09 |
| 14 | 2008년 11월 5일  | 셀틱          | A    | 0    | UEFA 챔피언스 리그 2008-09     |
| 15 | 2008년 11월 8일  | 아스날        | A    | 0    | 잉글리시 프리미어 리그 2008-09 |
| 16 | 2008년 11월 11일 | QPR           | H    | 1    | 잉글리시 리그 컵 2008-09       |
| 17 | 2008년 11월 15일 | 스토크        | H    | 0    | 잉글리시 프리미어 리그 2008-09 |
| 18 | 2008년 11월 22일 | 아스톤 빌라   | A    | 1    | 잉글리시 프리미어 리그 2008-09 |
| 19 | 2008년 11월 25일 | 비야레알      | A    | 0    | UEFA 챔피언스 리그 2008-09     |
| 20 | 2008년 12월 3일  | 블랙번        | H    | 4    | 잉글리시 리그 컵 2008-09       |
| 21 | 2008년 12월 6일  | 선더랜드      | H    | 0    | 잉글리시 프리미어 리그 2008-09 |
| 22 | 2008년 12월 10일 | 올보르        | H    | 1    | UEFA 챔피언스 리그 2008-09     |
| 23 | 2008년 12월 13일 | 토트넘        | A    | 0    | 잉글리시 프리미어 리그 2008-09 |
| 24 | 2008년 12월 18일 | 감바 오사카   | N    | 0    | FIFA 클럽 월드컵 2008          |
| 25 | 2008년 12월 21일 | 리가 데 키토  | N    | 0    | FIFA 클럽 월드컵 2008          |
| 26 | 2008년 12월 26일 | 스토크        | A    | 1    | 잉글리시 프리미어 리그 2008-09 |
| 27 | 2009년 1월 7일   | 더비 카운티   | A    | 0    | 잉글리시 리그 컵 2008-09       |
| 28 | 2009년 1월 14일  | 위건          | H    | 0    | 잉글리시 프리미어 리그 2008-09 |
| 29 | 2009년 1월 17일  | 볼튼          | A    | 0    | 잉글리시 프리미어 리그 2008-09 |
| 30 | 2009년 1월 20일  | 더비 카운티   | H    | 1    | 잉글리시 리그 컵 2008-09       |
| 31 | 2009년 1월 24일  | 토트넘        | H    | 0    | FA컵 2008-09                   |
| 32 | 2009년 1월 27일  | 웨스트 브롬   | A    | 1    | 잉글리시 프리미어 리그 2008-09 |
| 33 | 2009년 1월 31일  | 에버튼        | H    | 0    | 잉글리시 프리미어 리그 2008-09 |
| 34 | 2009년 2월 8일   | 웨스트햄      | A    | 0    | 잉글리시 프리미어 리그 2008-09 |
| 35 | 2009년 2월 18일  | 풀럼          | A    | 0    | 잉글리시 프리미어 리그 2008-09 |
| 36 | 2009년 2월 21일  | 블랙번        | H    | 0    | 잉글리시 프리미어 리그 2008-09 |
| 37 | 2009년 3월 1일   | 토트넘        | N    | 0    | 잉글리시 리그 컵 2008-09       |
| 38 | 2009년 3월 7일   | 풀럼          | A    | 2    | FA컵 2008-09                   |
| 39 | 2009년 3월 14일  | 리버풀        | H    | 0    | 잉글리시 프리미어 리그 2008-09 |
| 40 | 2009년 3월 21일  | 풀럼          | A    | 0    | 잉글리시 프리미어 리그 2008-09 |
| 41 | 2009년 4월 5일   | 아스톤 빌라   | H    | 0    | 잉글리시 프리미어 리그 2008-09 |
| 42 | 2009년 4월 7일   | 포르투        | H    | 1    | UEFA 챔피언스 리그 2008-09     |
| 43 | 2009년 4월 11일  | 선더랜드      | A    | 0    | 잉글리시 프리미어 리그 2008-09 |
| 44 | 2009년 4월 19일  | 에버튼        | H    | 0    | FA컵 2008-09                   |
| 45 | 2009년 4월 25일  | 토트넘        | H    | 0    | 잉글리시 프리미어 리그 2008-09 |
| 46 | 2009년 4월 29일  | 아스날        | H    | 0    | UEFA 챔피언스 리그 2008-09     |
| 47 | 2009년 5월 2일   | 미들스브로    | A    | 0    | 잉글리시 프리미어 리그 2008-09 |
| 48 | 2009년 5월 10일  | 맨체스터 시티 | H    | 1    | 잉글리시 프리미어 리그 2008-09 |
| 49 | 2009년 5월 13일  | 위건          | A    | 1    | 잉글리시 프리미어 리그 2008-09 |
| 50 | 2009년 5월 16일  | 아스날        | H    | 0    | 잉글리시 프리미어 리그 2008-09 |
| 51 | 2009년 5월 27일  | 바르셀로나    | N    | 0    | UEFA 챔피언스 리그 2008-09     |

| 클럽                | 시즌    | 잉글리시 프리미어 리그 | 잉글리시 프리미어 리그 | FA 컵 | FA 컵 | 잉글리시 리그 컵 | 잉글리시 리그 컵 | UEFA 챔피언스 리그 | UEFA 챔피언스 리그 | 커뮤니티 실드 | 커뮤니티 실드 | UEFA 슈퍼 컵 | UEFA 슈퍼 컵 | 클럽 월드컵 | 클럽 월드컵 | 통산 | 통산 |
| 클럽                | 시즌    | 출전                   | 득점                   | 출전  | 득점  | 출전             | 득점             | 출전               | 득점               | 출전          | 득점          | 출전         | 득점         | 출전        | 득점        | 출전 | 득점 |
| ------------------- | ------- | ---------------------- | ---------------------- | ----- | ----- | ---------------- | ---------------- | ------------------ | ------------------ | ------------- | ------------- | ------------ | ------------ | ----------- | ----------- | ---- | ---- |
| 맨체스터 유나이티드 | 2008-09 | 29                     | 5                      | 3     | 2     | 6                | 6                | 9                  | 2                  | 1             | 0             | 1            | 0            | 2           | 0           | 51   | 15   |

2007-08 시즌의 리그 챔피언 자격으로 FA 커뮤니티 실드 대회에 참가한 맨체스터 유나이티드 FC는 포츠머스 FC를 상대로 승리를 거두며, 07-08 시즌 FA컵 대회에서 포츠머스 FC에게 탈락한 수모를 갚았다. 테베스는 처음으로 FA 커뮤니티 실드 대회에서 우승했다. 그러나 UEFA 챔피언스리그 우승팀 자격으로 출전한 UEFA 슈퍼컵 대회에서는 FC 제니트 상트페테르부르크에게 패배를 하며, 준우승으로 그쳤다. 시즌 초, 맨체스터 유나이티드의 라이벌인 리버풀 FC를 상대로 테베스는 득점을 하며 좋은 출발을 하는 것 같았다. 그러나 3000만 파운드에 영입된 디미터르 베르바토프에게 주전 자리를 밀리며, 순탄치 못한 시즌을 보냈다. 2007-08 시즌, 리그에서 단 3번 밖에 교체로 출장한 적이 없는 반면, 2008-09 시즌에는 12경기를 교체 출장했다. 카를로스 테베스는 리그 경기를 총 29경기 출장했으며, 그 중 선발은 17경기였다. 그러나 새로 영입된 디미터르 베르바토프는 총 31경기 중 29경기를 선발로 출장했다. 챔피언스리그에서도 그는 디미터르 베르바토프에 비해, 부당한 대우를 받았다. 두 선수 모두 출장 횟수는 9경기이나, 테베스는 비교적 수월했던 조별 예선 6경기에 모두 투입된 반면, 디미터르 베르바토프는 16강 전 인테르와의 경기부터 계속 출장을 했다. 테베스는 인테르와의 1, 2차전 모두 출전하지 않았다. 베르바토프가 리그 경기에 중용되며 상대적으로 비중이 떨어지는 잉글리시 리그 컵 대회에서는 한 경기도 출장하지 않았으며, 테베스는 잉글리시 리그 컵에 후보 선수들과 6경기를 출장했다. 그러면서도 테베스는 블랙번 로버스 FC와의 경기에서 4골을 넣는 등, 무력 시위를 했으나 그 다음 경기였던 선더랜드와의 리그 경기에서는 후보 신세를 면치 못했다. 알렉스 퍼거슨 감독의 부당한 대우는 계속되었다. FIFA 클럽 월드컵 결승전에서도, 후반전 시작하자마자 네마냐 비디치가 어리석은 퇴장을 당하면서 수비진에 공백이 생기자, 열심히 뛰어다니며 전반전에서 가장 플레이가 좋았던 테베스를 조니 에반스와 바로 교체해버렸다. 이렇게 불공평한 대접을 받으므로 테베스는 꾸준한 활약을 펼칠 수가 없었지만, 그럼에도 불구하고 12월 26일에 있었던 스토크 시티 FC와의 경기에서 좀처럼 공격의 활로를 못 찾던 상황에서 경기 막판에 골을 넣으며 팀을 승리로 이끌고, FC 포르투와의 챔피언스리그 8강전에서 1대 1로 비기고 있던 상황에 교체 투입되어 83분에 득점하고, 2013년 5월 13일에 있었던 위건 애슬레틱 FC와의 경기에서도 1대 0으로 지고 있던 상황에 교체 투입이 되어 1골을 넣으며 팀이 이길 수 있는 물꼬를 트는 등 자신이 팀에 필요한 존재임을 어필했다. 더군다나 비중이 낮은 잉글리시 리그 컵 대회에 중용되면서도 6골을 득점해 팀에게 트로피를 안겨다 주었다. 그러나 알렉스 퍼거슨은 애당초 약속했던 그의 완전 영입을 지키지 않았다. 맨체스터 유나이티드 FC 팬들은 구단에게 테베스를 영입하라고 요청했으나, 알렉스 퍼거슨 감독은 그와 계약하고 싶지만 MSI 회사 측에서 요구하는 금액이 너무 과해서 그를 영입할 돈이 없다는 핑계를 대며 구단의 탓이 아니라 MSI 회사의 잘못이라고 변명했다. 그러나 시즌 초에 디미터르 베르바토프에게 3천만 파운드라는 거금을 부었으면서 시즌 말미에는 테베스를 영입하고 싶은데 돈이 없다는 말은 어불성설이었다. 알렉스 퍼거슨 감독은 테베스를 시즌 초부터 부당하게 대접하며 경기 출장을 똑바로 시키지 않으며 그를 엉망으로 만들었고 몸값을 떨어뜨리려 했다. 당연히 테베스는 결국 화가 나서 언론에 알렉스 퍼거슨 감독이 그를 부당하게 대접한다고 터뜨렸다. 시즌이 끝나고 완전 영입 문제로 테베스는 알렉스 퍼거슨 감독에게 전화했으나, 심지어 전화를 받지도 않으며 테베스를 토사구팽하였다.

#### 요약
| 클럽                | 시즌    | 잉글리시 프리미어 리그 | 잉글리시 프리미어 리그 | FA 컵 | FA 컵 | 잉글리시 리그 컵 | 잉글리시 리그 컵 | UEFA 챔피언스 리그 | UEFA 챔피언스 리그 | 커뮤니티 실드 | 커뮤니티 실드 | UEFA 슈퍼 컵 | UEFA 슈퍼 컵 | 클럽 월드컵 | 클럽 월드컵 | 통산 | 통산 |
| 클럽                | 시즌    | 출전                   | 득점                   | 출전  | 득점  | 출전             | 득점             | 출전               | 득점               | 출전          | 득점          | 출전         | 득점         | 출전        | 득점        | 출전 | 득점 |
| ------------------- | ------- | ---------------------- | ---------------------- | ----- | ----- | ---------------- | ---------------- | ------------------ | ------------------ | ------------- | ------------- | ------------ | ------------ | ----------- | ----------- | ---- | ---- |
| 맨체스터 유나이티드 | 2007-08 | 34                     | 14                     | 2     | 1     | 0                | 0                | 12                 | 4                  | –             | –             | –            | –            | –           | –           | 48   | 19   |
| 맨체스터 유나이티드 | 2008-09 | 29                     | 5                      | 3     | 2     | 6                | 6                | 9                  | 2                  | 1             | 0             | 1            | 0            | 2           | 0           | 51   | 15   |
| 통산                | 통산    | 63                     | 19                     | 5     | 3     | 6                | 6                | 21                 | 6                  | 1             | 0             | 1            | 0            | 2           | 0           | 99   | 34   |

### 맨체스터 시티

#### 잉글리시 프리미어 리그 2009-10
|    | 날짜             | 상대                | 장소 | 득점 | 대회                           |
| -- | ---------------- | ------------------- | ---- | ---- | ------------------------------ |
| 1  | 2009년 8월 15일  | 블랙번              | A    | 0    | 잉글리시 프리미어 리그 2009-10 |
| 2  | 2009년 8월 22일  | 울버햄튼            | H    | 0    | 잉글리시 프리미어 리그 2009-10 |
| 3  | 2009년 8월 27일  | 크리스털 팰리스     | A    | 1    | 잉글리시 리그 컵 2009-10       |
| 4  | 2009년 8월 30일  | 포츠머스            | A    | 0    | 잉글리시 프리미어 리그 2009-10 |
| 5  | 2009년 9월 20일  | 맨체스터 유나이티드 | A    | 0    | 잉글리시 프리미어 리그 2009-10 |
| 6  | 2009년 9월 23일  | 풀럼                | H    | 0    | 잉글리시 리그 컵 2009-10       |
| 7  | 2009년 9월 28일  | 웨스트햄            | H    | 2    | 잉글리시 프리미어 리그 2009-10 |
| 8  | 2009년 10월 5일  | 아스톤 빌라         | A    | 0    | 잉글리시 프리미어 리그 2009-10 |
| 9  | 2009년 10월 18일 | 위건                | A    | 0    | 잉글리시 프리미어 리그 2009-10 |
| 10 | 2009년 10월 25일 | 풀럼                | H    | 0    | 잉글리시 프리미어 리그 2009-10 |
| 11 | 2009년 10월 28일 | 스컨소프            | H    | 1    | 잉글리시 리그 컵 2009-10       |
| 12 | 2009년 11월 1일  | 버밍엄              | A    | 0    | 잉글리시 프리미어 리그 2009-10 |
| 13 | 2009년 11월 7일  | 번리                | H    | 0    | 잉글리시 프리미어 리그 2009-10 |
| 14 | 2009년 11월 21일 | 리버풀              | A    | 0    | 잉글리시 프리미어 리그 2009-10 |
| 15 | 2009년 11월 28일 | 헐                  | H    | 0    | 잉글리시 프리미어 리그 2009-10 |
| 16 | 2009년 12월 2일  | 아스날              | H    | 1    | 잉글리시 리그 컵 2009-10       |
| 17 | 2009년 12월 5일  | 첼시                | H    | 1    | 잉글리시 프리미어 리그 2009-10 |
| 18 | 2009년 12월 12일 | 볼튼                | A    | 2    | 잉글리시 프리미어 리그 2009-10 |
| 19 | 2009년 12월 16일 | 토트넘              | A    | 0    | 잉글리시 프리미어 리그 2009-10 |
| 20 | 2009년 12월 19일 | 선더랜드            | H    | 1    | 잉글리시 프리미어 리그 2009-10 |
| 21 | 2009년 12월 26일 | 스토크              | H    | 1    | 잉글리시 프리미어 리그 2009-10 |
| 22 | 2009년 12월 28일 | 울버햄튼            | A    | 2    | 잉글리시 프리미어 리그 2009-10 |
| 23 | 2010년 1월 2일   | 미들스브로          | A    | 0    | FA컵 2009-10                   |
| 24 | 2010년 1월 11일  | 블랙번              | H    | 3    | 잉글리시 프리미어 리그 2009-10 |
| 25 | 2010년 1월 16일  | 에버튼              | A    | 0    | 잉글리시 프리미어 리그 2009-10 |
| 26 | 2010년 1월 19일  | 맨체스터 유나이티드 | H    | 2    | 잉글리시 리그 컵 2009-10       |
| 27 | 2010년 1월 27일  | 맨체스터 유나이티드 | A    | 1    | 잉글리시 리그 컵 2009-10       |
| 28 | 2010년 1월 31일  | 포츠머스            | H    | 0    | 잉글리시 프리미어 리그 2009-10 |
| 29 | 2010년 2월 6일   | 헐                  | A    | 0    | 잉글리시 프리미어 리그 2009-10 |
| 30 | 2010년 2월 9일   | 볼튼                | H    | 1    | 잉글리시 프리미어 리그 2009-10 |
| 31 | 2010년 2월 27일  | 첼시                | A    | 2    | 잉글리시 프리미어 리그 2009-10 |
| 32 | 2010년 3월 14일  | 선더랜드            | A    | 0    | 잉글리시 프리미어 리그 2009-10 |
| 33 | 2010년 3월 21일  | 풀럼                | A    | 1    | 잉글리시 프리미어 리그 2009-10 |
| 34 | 2010년 3월 24일  | 에버튼              | H    | 0    | 잉글리시 프리미어 리그 2009-10 |
| 35 | 2010년 3월 29일  | 위건                | H    | 3    | 잉글리시 프리미어 리그 2009-10 |
| 36 | 2010년 4월 3일   | 번리                | A    | 1    | 잉글리시 프리미어 리그 2009-10 |
| 37 | 2010년 4월 11일  | 버밍엄              | H    | 2    | 잉글리시 프리미어 리그 2009-10 |
| 38 | 2010년 4월 17일  | 맨체스터 유나이티드 | H    | 0    | 잉글리시 프리미어 리그 2009-10 |
| 39 | 2010년 4월 24일  | 아스날              | A    | 0    | 잉글리시 프리미어 리그 2009-10 |
| 40 | 2010년 5월 1일   | 아스톤 빌라         | H    | 1    | 잉글리시 프리미어 리그 2009-10 |
| 41 | 2010년 5월 5일   | 토트넘              | H    | 0    | 잉글리시 프리미어 리그 2009-10 |
| 42 | 2010년 5월 9일   | 웨스트햄            | A    | 0    | 잉글리시 프리미어 리그 2009-10 |

| 클럽          | 시즌    | 잉글리시 프리미어 리그 | 잉글리시 프리미어 리그 | FA 컵 | FA 컵 | 잉글리시 리그 컵 | 잉글리시 리그 컵 | 통산 | 통산 |
| 클럽          | 시즌    | 출전                   | 득점                   | 출전  | 득점  | 출전             | 득점             | 출전 | 득점 |
| ------------- | ------- | ---------------------- | ---------------------- | ----- | ----- | ---------------- | ---------------- | ---- | ---- |
| 맨체스터 시티 | 2009-10 | 35                     | 23                     | 1     | 0     | 6                | 6                | 42   | 29   |

맨체스터 유나이티드로부터 버림받은 테베스는 2009년 7월 14일에 맨체스터 유나이티드의 지역 라이벌인 맨체스터 시티에서 메디컬 테스트를 받고 이적했다. 이적 후 공식적인 이적료는 4천 7백만 파운드로 알려졌으나 공식적인 이적료는 2천 5백만 파운드를 약간 넘는 금액으로 알려져 있다. 맨체스터 시티에 입단한 테베스는 1999년에 맨체스터 유나이티드에서 맨체스터 시티로 이적했던 테리 쿡 이후에 두 맨체스터 클럽을 중간에 다른 이적 없이 한 번에 바로 거친 첫 번째 선수가 되었다. 2008-09 시즌에 맨체스터 시티 FC는 아랍에미리트의 부호인 셰이크 만수르가 인수했고, 호비뉴를 영입하며 강팀으로 도약을 하기 위해 준비를 하는 팀이었다. 테베스는 호비뉴와 함께 맨체스터 시티를 끌어가기 위한 초석으로서 선택되었고 2009-10 시즌에 영입되었다. 카를로스 테베스는 2009년 8월 15일, 블랙번 로버스와의 경기에서 맨체스터 시티의 하늘색 유니폼을 처음 입었고, 8월 27일 잉글리시 리그 컵에서 크리스털 팰리스를 상대로 헤더 골을 넣으며 데뷔 골을 기록했다. 그 후, 테베스는 알렉스 퍼거슨 감독이 보란듯이 맹활약을 했고 리그에서 총 23골, 리그 컵 대회에서 6골을 넣으며 2009-10 시즌에 총 29골을 득점했는데 리그 컵 대회에서의 6골 중, 3골은 친정팀인 맨체스터 유나이티드와의 경기에서 나왔다. 특히 그는 특히 2009년 12월에는 리그 6경기 동안 7골을 기록하며 프리미어 리그 이 달의 선수 상을 수상하기도 했다. 시즌 중에 그의 두 번째 딸이 태어나면서 그는 아르헨티나로 돌아가야만 했다. 그가 돌아오고 나서 가진 경기는 2010년 2월 27일에 있었던 첼시 FC와의 원정 경기였다. 당시 첼시 FC의 존 테리는, 맨체스터 시티 FC 소속이던 웨인 브릿지의 애인과 불륜 관계에 있었음이 드러나 관심을 끌고 있었다. 카를로스 테베스는 그 경기에서 2골을 기록했고, 득점 후 세레모니를 통해 자신의 둘째 딸에게 바치는 세레모니와 함께 웨인 브리지에게 격려를 하고, 존 테리와 언쟁도 하면서 진정한 의리가 무엇인지를 보여주기도 했다. 2008-09 시즌에 리그 10위를 기록했던 맨체스터 시티는, 2009-10 시즌에 카를로스 테베스의 뛰어난 활약 덕분에 리그 5위를 기록하며 2010-11 시즌 UEFA 유로파리그에 참가할 수 있는 자격을 얻었다.

#### 잉글리시 프리미어 리그 2010-11
|    | 날짜             | 상대                | 장소 | 득점 | 대회                           |
| -- | ---------------- | ------------------- | ---- | ---- | ------------------------------ |
| 1  | 2010년 8월 14일  | 토트넘              | A    | 0    | 잉글리시 프리미어 리그 2010-11 |
| 2  | 2010년 8월 19일  | 티미소아라          | A    | 0    | UEFA 유로파 리그 2010-11       |
| 3  | 2010년 8월 23일  | 리버풀              | H    | 2    | 잉글리시 프리미어 리그 2010-11 |
| 4  | 2010년 8월 29일  | 선더랜드            | A    | 0    | 잉글리시 프리미어 리그 2010-11 |
| 5  | 2010년 9월 11일  | 블랙번              | H    | 0    | 잉글리시 프리미어 리그 2010-11 |
| 6  | 2010년 9월 16일  | 잘츠부르크          | A    | 0    | UEFA 유로파 리그 2010-11       |
| 7  | 2010년 9월 19일  | 위건                | A    | 1    | 잉글리시 프리미어 리그 2010-11 |
| 8  | 2010년 9월 25일  | 첼시                | H    | 1    | 잉글리시 프리미어 리그 2010-11 |
| 9  | 2010년 9월 30일  | 유벤투스            | H    | 0    | UEFA 유로파 리그 2010-11       |
| 10 | 2010년 10월 3일  | 뉴캐슬 유나이티드   | H    | 1    | 잉글리시 프리미어 리그 2010-11 |
| 11 | 2010년 10월 17일 | 블랙풀              | A    | 2    | 잉글리시 프리미어 리그 2010-11 |
| 12 | 2010년 10월 24일 | 아스날              | H    | 0    | 잉글리시 프리미어 리그 2010-11 |
| 13 | 2010년 11월 7일  | 웨스트 브롬         | A    | 0    | 잉글리시 프리미어 리그 2010-11 |
| 14 | 2010년 11월 10일 | 맨체스터 유나이티드 | H    | 0    | 잉글리시 프리미어 리그 2010-11 |
| 15 | 2010년 11월 13일 | 버밍엄 시티         | H    | 0    | 잉글리시 프리미어 리그 2010-11 |
| 16 | 2010년 11월 21일 | 풀럼                | A    | 2    | 잉글리시 프리미어 리그 2010-11 |
| 17 | 2010년 11월 27일 | 스토크              | A    | 0    | 잉글리시 프리미어 리그 2010-11 |
| 18 | 2010년 12월 4일  | 볼튼                | H    | 1    | 잉글리시 프리미어 리그 2010-11 |
| 19 | 2010년 12월 20일 | 에버튼              | H    | 0    | 잉글리시 프리미어 리그 2010-11 |
| 20 | 2010년 12월 26일 | 뉴캐슬 유나이티드   | A    | 1    | 잉글리시 프리미어 리그 2010-11 |
| 21 | 2011년 1월 1일   | 블랙풀              | H    | 0    | 잉글리시 프리미어 리그 2010-11 |
| 22 | 2011년 1월 5일   | 아스날              | A    | 0    | 잉글리시 프리미어 리그 2010-11 |
| 23 | 2011년 1월 9일   | 레스터              | A    | 1    | FA 컵 2010-11                  |
| 24 | 2011년 1월 15일  | 울버햄튼            | H    | 2    | 잉글리시 프리미어 리그 2010-11 |
| 25 | 2011년 1월 18일  | 레스터              | H    | 1    | FA 컵 2010-11                  |
| 26 | 2011년 1월 22일  | 아스톤 빌라         | A    | 0    | 잉글리시 프리미어 리그 2010-11 |
| 27 | 2011년 2월 2일   | 버밍엄              | A    | 1    | 잉글리시 프리미어 리그 2010-11 |
| 28 | 2011년 2월 5일   | 웨스트 브롬         | H    | 3    | 잉글리시 프리미어 리그 2010-11 |
| 29 | 2011년 2월 12일  | 맨체스터 유나이티드 | A    | 0    | 잉글리시 프리미어 리그 2010-11 |
| 30 | 2011년 2월 15일  | 테살로니키          | A    | 0    | UEFA 유로파 리그 2010-11       |
| 31 | 2011년 2월 20일  | 노츠 카운티         | H    | 1    | FA 컵 2010-11                  |
| 32 | 2011년 2월 24일  | 테살로니키          | H    | 0    | UEFA 유로파 리그 2010-11       |
| 33 | 2011년 2월 27일  | 풀럼                | H    | 0    | 잉글리시 프리미어 리그 2010-11 |
| 34 | 2011년 3월 2일   | 아스톤 빌라         | H    | 0    | FA 컵 2010-11                  |
| 35 | 2011년 3월 5일   | 위건                | H    | 0    | 잉글리시 프리미어 리그 2010-11 |
| 36 | 2011년 3월 10일  | 디나모 키예프       | A    | 0    | UEFA 유로파 리그 2010-11       |
| 37 | 2011년 3월 13일  | 레딩                | H    | 0    | FA 컵 2010-11                  |
| 38 | 2011년 3월 17일  | 디나모 키예프       | H    | 0    | UEFA 유로파 리그 2010-11       |
| 39 | 2011년 4월 3일   | 선더랜드            | H    | 1    | 잉글리시 프리미어 리그 2010-11 |
| 40 | 2011년 4월 11일  | 리버풀              | A    | 0    | 잉글리시 프리미어 리그 2010-11 |
| 41 | 2011년 5월 10일  | 토트넘              | H    | 0    | 잉글리시 프리미어 리그 2010-11 |
| 42 | 2011년 5월 14일  | 스토크              | N    | 0    | FA 컵 2010-11                  |
| 43 | 2011년 5월 17일  | 스토크              | H    | 2    | 잉글리시 프리미어 리그 2010-11 |
| 44 | 2011년 5월 22일  | 볼튼                | A    | 0    | 잉글리시 프리미어 리그 2010-11 |

| 클럽          | 시즌    | 잉글리시 프리미어 리그 | 잉글리시 프리미어 리그 | FA 컵 | FA 컵 | 잉글리시 리그 컵 | 잉글리시 리그 컵 | UEFA 유로파 리그 | UEFA 유로파 리그 | 통산 | 통산 |
| 클럽          | 시즌    | 출전                   | 득점                   | 출전  | 득점  | 출전             | 득점             | 출전             | 득점             | 출전 | 득점 |
| ------------- | ------- | ---------------------- | ---------------------- | ----- | ----- | ---------------- | ---------------- | ---------------- | ---------------- | ---- | ---- |
| 맨체스터 시티 | 2010-11 | 31                     | 20                     | 6     | 3     | 0                | 0                | 7                | 0                | 44   | 23   |

2010-11 시즌이 되면서, 카를로스 테베스는 맨체스터 시티 FC의 주장 완장을 차게 되었다. 2010년 8월 23일, 리버풀 FC와의 경기에서부터 2골을 넣으며 득점포를 가동하기 시작했으며, 2010년 10월 17일 블랙풀 FC와의 경기에서도 2골을 기록하며 잉글리시 프리미어 리그 55호, 56호 골을 기록했고, 그와 동시에 우루과이 출신의 구스타보 포예트 (54골)를 제치며 잉글리시 프리미어 리그 역사상 남미 출신 선수 중 가장 많은 골을 기록한 선수가 되었다. 카를로스 테베스는 2010-11 프리미어리그 득점왕의 자리에 오르며, 남미 출신 최초로 프리미어리그 득점왕이 되었다. 당시 리그 득점왕은 공동이었는데, 아이러니하게도 공동 수상자는 맨체스터 유나이티드 FC에서 테베스를 밀어냈던 디미터르 베르바토프였다. 두 선수 모두 20골을 기록하며 공동 득점왕의 자리에 올랐는데, 카를로스 테베스는 꾸준하게 골을 기록한 반면, 디미터르 베르바토프는 시즌 내내 기복이 심했으며 약체 팀을 상대로 5골, 3골 등 몰아넣기로 20골을 넣으며, 당시 여론은 카를로스 테베스가 좀 더 득점왕에 가까운 면모를 보여주었다고 평했다. 리그에서 득점왕 타이틀을 거머쥐는 활약을 보여준 테베스는, 맨체스터 시티를 리그 3위로 끌어올리며 UEFA 챔피언스리그 본선 행 티켓을 쥐도록 해줬다. 그리고 테베스는 FA컵에서 또한 뛰어난 활약을 보이며 맨체스터 시티 FC를 FA컵 결승전까지 올렸다. 2011년 5월 14일, 스토크 시티 FC를 상대로 FA컵 결승전에서 맨체스터 시티가 승리를 거두며, 구단은 1968-69 시즌을 마지막으로 한 번도 못 들었던 FA컵 대회에서 우승을 했고, 카를로스 테베스는 주장으로서 트로피를 들어올렸다. 그리고 이 때의 우승은 맨체스터 시티가 1975-76 시즌에 들어올린 잉글리시 리그 컵 이후, 35년 만에 경험한 우승이었다.

#### 잉글리시 프리미어 리그 2011-12
|    | 날짜            | 상대                | 장소 | 득점 | 대회                           |
| -- | --------------- | ------------------- | ---- | ---- | ------------------------------ |
| 1  | 2011년 8월 21일 | 볼튼                | A    | 0    | 잉글리시 프리미어 리그 2011-12 |
| 2  | 2011년 9월 10일 | 위건                | H    | 0    | 잉글리시 프리미어 리그 2011-12 |
| 3  | 2011년 9월 23일 | 나폴리              | H    | 0    | UEFA 챔피언스 리그 2011-12     |
| 4  | 2011년 9월 29일 | 풀럼                | A    | 0    | 잉글리시 프리미어 리그 2011-12 |
| 5  | 2011년 9월 11일 | 버밍엄              | H    | 0    | 잉글리시 리그 컵 2011-12       |
| 6  | 2012년 3월 21일 | 첼시                | H    | 0    | 잉글리시 프리미어 리그 2011-12 |
| 7  | 2012년 3월 24일 | 스토크              | A    | 0    | 잉글리시 프리미어 리그 2011-12 |
| 8  | 2012년 3월 31일 | 선더랜드            | H    | 0    | 잉글리시 프리미어 리그 2011-12 |
| 9  | 2012년 4월 8일  | 아스날              | A    | 0    | 잉글리시 프리미어 리그 2011-12 |
| 10 | 2012년 4월 11일 | 웨스트 브롬         | H    | 1    | 잉글리시 프리미어 리그 2011-12 |
| 11 | 2012년 4월 14일 | 노리치              | A    | 3    | 잉글리시 프리미어 리그 2011-12 |
| 12 | 2012년 4월 22일 | 울버햄튼            | A    | 0    | 잉글리시 프리미어 리그 2011-12 |
| 13 | 2012년 4월 30일 | 맨체스터 유나이티드 | H    | 0    | 잉글리시 프리미어 리그 2011-12 |
| 14 | 2012년 5월 6일  | 뉴캐슬              | A    | 0    | 잉글리시 프리미어 리그 2011-12 |
| 15 | 2012년 5월 13일 | QPR                 | H    | 0    | 잉글리시 프리미어 리그 2011-12 |

| 클럽          | 시즌    | 잉글리시 프리미어 리그 | 잉글리시 프리미어 리그 | FA 컵 | FA 컵 | 잉글리시 리그 컵 | 잉글리시 리그 컵 | UEFA 챔피언스 리그 | UEFA 챔피언스 리그 | UEFA 유로파 리그 | UEFA 유로파 리그 | 커뮤니티 실드 | 커뮤니티 실드 | 통산 | 통산 |
| 클럽          | 시즌    | 출전                   | 득점                   | 출전  | 득점  | 출전             | 득점             | 출전               | 득점               | 출전             | 득점             | 출전          | 득점          | 출전 | 득점 |
| ------------- | ------- | ---------------------- | ---------------------- | ----- | ----- | ---------------- | ---------------- | ------------------ | ------------------ | ---------------- | ---------------- | ------------- | ------------- | ---- | ---- |
| 맨체스터 시티 | 2011-12 | 13                     | 4                      | 0     | 0     | 1                | 0                | 1                  | 0                  | 0                | 0                | 0             | 0             | 15   | 4    |

2011-12 시즌은 테베스에게 아주 재앙같은 시즌이었다. 2009년 12월에 부임한 로베르토 만치니 감독은, 줄곧 매 시즌 선수들과 불화설이 잦았다. 크레이그 벨라미, 에마뉘엘 아데바요르 등 별 다른 이유없이 그들을 기용하지 않으며 불화설을 일으켰고, 그 자리에는 자신의 입맛에 맞는 다른 선수들로 채우면서 팀 내 스쿼드의 분열을 조장해왔다. 카를로스 테베스 역시 이를 피해갈 수가 없었다. 2011-12 시즌이 시작되면서 아르헨티나의 세르히오 아구에로가 영입되었고, 테베스는 주장직에서 박탈을 당하였다. 이전 시즌 득점왕을 하면서 팀을 UEFA 챔피언스리그에 올려둔 테베스는 아무런 이유도 없이 로베르토 만치니 감독에 의해 입지가 불안정해졌다. 세르히오 아구에로는 시즌 시작 후부터 2011년 9월 24일 에버튼과의 경기 까지, 리그 6경기, 그리고 SSC 나폴리와의 경기까지 총 7경기를 출장했는데 그 중 교체로 투입된 경기는 2011년 8월 15일에 있었던 스완지 시티 AFC와의 데뷔전이다. 그러나 득점왕이던 테베스는 총 5경기에 출장했으며, 선발로 출장한 경기는 단 두 경기 뿐이다. 그 중 한 경기는 상대적으로 약팀인 위건 애슬레틱 FC와의 리그 경기였으며, 당시 경기를 잘 해나가고 있었음에도 불구하고 60분에 교체되었다. 다른 한 경기는 상대적으로 떨어지는 비중인 잉글리시 리그 컵 대회에서 가졌던 버밍엄 시티 FC와의 경기였는데, 이 경기에서는 풀타임을 소화했다. 나머지 3경기 중 2경기는 80분 후에 교체로 투입된 것이다. 심지어 비교적 강팀에 속하는 토트넘, 에버튼과의 경기에서는 출장을 하지도 못하는 등, 아주 불합리적인 기회를 부여받았었다.
결국 9월 27일, UEFA 챔피언스리그에서 FC 바이에른 뮌헨과 가졌던 경기 중 사건이 일어났다. 65분 경, 로베르토 만치니는 테베스를 경기에 투입하려 했으나 테베스는 이를 거부했고, 급기야 나중에는 카를로스 테베스가 아르헨티나로 이탈해 버렸다. 그렇게 사건은 테베스의 잘못으로 종결이 되는가 싶었다. 그러나 한 날, 이탈중이던 테베스는 한 언론과의 인터뷰에서 그 당시에 어떤 사건들이 있었는지 낱낱이 폭로했다. "시즌 시작하자마자 로베르토 만치니는 나와 아무런 상의도 없이 주장 완장을 빼앗았다. 그리고 당시 FC 바이에른 뮌헨과의 경기에서 나는 감독의 지시로 이미 워밍업을 했던 상태였다. 팀은 0대 2로 지고 있는 상황이었고 나이젤 더 용은 에딘 제코를 대신해서 투입되었다. 그 때, 에딘 제코는 벤치로 들어오면서 로베르토 만치니와 언쟁을 했다. 에딘 제코는 보스니아어로, 로베르토 만치니는 이탈리아어로 서로 욕설을 주고 받으며 꼴 사나운 광경을 연출하고 있었다. 그 때, 갑자기 로베르토 만치니는 날 쳐다보고 빨리 워밍업하러 꺼지라며 날 개처럼 대했다. 이미 워밍업을 했던 나는 이해를 할 수 없는 지시였기에 워밍업은 이미 했다며 더 이상 하지 않아도 된다고 말했다. 그러나 그는 이미 에딘 제코와의 설전때문에 흥분한 상태였고 그 화풀이를 나한테 하면서 욕설과 심한 언사를 내뱉으며 인격적으로 모독했다. 난 타당하지 않은 워밍업 지시를 거부했을 뿐이지 경기 투입을 거부한 적 결코 없다. 나는 잘못한 것이 없지만 구단이 원한다면 나는 다시 팀으로 돌아가서 모든 것을 쏟아 부을 수 있다." 고 인터뷰에서 말했다.
그러나 문제는 테베스가 아르헨티나로 이탈한 이후 골프 선수로 정식 데뷔를 하고 골프대회에 출전해서 우승했다는 점이다. 이 때문에 테베스는 맨체스터 시티 내에서 찍혔고 축구보다는 골프를 더 좋아하는 위인으로 낙인찍히고 말았다. 이 때 이미 맨체스터 시티에서는 테베스를 더 이상 팀에 필요없는 인물이라 간주하였고 이 때문에 선발 기회가 눈에 띄게 줄어들었으며 선발로 출장해도 중간에 교체되어 나오는 일이 빈번해졌다. 이때 이미 맨체스터 시티에서는 테베스를 다른 구단에 넘겨주기로 확정했다. 애초에 테베스가 온갖 기행과 온갖 잘못을 저질렀어도 리오넬 메시가 테베스와 같은 아르헨티나 출신이라는 이유만으로 테베스를 감싸고 변호하고 테베스를 보호하기 위해 별 짓을 다했지만 테베스의 기행은 그 도가 지나쳤기 때문에 메시가 아무리 테베스를 보호해주려고 노력해도 소용이 없었다.
당시 로베르토 만치니는 UEFA 챔피언스리그에서 빠르게 탈락하고, 잘 나가고 있던 리그에서도 경기들이 잘 풀리지 않아, 우승을 향한 제동이 걸려 진땀을 빼고 있던 시기였다. 결국 로베르토 만치니는 고개 숙이며 테베스에게 복귀 요청을 하고, 카를로스 테베스는 감독의 요청을 대인배스럽게 받아들이며 기꺼이 팀을 위해 복귀를 했다. 그는 돌아오자마자 첼시 FC를 상대로 사미르 나스리의 결승골을 어시스트하며 자신이 아직도 건재하다는 것을 보여주었다. 2012년 4월 22일, 웨스트 브롬과의 경기에서 복귀골을 넣고, 그 다음 경기였던 4월 14일 노리치 시티 FC와의 경기에서는 해트트릭을 해보이며 모두를 놀라게 하고, 그를 시즌 초반에 중용하지 않았던 로베르토 만치니 감독의 큰 코를 보란 듯이 납작하게 만들어 주었다. 카를로스 테베스가 돌아오면서 맨체스터 시티는 다시 리그 선두 경쟁에서 치고 올라가면서, 결국 2013년 5월 13일에 퀸즈 파크 레인저스 FC를 상대로 3대 2 승리를 거두면서 44년 만에 프리미어 리그 우승을 했다. 시즌이 끝난 후, 카 퍼레이드에서 카를로스 테베스는 '퍼거슨이여, 명복을 빈다'(R.I.P Fergie) 라는 팻말을 들어보이며 구설수에 올랐는데, 이는 알렉스 퍼거슨 감독이 "내 살아 생전에는 맨체스터 시티가 프리미어 리그 우승을 못할 것이다"라고 조롱했던 걸 재치있게 비꼰 상황이었다. 이 사건 후, 그는 "알렉스 퍼거슨은 마치 독재자 같다, 하지만 난 잘못한 게 없다"며 자신이 옳다고 믿는 것은 꾸준히 믿는 절개를 보여주었고, 이와 동시에 알렉스 퍼거슨에게 버림받았던 것을 맞받아쳤다.

#### 잉글리시 프리미어 리그 2012-13
|    | 날짜             | 상대                | 장소 | 득점 | 대회                           |
| -- | ---------------- | ------------------- | ---- | ---- | ------------------------------ |
| 1  | 2012년 8월 12일  | 첼시                | N    | 1    | FA 커뮤니티 실드 2012          |
| 2  | 2012년 8월 19일  | 사우스햄튼          | H    | 1    | 잉글리시 프리미어 리그 2012-13 |
| 3  | 2012년 8월 26일  | 리버풀              | A    | 1    | 잉글리시 프리미어 리그 2012-13 |
| 4  | 2012년 9월 1일   | QPR                 | H    | 1    | 잉글리시 프리미어 리그 2012-13 |
| 5  | 2012년 9월 15일  | 스토크              | A    | 0    | 잉글리시 프리미어 리그 2012-13 |
| 6  | 2012년 9월 18일  | 레알 마드리드       | A    | 0    | UEFA 챔피언스 리그 2012-13     |
| 7  | 2012년 9월 23일  | 아스날              | H    | 0    | 잉글리시 프리미어 리그 2012-13 |
| 8  | 2012년 9월 25일  | 아스톤 빌라         | H    | 0    | 잉글리시 리그 컵 2012-13       |
| 9  | 2012년 9월 29일  | 풀럼                | A    | 0    | 잉글리시 프리미어 리그 2012-13 |
| 10 | 2012년 10월 6일  | 선더랜드            | H    | 0    | 잉글리시 프리미어 리그 2012-13 |
| 11 | 2012년 10월 20일 | 웨스트 브롬         | A    | 0    | 잉글리시 프리미어 리그 2012-13 |
| 12 | 2012년 10월 24일 | 아약스              | A    | 0    | UEFA 챔피언스 리그 2012-13     |
| 13 | 2012년 10월 27일 | 스완지              | H    | 1    | 잉글리시 프리미어 리그 2012-13 |
| 14 | 2012년 11월 3일  | 웨스트햄            | A    | 0    | 잉글리시 프리미어 리그 2012-13 |
| 15 | 2012년 11월 6일  | 아약스              | H    | 0    | UEFA 챔피언스 리그 2012-13     |
| 16 | 2012년 11월 11일 | 토트넘              | H    | 0    | 잉글리시 프리미어 리그 2012-13 |
| 17 | 2012년 11월 17일 | 아스톤 빌라         | H    | 2    | 잉글리시 프리미어 리그 2012-13 |
| 18 | 2012년 11월 21일 | 레알 마드리드       | H    | 0    | UEFA 챔피언스 리그 2012-13     |
| 19 | 2012년 11월 25일 | 첼시                | A    | 0    | 잉글리시 프리미어 리그 2012-13 |
| 20 | 2012년 12월 1일  | 에버튼              | H    | 1    | 잉글리시 프리미어 리그 2012-13 |
| 21 | 2012년 12월 4일  | 도르트문트          | A    | 0    | UEFA 챔피언스 리그 2012-13     |
| 22 | 2012년 12월 9일  | 맨체스터 유나이티드 | H    | 0    | 잉글리시 프리미어 리그 2012-13 |
| 23 | 2012년 12월 15일 | 뉴캐슬              | A    | 0    | 잉글리시 프리미어 리그 2012-13 |
| 24 | 2012년 12월 22일 | 레딩                | H    | 0    | 잉글리시 프리미어 리그 2012-13 |
| 25 | 2012년 12월 26일 | 선더랜드            | A    | 0    | 잉글리시 프리미어 리그 2012-13 |
| 26 | 2013년 1월 1일   | 스토크              | H    | 0    | 잉글리시 프리미어 리그 2012-13 |
| 27 | 2013년 1월 5일   | 왓포드              | A    | 1    | FA컵 2012-13                   |
| 28 | 2013년 1월 13일  | 아스날              | H    | 0    | 잉글리시 프리미어 리그 2012-13 |
| 29 | 2013년 1월 19일  | 풀럼                | A    | 0    | 잉글리시 프리미어 리그 2012-13 |
| 30 | 2013년 1월 26일  | 스토크              | A    | 0    | FA컵 2012-13                   |
| 31 | 2013년 1월 29일  | QPR                 | A    | 0    | 잉글리시 프리미어 리그 2012-13 |
| 32 | 2013년 2월 17일  | 리즈                | H    | 1    | FA컵 2012-13                   |
| 33 | 2013년 2월 24일  | 첼시                | H    | 1    | 잉글리시 프리미어 리그 2012-13 |
| 34 | 2013년 3월 4일   | 아스톤 빌라         | A    | 1    | 잉글리시 프리미어 리그 2012-13 |
| 35 | 2013년 3월 9일   | 반슬리              | H    | 3    | FA컵 2012-13                   |
| 36 | 2013년 3월 16일  | 에버튼              | A    | 0    | 잉글리시 프리미어 리그 2012-13 |
| 37 | 2013년 3월 30일  | 뉴캐슬              | H    | 1    | 잉글리시 프리미어 리그 2012-13 |
| 38 | 2013년 4월 8일   | 맨체스터 유나이티드 | A    | 0    | 잉글리시 프리미어 리그 2012-13 |
| 39 | 2013년 4월 14일  | 첼시                | N    | 0    | FA컵 2012-13                   |
| 40 | 2013년 4월 17일  | 위건                | H    | 1    | 잉글리시 프리미어 리그 2012-13 |
| 41 | 2013년 4월 21일  | 토트넘              | A    | 0    | 잉글리시 프리미어 리그 2012-13 |
| 42 | 2013년 4월 27일  | 웨스트햄            | H    | 0    | 잉글리시 프리미어 리그 2012-13 |
| 43 | 2013년 5월 4일   | 스완지              | A    | 0    | 잉글리시 프리미어 리그 2012-13 |
| 44 | 2013년 5월 7일   | 웨스트 브롬         | H    | 0    | 잉글리시 프리미어 리그 2012-13 |
| 45 | 2013년 5월 11일  | 위건                | N    | 0    | FA컵 2012-13                   |
| 46 | 2013년 5월 14일  | 레딩                | A    | 0    | 잉글리시 프리미어 리그 2012-13 |
| 47 | 2013년 5월 19일  | 노리치              | H    | 0    | 잉글리시 프리미어 리그 2012-13 |

| 클럽          | 시즌    | 잉글리시 프리미어 리그 | 잉글리시 프리미어 리그 | FA 컵 | FA 컵 | 잉글리시 리그 컵 | 잉글리시 리그 컵 | UEFA 챔피언스 리그 | UEFA 챔피언스 리그 | 커뮤니티 실드 | 커뮤니티 실드 | 통산 | 통산 |
| 클럽          | 시즌    | 출전                   | 득점                   | 출전  | 득점  | 출전             | 득점             | 출전               | 득점               | 출전          | 득점          | 출전 | 득점 |
| ------------- | ------- | ---------------------- | ---------------------- | ----- | ----- | ---------------- | ---------------- | ------------------ | ------------------ | ------------- | ------------- | ---- | ---- |
| 맨체스터 시티 | 2012-13 | 34                     | 11                     | 6     | 5     | 1                | 0                | 5                  | 0                  | 1             | 1             | 47   | 17   |

카를로스 테베스의 2012-13 시즌 첫 경기는 첼시 FC와의 FA 커뮤니티 실드 대회였다. 그는 1골을 기록하며 첼시 FC를 무찌르고, 2008-09 시즌에 이어 또 한 번 FA 커뮤니티 실드 대회에서 우승을 했다. 첫 시즌 출발은 순조로웠다. 3경기 연달아서 득점을 하며, 최상의 컨디션을 유지했다. 2012-13 시즌이 시작하기 전부터 테베스는 줄곧 자신의 몸상태가 정말 좋다며 언론에 알렸었다. 그러나 또 다시 로베르토 만치니에 의해 좋지 못한 시즌을 보내게 되었는데, 그 시발점은 2012년 9월 25일에 있었던 아스톤 빌라와의 경기였다. 로베르토 만치니는 2011-12 시즌 FC 바이에른 뮌헨과의 경기에서 있었던 일은 모두 잊었다고 했었으나, 그의 옹졸함은 행동에서 나타났다. 상대적으로 비중이 낮은 잉글리시 리그 컵 경기에서 카를로스 테베스를 선발로 기용했고, 연장까지 갔던 경기에서 120분을 모두 소화하게 하면서 최상의 컨디션을 유지하고 있었던 테베스의 감각을 무너뜨렸다. 그 후, 10월 3일에 있었던 보루시아 도르트문트와의 UEFA 챔피언스리그 경기에서는 아예 경기 출전을 시켜주지도 않았으며, AFC 아약스, 레알 마드리드 CF와의 경기에서도 교체로만 출전했다. 결국 사태가 심각해지고 대회 탈락 위기에 놓이자, 마지막 보루시아 도르트문트 경기에서는 테베스를 풀타임 출장시켰으나 이미 돌이킬 수 없었고, 조별 예선 6경기 동안 승리를 거두지 못하며 유로파 리그에도 못 나가고 말았다. 로베르토 만치니의 한심한 선수 기용은 끝이 아니었다. 시즌 초부터 팀에 맞지 않는 쓰리백 전술을 구사하며, 마이카 리차즈, 조 하트, 졸리언 레스콧 등에게 비난을 받으며 자신이 불화 메이커라는 걸 또 다시 입증시켰다. 테베스에게 계속 되던 부족한 출장 기회는, 시즌 내내 헛발질을 하거나 넘어지는 등 경기력이 상당히 떨어진 세르히오 아구에로에게 돌아갔다. 그의 선수 기용은 언론으로부터 많은 질타를 받았으며, 경기력이 좋았던 카를로스 테베스가 제대로 기용되지 않았음 역시 언론에 조명되었다. 테베스는 경기력이 좋고 나쁨을 떠나 거의 매 경기 후반에 교체가 되었으며, 강팀과의 경기에서는 교체로 출장했다. 그로 인해 맨체스터 시티는 2011-12 시즌에 리그 우승을 했음에도 불구하고, 1위와 큰 승점차이로 우승을 내어주며 리그 2위에 머무르게 됐다. 또한 카를로스 테베스는 리그보다 비중이 낮은 대회인 FA컵에 자주 기용되었다. 그런 와중에도 테베스는 반슬리를 상대로 해트트릭을 하는 등, 팀을 FA컵 결승에 올려놓았다. 그러나 결승전이던 위건 애슬레틱 FC와의 경기에서 로베르토 만치니는 또 다시 경기력이 나빴던 세르히오 아구에로를 그대로 두고, 테베스를 교체시켰다. 결국 그것이 패착이 되어 리그에서 강등 싸움을 하고 있던 위건에게 그만 지고, 어떠한 트로피도 따내지 못한 어리석은 로베르토 만치니는 경질 되었다. 하지만 이런 로베르토 만치니의 횡포에도 불구하고, 자신에게 주어진 기회 동안 뛰어난 활약을 펼쳤던 테베스는 팀 내에서 득점 1위, 도움 역시 1위를 하며 만치니가 틀렸다는 것을 입증했다. 중하위권이던 맨체스터 시티 FC를, 강팀으로 만들어낸 가장 일등공신인 테베스는 2012-13 시즌을 마지막으로, 맨체스터 시티 FC와의 계약 기간 1년을 남겨둔 상태에서 이탈리아의 명문 구단인 유벤투스 FC의 오퍼를 수락하며 프리미어리그에서 세리에 A 무대로 둥지를 옮겼다.

#### 요약
| 클럽          | 시즌    | 잉글리시 프리미어 리그 | 잉글리시 프리미어 리그 | FA 컵 | FA 컵 | 잉글리시 리그 컵 | 잉글리시 리그 컵 | UEFA 챔피언스 리그 | UEFA 챔피언스 리그 | UEFA 유로파 리그 | UEFA 유로파 리그 | 커뮤니티 실드 | 커뮤니티 실드 | 통산 | 통산 |
| 클럽          | 시즌    | 출전                   | 득점                   | 출전  | 득점  | 출전             | 득점             | 출전               | 득점               | 출전             | 득점             | 출전          | 득점          | 출전 | 득점 |
| ------------- | ------- | ---------------------- | ---------------------- | ----- | ----- | ---------------- | ---------------- | ------------------ | ------------------ | ---------------- | ---------------- | ------------- | ------------- | ---- | ---- |
| 맨체스터 시티 | 2009-10 | 35                     | 23                     | 1     | 0     | 6                | 6                | –                  | –                  | –                | –                | –             | –             | 42   | 29   |
| 맨체스터 시티 | 2010-11 | 31                     | 20                     | 6     | 3     | 0                | 0                | –                  | –                  | 7                | 0                | –             | –             | 44   | 23   |
| 맨체스터 시티 | 2011-12 | 13                     | 4                      | 0     | 0     | 1                | 0                | 1                  | 0                  | 0                | 0                | 0             | 0             | 15   | 4    |
| 맨체스터 시티 | 2012-13 | 34                     | 11                     | 6     | 5     | 1                | 0                | 5                  | 0                  | –                | –                | 1             | 1             | 47   | 17   |
| 통산          | 통산    | 113                    | 58                     | 13    | 8     | 8                | 6                | 6                  | 0                  | 7                | 0                | 1             | 1             | 148  | 73   |

### 유벤투스

#### 이탈리아 세리에 A 2013-14
|    | 날짜                                 | 상대           | 장소 | 득점 | 대회                       |
| -- | ------------------------------------ | -------------- | ---- | ---- | -------------------------- |
| 1  | 2013년 8월 18일                      | 라치오         | N    | 1    | 수페르코파 이탈리아나 2013 |
| 2  | 2013년 8월 24일                      | 삼프도리아     | A    | 1    | 이탈리아 세리에 A 2013-14  |
| 3  | 2013년 8월 31일                      | 라치오         | H    | 1    | 이탈리아 세리에 A 2013-14  |
| 4  | 2013년 9월 13일                      | 인테르         | A    | 0    | 이탈리아 세리에 A 2013-14  |
| 5  | 2013년 9월 17일                      | 쾨벤하운       | A    | 0    | UEFA 챔피언스 리그 2013-14 |
| 6  | 2013년 9월 22일                      | 엘라스 베로나  | H    | 1    | 이탈리아 세리에 A 2013-14  |
| 7  | 2013년 9월 25일                      | 키에보 베로나  | A    | 0    | 이탈리아 세리에 A 2013-14  |
| 8  | 2013년 9월 29일                      | 토리노         | A    | 0    | 이탈리아 세리에 A 2013-14  |
| 9  | 2013년 10월 2일                      | 갈라타사라이   | H    | 0    | UEFA 챔피언스 리그 2013-14 |
| 10 | 2013년 10월 6일                      | 밀란           | H    | 0    | 이탈리아 세리에 A 2013-14  |
| 11 | 2013년 10월 20일                     | 피오렌티나     | A    | 1    | 이탈리아 세리에 A 2013-14  |
| 12 | 2013년 10월 23일                     | 레알 마드리드  | A    | 0    | UEFA 챔피언스 리그 2013-14 |
| 13 | 2013년 10월 27일                     | 제노아         | H    | 1    | 이탈리아 세리에 A 2013-14  |
| 14 | 2013년 10월 30일                     | 카타니아       | H    | 1    | 이탈리아 세리에 A 2013-14  |
| 15 | 2013년 11월 2일                      | 파르마         | A    | 0    | 이탈리아 세리에 A 2013-14  |
| 16 | 2013년 11월 5일                      | 레알 마드리드  | H    | 0    | UEFA 챔피언스 리그 2013-14 |
| 17 | 2013년 11월 10일                     | 나폴리         | H    | 0    | 이탈리아 세리에 A 2013-14  |
| 18 | 2013년 11월 24일                     | 리보르노       | A    | 1    | 이탈리아 세리에 A 2013-14  |
| 19 | 2013년 11월 27일                     | 쾨벤하운       | H    | 0    | UEFA 챔피언스 리그 2013-14 |
| 20 | 2013년 12월 1일                      | 우디네세       | H    | 0    | 이탈리아 세리에 A 2013-14  |
| 21 | 2013년 12월 6일                      | 볼로냐         | A    | 0    | 이탈리아 세리에 A 2013-14  |
| 22 | 2013년 12월 10일 - 2013년 12월 11일1 | 갈라타사라이   | A    | 0    | UEFA 챔피언스 리그 2013-14 |
| 23 | 2013년 12월 15일                     | 사수올로       | H    | 3    | 이탈리아 세리에 A 2013-14  |
| 24 | 2013년 12월 22일                     | 아탈란타       | A    | 1    | 이탈리아 세리에 A 2013-14  |
| 25 | 2014년 1월 5일                       | 로마           | H    | 0    | 이탈리아 세리에 A 2013-14  |
| 26 | 2014년 1월 12일                      | 칼리아리       | A    | 0    | 이탈리아 세리에 A 2013-14  |
| 27 | 2014년 1월 18일                      | 삼프도리아     | H    | 0    | 이탈리아 세리에 A 2013-14  |
| 28 | 2014년 1월 21일                      | 로마           | A    | 0    | 코파 이탈리아 2013-14      |
| 29 | 2014년 1월 25일                      | 라치오         | A    | 0    | 이탈리아 세리에 A 2013-14  |
| 30 | 2014년 2월 2일                       | 인테르         | H    | 0    | 이탈리아 세리에 A 2013-14  |
| 31 | 2014년 2월 9일                       | 엘라스 베로나  | A    | 2    | 이탈리아 세리에 A 2013-14  |
| 32 | 2014년 2월 16일                      | 키에보 베로나  | H    | 0    | 이탈리아 세리에 A 2013-14  |
| 33 | 2014년 2월 20일                      | 트라브존스포르 | H    | 0    | UEFA 유로파 리그 2013-14   |
| 34 | 2014년 2월 23일                      | 토리노         | H    | 1    | 이탈리아 세리에 A 2013-14  |
| 35 | 2014년 3월 2일                       | 밀란           | A    | 1    | 이탈리아 세리에 A 2013-14  |
| 36 | 2014년 3월 9일                       | 피오렌티나     | H    | 0    | 이탈리아 세리에 A 2013-14  |
| 37 | 2014년 3월 20일                      | 피오렌티나     | A    | 0    | UEFA 유로파 리그 2013-14   |
| 38 | 2014년 3월 23일                      | 카타니아       | A    | 1    | 이탈리아 세리에 A 2013-14  |
| 39 | 2014년 3월 26일                      | 파르마         | H    | 2    | 이탈리아 세리에 A 2013-14  |
| 40 | 2014년 4월 3일                       | 리옹           | A    | 0    | UEFA 유로파 리그 2013-14   |
| 41 | 2014년 4월 7일                       | 리보르노       | H    | 0    | 이탈리아 세리에 A 2013-14  |
| 42 | 2014년 4월 10일                      | 리옹           | H    | 0    | UEFA 유로파 리그 2013-14   |
| 43 | 2014년 4월 24일                      | 벤피카         | A    | 1    | UEFA 유로파 리그 2013-14   |
| 44 | 2014년 4월 28일                      | 사수올로       | A    | 1    | 이탈리아 세리에 A 2013-14  |
| 45 | 2014년 5월 1일                       | 벤피카         | H    | 0    | UEFA 유로파 리그 2013-14   |
| 46 | 2014년 5월 5일                       | 아탈란타       | H    | 0    | 이탈리아 세리에 A 2013-14  |
| 47 | 2014년 5월 11일                      | 로마           | A    | 0    | 이탈리아 세리에 A 2013-14  |

| 클럽     | 시즌    | 이탈리아 세리에 A | 이탈리아 세리에 A | 코파 이탈리아 | 코파 이탈리아 | UEFA 챔피언스 리그 | UEFA 챔피언스 리그 | UEFA 유로파 리그 | UEFA 유로파 리그 | 수페르코파 이탈리아나 | 수페르코파 이탈리아나 | 통산 | 통산 |
| 클럽     | 시즌    | 출전              | 득점              | 출전          | 득점          | 출전               | 득점               | 출전             | 득점             | 출전                  | 득점                  | 출전 | 득점 |
| -------- | ------- | ----------------- | ----------------- | ------------- | ------------- | ------------------ | ------------------ | ---------------- | ---------------- | --------------------- | --------------------- | ---- | ---- |
| 유벤투스 | 2013-14 | 33                | 19                | 1             | 0             | 6                  | 0                  | 6                | 1                | 1                     | 1                     | 47   | 21   |

2013년 6월 26일, 카를로스 테베스는 7년 간 다사다난했던 잉글랜드 생활을 뒤로 하고 이탈리아로 갔다. 맨체스터 시티 FC에서 유벤투스 FC로 전격 이적한 테베스는 기존의 유벤투스 FC의 공격수였던 니클라스 벤트너와 니콜라 아넬카의 형편없는 활약 때문에 환영받았다. 그가 공항에 도착했을 때 많은 팬들이 밀집했다. 공항의 한 직원은 호나우두나 이브라히모비치가 왔을 때에도 테베스의 환영 인파만큼 많이 오지는 않았다고 말했다. 유벤투스로 이적한 테베스는 등번호로 10번을 받았다. 이전 10번의 주인은 구단의 전설적인 선수 알레산드로 델 피에로였는데, 이 때문에 팬들의 말이 많았다. 그러나 테베스는 보카 주니어스에서도 디에고 마라도나의 등번호 10번을 물려받았다고 말하며 부담감은 없다고 세간의 걱정과 불만을 일축시켰다. 그가 데뷔 하기도 전에, 그의 유니폼은 이탈리아에서 팔린 유니폼들 중 70% 이상의 매출을 기록하며 그 해 국내에서 가장 많이 팔린 유니폼이 되었다. 그는 말로만 하지 않고, 실력으로써 확실하게 그가 10번을 사용할 자격이 있다는 것을 보여주었다. 2013년 수페르코파 이탈리아나 대회에서 SS 라치오를 상대로 그는 한 골을 기록하며, 이적하자마자 팀에게 우승 트로피를 안겨주었다. 세리에 A 1라운드 경기였던 UC 삼프도리아전에서도 그는 결승골을 기록하며 1대 0으로 팀의 승리를 이끌었으며, 2라운드 경기였던 SS 라치오와의 경기에서도 또 한 골을 기록했다. 카를로스 테베스는 3경기 동안 3골을 넣으며 구단의 걱정거리였던 공격수 문제를 말끔히 해소시켰다. 카를로스 테베스는 2013년 12월 15일 사수올로와의 경기에서 해트트릭을 기록하는 등, 리그 전반기 동안 17경기 11골을 넣는 활약을 펼치며 "라 가제타 델로 스포르트" 언론사에 의해 이탈리아 세리에 A 전반기 최우수 선수로 선정되었다.

#### 요약
| 클럽     | 시즌    | 이탈리아 세리에 A | 이탈리아 세리에 A | 코파 이탈리아 | 코파 이탈리아 | UEFA 챔피언스 리그 | UEFA 챔피언스 리그 | UEFA 유로파 리그 | UEFA 유로파 리그 | 수페르코파 이탈리아나 | 수페르코파 이탈리아나 | 통산 | 통산 |
| 클럽     | 시즌    | 출전              | 득점              | 출전          | 득점          | 출전               | 득점               | 출전             | 득점             | 출전                  | 득점                  | 출전 | 득점 |
| -------- | ------- | ----------------- | ----------------- | ------------- | ------------- | ------------------ | ------------------ | ---------------- | ---------------- | --------------------- | --------------------- | ---- | ---- |
| 유벤투스 | 2013-14 | 33                | 19                | 1             | 0             | 6                  | 0                  | 6                | 1                | 1                     | 1                     | 47   | 21   |
| 통산     | 통산    | 33                | 19                | 1             | 0             | 6                  | 0                  | 6                | 1                | 1                     | 1                     | 47   | 21   |

## 국가대표팀 경력

### U-15
카를로스 테베스가 가장 처음으로 아르헨티나 국가 대표팀의 유니폼을 입었던 것은 1999년 7월 잉글랜드에서 있었던 15세 이하 대표팀 경기였다. 그는 당시 보카 주니어스의 유소년 리그에서 2시즌 동안 44골을 기록하며 대단한 활약을 보여주었고, 우고 토칼리 감독에 의해 15세 이하 대표팀에 선출되었다. 그가 선발된 대회는 잉글랜드, 프랑스, 그리고 아르헨티나만이 참여했던 아주 소규모의 대회였는데, 테베스는 첫 경기였던 프랑스와의 경기에서 오버헤드 킥으로 득점을 하며 팀을 1대 0 승리로 이끌었다. 두 번째 경기이자 마지막 경기였던 잉글랜드와의 경기는 구(舊) 웸블리 스타디움에서 치루어 졌는데, 아르헨티나는 1대 2로 패배를 했다. 2003년에 한 언론과의 인터뷰에서 테베스는 이 대회를 회상하며 인터뷰를 가졌었다. "그 대회에 있어서 가장 떨렸던 점은 비행기를 탄다는 것이다. 당시에 나는 비행기를 한 번도 타본 적이 없었다. 거기서 골을 넣었단 게 참 자랑스러웠다. 내가 오버헤드 킥으로 골을 넣었다는 걸 누가 믿어줬겠어요?"
당시 대회에서 잉글랜드를 상대로 골을 넣었던 아리엘 리사르디아는 현지 언론과의 인터뷰에서 카를로스 테베스는 이 대회에서 어떤 선수였냐는 질문에 이렇게 답했다. "그는 정말로 대단했어요. 프랑스와의 경기에서 오버헤드 킥으로 골을 성공시켰고, 경기장에 있었던 모든 사람들이 박수를 멈추지 않았어요. 그는 잉글랜드 전에서도 페널티 박스 안에서 완벽하게 반칙을 얻어내었지만, 심판은 페널티 킥을 선언하지 않았어요. 우리들 뿐만 아니라 상대편 선수들도, 관중들도 심판의 판정을 이해하지 못했어요."

### U-17

#### 2001년 FIFA U-17 세계 축구 선수권 대회
|   | 날짜            | 상대         | 장소                                                            | 득점 | 대회                                   |
| - | --------------- | ------------ | --------------------------------------------------------------- | ---- | -------------------------------------- |
| 1 | 2001년 9월 15일 | 부르키나파소 | 아토 볼든 스타디움, 코우바, 트리니다드 토바고                   | 0    | 2001년 FIFA U-17 세계 축구 선수권 대회 |
| 2 | 2001년 9월 17일 | 오만         | 매니 램존 스타디움, 마라벨라, 트리니다드 토바고                 | 1    | 2001년 FIFA U-17 세계 축구 선수권 대회 |
| 3 | 2001년 9월 20일 | 스페인       | 아토 볼든 스타디움, 코우바, 트리니다드 토바고                   | 0    | 2001년 FIFA U-17 세계 축구 선수권 대회 |
| 4 | 2001년 9월 24일 | 말리         | 매니 램존 스타디움, 마라벨라, 트리니다드 토바고                 | 0    | 2001년 FIFA U-17 세계 축구 선수권 대회 |
| 5 | 2001년 9월 27일 | 프랑스       | 헤이즐리 크로퍼드 스타디움, 포트 오브 스페인, 트리니다드 토바고 | 1    | 2001년 FIFA U-17 세계 축구 선수권 대회 |
| 6 | 2001년 9월 30일 | 부르키나파소 | 헤이즐리 크로퍼드 스타디움, 포트 오브 스페인, 트리니다드 토바고 | 0    | 2001년 FIFA U-17 세계 축구 선수권 대회 |

2001년 10월 21일, 보카 주니어스에서 타예레스와의 프로 데뷔전을 치르기 전에 카를로스 테베스는 아르헨티나 17세 이하 대표팀에 선출되며, 2001년 FIFA U-17 세계 축구 선수권 대회에 참가를 했다. 2001년 FIFA U-17 세계 축구 선수권 대회는 트리니다드 토바고에서 열렸는데, 아르헨티나 대표팀은 부르키나파소, 오만, 그리고 스페인과 함께 C조에 배정되었다. 아르헨티나는 2승 1패로 무난하게 C조 1위로 통과했다. 테베스는 오만과의 조별 리그 두 번째 경기에서 한 골을 기록했다. 16강에서 말리를 꺾은 아르헨티나 팀은, 8강전에서 프랑스를 만났다. 테베스는 49분에 골을 기록했으나, 아르헨티나 대표팀은 56분, 58분에 두 골을 내리 먹히며 결국 4강 진출 실패를 하고 말았다. 4강에서 다시 부르키나파소를 만난 아르헨티나는 0대 2로 패배하며 대회 4위에 그쳤다.

### U-20

#### 2003년 남아메리카 U-20 축구 선수권 대회
|   | 날짜            | 상대       | 장소                                           | 득점 | 대회                                    |
| - | --------------- | ---------- | ---------------------------------------------- | ---- | --------------------------------------- |
| 1 | 2003년 1월 6일  | 콜롬비아   | 에스타디오 수피치, 콜로니아, 우루과이          | 0    | 2003년 남아메리카 U-20 축구 선수권 대회 |
| 2 | 2003년 1월 8일  | 칠레       | 에스타디오 수피치, 콜로니아, 우루과이          | 0    | 2003년 남아메리카 U-20 축구 선수권 대회 |
| 3 | 2003년 1월 10일 | 베네수엘라 | 에스타디오 수피치, 콜로니아, 우루과이          | 0    | 2003년 남아메리카 U-20 축구 선수권 대회 |
| 4 | 2003년 1월 14일 | 파라과이   | 에스타디오 수피치, 콜로니아, 우루과이          | 0    | 2003년 남아메리카 U-20 축구 선수권 대회 |
| 5 | 2003년 1월 16일 | 우루과이   | 에스타디오 센테나리오, 몬테비데오, 우루과이    | 0    | 2003년 남아메리카 U-20 축구 선수권 대회 |
| 6 | 2003년 1월 20일 | 에콰도르   | 에스타디오 도밍고 부르게뇨, 말도나도, 우루과이 | 0    | 2003년 남아메리카 U-20 축구 선수권 대회 |
| 7 | 2003년 1월 23일 | 브라질     | 에스타디오 도밍고 부르게뇨, 말도나도, 우루과이 | 0    | 2003년 남아메리카 U-20 축구 선수권 대회 |
| 8 | 2003년 1월 25일 | 파라과이   | 에스타디오 도밍고 부르게뇨, 말도나도, 우루과이 | 0    | 2003년 남아메리카 U-20 축구 선수권 대회 |
| 9 | 2003년 1월 28일 | 콜롬비아   | 에스타디오 센테나리오, 몬테비데오, 우루과이    | 0    | 2003년 남아메리카 U-20 축구 선수권 대회 |

성공적으로 보카 주니어스에서 프로 경기에 적응한 테베스는 2003년 1월에 우루과이에서 열렸던 남아메리카 U-20 축구 선수권 대회에 참가했다. 비록 그는 이 대회에서 한 골도 기록하지 못했으나, 득점 과정에 있어서 어시스트 같은 직접적인 도움이나 여러 간접적인 도움을 주면서 대회 전 경기에 선발 붙박이 주전으로 출전했다. 조별 리그는 A조와 B조, 두 개의 조로 나뉘었는데 아르헨티나는 콜롬비아, 파라과이, 칠레, 그리고 베네수엘라와 함께 B조에 속했다. 아르헨티나는 조별 리그에서 1위로 가볍게 통과하며, A조 1, 2, 3위였던 브라질, 우루과이, 에콰도르, 그리고 B조 2위를 기록한 콜롬비아, 3위를 기록한 파라과이와 함께 결승 그룹에 진출했다. 여섯 팀이 속한 결승 그룹에서, 아르헨티나는 3승 2무로 한 번도 지지 않으며 가볍게 대회 우승을 차지했다.

##### 2003년 FIFA 세계 청소년 축구 선수권 대회
2003년 11월 27일부터 2003년 12월 19일 까지, 아랍에미리트에서 열렸던 2003년 FIFA 세계 청소년 축구 선수권 대회엔 테베스가 대표팀에 차출되었지만, 그는 단 한 경기도 기용되지 않았다. 이유는, 그 당시 보카 주니어스는 2003년 코파 리베르타도레스 우승팀 자격으로, UEFA 챔피언스리그 우승팀이던 AC 밀란과의 인터콘티넨털컵 경기가 12월 14일에 잡혀있었다. 보카 주니어스의 스태프들은 테베스를 그 경기에 반드시 투입해서 AC 밀란을 꺾고 트로피를 들어올리길 원했고, 아르헨티나 대표팀의 입장 역시 테베스를 반드시 기용하여 2003년 FIFA 세계 청소년 축구 선수권 대회에서 좋은 성적을 거두고 싶어했기 때문이다. 양측은 서로 양보하지 않았고 상당 기간 동안 그 사이에서 심한 논쟁이 있었다. 테베스 역시 한 쪽을 결정하지 못하고 고심하다가, 결국 보카 주니어스를 선택하며 돌아갔고 AC 밀란과의 경기에서 승리를 거두며 인터콘티넨털컵을 우승했다.

### U-23

#### 2004년 올림픽 축구 남아메리카 지역 예선 (프레 올림픽)
|   | 날짜            | 상대     | 장소                                                | 득점 | 대회                                    |
| - | --------------- | -------- | --------------------------------------------------- | ---- | --------------------------------------- |
| 1 | 2004년 1월 8일  | 페루     | 에스타디오 프란시스코 산체스 루모로소, 코킴보, 칠레 | 0    | 2004년 올림픽 축구 남아메리카 지역 예선 |
| 2 | 2004년 1월 10일 | 볼리비아 | 에스타디오 프란시스코 산체스 루모로소, 코킴보, 칠레 | 1    | 2004년 올림픽 축구 남아메리카 지역 예선 |
| 3 | 2004년 1월 14일 | 에콰도르 | 에스타디오 라 포르타다, 라 세레나, 칠레             | 0    | 2004년 올림픽 축구 남아메리카 지역 예선 |
| 4 | 2004년 1월 16일 | 콜롬비아 | 에스타디오 라 포르타다, 라 세레나, 칠레             | 0    | 2004년 올림픽 축구 남아메리카 지역 예선 |
| 5 | 2004년 1월 21일 | 브라질   | 에스타디오 플라야 안차, 발파라이소, 칠레            | 0    | 2004년 올림픽 축구 남아메리카 지역 예선 |
| 6 | 2004년 1월 23일 | 파라과이 | 에스타디오 사우살리토, 비냐 델 마르, 칠레           | 0    | 2004년 올림픽 축구 남아메리카 지역 예선 |
| 7 | 2004년 1월 25일 | 칠레     | 에스타디오 사우살리토, 비냐 델 마르, 칠레           | 0    | 2004년 올림픽 축구 남아메리카 지역 예선 |

2003년 12월에 있었던 AC 밀란과의 인터콘티넨털컵 경기에서 이기고 대회에서 우승한 후, 테베스는 2004년 1월 올림픽 축구 남아메리카 지역 예선에 차출되었다. 대회는 칠레에서 열렸었고, 테베스는 대회에서 전 경기를 소화했으며 볼리비아와의 경기에서 1골을 기록했다. 아르헨티나는 에콰도르, 콜롬비아, 페루, 그리고 볼리비아와 함께 B조에 속했는데 그 조에서 아르헨티나는 3승 1무를 거두며 조 1위로 결승 조에 올라갔다. 결승 조에서는 파라과이, 브라질, 칠레가 모였었고, 아르헨티나는 결승 조에서도 2승 1무로 2004년 올림픽 축구 남아메리카 지역 예선에서 우승을 하며, 준우승을 기록한 파라과이와 함께 2004년 아테네 올림픽 본선행 티켓을 거머쥐었다.

##### 2004년 아테네 올림픽
|   | 날짜            | 상대                | 장소                                      | 득점 | 대회                 |
| - | --------------- | ------------------- | ----------------------------------------- | ---- | -------------------- |
| 1 | 2004년 8월 11일 | 세르비아 몬테네그로 | 팜펠로포니시아코 스타디움, 파트라, 그리스 | 2    | 2004년 아테네 올림픽 |
| 2 | 2004년 8월 14일 | 튀니지              | 팜펠로포니시아코 스타디움, 파트라, 그리스 | 1    | 2004년 아테네 올림픽 |
| 3 | 2004년 8월 17일 | 오스트레일리아      | 카라이스카키스 스타디움, 피레아스, 그리스 | 0    | 2004년 아테네 올림픽 |
| 4 | 2004년 8월 21일 | 코스타리카          | 팜펠로포니시아코 스타디움, 파트라, 그리스 | 3    | 2004년 아테네 올림픽 |
| 5 | 2004년 8월 24일 | 이탈리아            | 카라이스카키스 스타디움, 피레아스, 그리스 | 1    | 2004년 아테네 올림픽 |
| 6 | 2004년 8월 28일 | 파라과이            | 아테네 올림픽 스타디움, 아테네, 그리스    | 1    | 2004년 아테네 올림픽 |

2004년 아테네 올림픽 대회는 그야말로 카를로스 테베스의 원맨쇼였다. 아르헨티나의 감독은 마르셀로 비엘사였으며, 그는 와일드 카드로 맨체스터 유나이티드에서 뛰고 있던 당시 26세의 가브리엘 에인세와, 인테르에서 뛰고 있던 30세의 미드필더 킬리 곤살레스, 그리고 발렌시아에서 뛰고 있던 31세의 로베르토 아얄라를 선택했다. 그러나 23세 이하라는 나이 제한이 있던 대회임에도 불구하고, 아르헨티나 대표팀의 선수단은 막강했다. 비야레알의 파브리시오 콜로치니, 리버 플레이트에서 뛰던 하비에르 마스체라노와 루초 곤살레스, 볼프스부르크에서 뛰던 안드레스 달레산드로, FC 바르셀로나의 하비에르 사비올라 등 23세 이하의 인재들이 엄청 많았다. 테베스는 보카 주니어스 소속이었고 당시 나이 20세로 리버 플레이트의 하비에르 마스체라노와 함께 선수단에서 가장 어린 선수였다. 어린 카를로스 테베스의 활약은 정말 엄청났다. 아르헨티나는 오스트레일리아, 세르비아 몬테네그로, 튀니지와 함께 C조에 배정되었다. 2004년 8월 11일, 아르헨티나 대표팀의 올림픽 첫 경기였던 세르비아 몬테네그로와의 경기는 6대 0으로 아르헨티나 팀의 대승으로 끝이 났는데, 테베스는 42분에 골을 기록하고 1분도 지나지 않아 또 다시 득점을 하며 2골을 기록했다. 그 다음 경기였던 튀니지와의 경기에서도 1골을 기록하며 좋은 모습을 보였고, 아르헨티나는 오스트레일리아와의 경기에서도 1대 0으로 이기며 조별 리그 전승을 거두며 8강에 진출했다. 코스타리카와의 8강전 경기에서 테베스는 3골을 넣으며 영웅적인 활약을 펼쳐 보였다. 4강에서 이탈리아를 만난 아르헨티나 대표팀은 3대 0으로 승리를 거두며 결승에 진출했는데, 이 경기에서 테베스는 멋진 발리 슛을 성공시키며 선제골을 기록했다. 결승전에서는 같은 남미 팀인 파라과이를 만났는데, 테베스는 이 경기에서도 결승골을 기록하며 1대 0으로 팀을 승리로 이끌고 금메달을 목에 걸었다. 당시 이 금메달은 아르헨티나 올림픽 역사상 축구 부문 최초의 금메달이며 6경기 동안 전승을 거두고 실점은 한 골도 내어주지 않은 전설적인 기록을 남겼다. 그 중심에는 대회 6경기 동안 8골을 득점한 카를로스 테베스가 있었고, 그는 금메달과 함께 대회 득점왕과 MVP 상을 모두 휩쓸며 세계에 이름을 알리기 시작했다. 이 대회에서 금메달을 따면서 그는 '금메달 소년 (El pibe de oro)'이라는 별명까지 얻었다.

### 성인 대표팀

#### 2004년
|    | 날짜             | 상대     | 장소                                       | 득점 | 대회                                    |
| -- | ---------------- | -------- | ------------------------------------------ | ---- | --------------------------------------- |
| 1  | 2004년 3월 30일  | 에콰도르 | 엘 모누멘탈, 부에노스 아이레스, 아르헨티나 | 0    | 2006년 FIFA 월드컵 남아메리카 지역 예선 |
| 2  | 2004년 6월 6일   | 파라과이 | 엘 모누멘탈, 부에노스 아이레스, 아르헨티나 | 0    | 2006년 FIFA 월드컵 남아메리카 지역 예선 |
| 3  | 2004년 7월 7일   | 에콰도르 | 에스타디오 엘리아스 아기레, 치클라요, 페루 | 0    | 2004년 코파 아메리카                    |
| 4  | 2004년 7월 10일  | 멕시코   | 에스타디오 엘리아스 아기레, 치클라요, 페루 | 0    | 2004년 코파 아메리카                    |
| 5  | 2004년 7월 13일  | 우루과이 | 에스타디오 미겔 그라우, 피우라, 페루       | 0    | 2004년 코파 아메리카                    |
| 6  | 2004년 7월 17일  | 페루     | 에스타디오 엘리아스 아기레, 치클라요, 페루 | 1    | 2004년 코파 아메리카                    |
| 7  | 2004년 7월 20일  | 콜롬비아 | 에스타디오 나시오날, 리마, 페루            | 1    | 2004년 코파 아메리카                    |
| 8  | 2004년 7월 25일  | 브라질   | 에스타디오 나시오날, 리마, 페루            | 0    | 2004년 코파 아메리카                    |
| 9  | 2004년 9월 4일   | 페루     | 에스타디오 모누멘탈, 리마, 페루            | 0    | 2006년 FIFA 월드컵 남아메리카 지역 예선 |
| 10 | 2004년 10월 13일 | 칠레     | 에스타디오 나시오날, 산티아고, 칠레        | 0    | 2006년 FIFA 월드컵 남아메리카 지역 예선 |

2004년 3월 30일, 2006년 FIFA 월드컵 남아메리카 지역 예선 5라운드 경기였던 에콰도르와의 홈 경기에서 카를로스 테베스는 성인 국가 대표팀 데뷔전을 치렀다. 후반전 시작하자마자 교체 투입이 된 그는, 좋은 움직임으로 많은 찬스를 만들었으나 득점을 기록하지는 못했다. 2004년에는 페루에서 코파 아메리카가 개최되었다. 아르헨티나는 멕시코, 우루과이, 그리고 에콰도르와 함께 B조에 속했다. 멕시코와의 경기에서 1패를 기록하는 바람에 아르헨티나는 조 2위로 8강전에 진출을 했다. 8강전의 상대는 개최국인 페루였는데, 테베스는 60분에 득점을 했고 그 골은 선취골이자 결승골이 되어 아르헨티나는 4강에 올라갈 수 있었다. 4강전에서는 콜롬비아와 경기를 가졌는데, 테베스는 또 다시 선제골을 득점하였고 그에 힘입어 아르헨티나는 3대 0으로 콜롬비아를 대파하고 결승전에서 브라질을 만났다. 그러나 2대 2까지 가는 접전 끝에 경기는 승부차기로 흘러갔고 4대 2로 승부차기에서 패배하면서 아르헨티나는 대회에서 준우승을 했다.

#### 2005년
|   | 날짜             | 상대     | 장소                                           | 득점 | 대회                                    |
| - | ---------------- | -------- | ---------------------------------------------- | ---- | --------------------------------------- |
| 1 | 2005년 6월 4일   | 에콰도르 | 에스타디오 올림피코 아타우알파, 키토, 에콰도르 | 0    | 2006년 FIFA 월드컵 남아메리카 지역 예선 |
| 2 | 2005년 6월 8일   | 브라질   | 엘 모누멘탈, 부에노스 아이레스, 아르헨티나     | 0    | 2006년 FIFA 월드컵 남아메리카 지역 예선 |
| 3 | 2005년 6월 15일  | 튀니지   | 라인에네르기슈타디온, 쾰른, 독일               | 0    | 2005년 FIFA 컨페더레이션스컵            |
| 4 | 2005년 6월 21일  | 독일     | 프랑켄슈타디온, 뉘른베르크, 독일               | 0    | 2005년 FIFA 컨페더레이션스컵            |
| 5 | 2005년 6월 29일  | 브라질   | 코메르츠방크 아레나, 프랑크푸르트, 독일        | 0    | 2005년 FIFA 컨페더레이션스컵            |
| 6 | 2005년 10월 9일  | 페루     | 엘 모누멘탈, 부에노스 아이레스, 아르헨티나     | 0    | 2006년 FIFA 월드컵 남아메리카 지역 예선 |
| 7 | 2005년 10월 12일 | 우루과이 | 에스타디오 센테나리오, 몬테비데오, 우루과이    | 0    | 2006년 FIFA 월드컵 남아메리카 지역 예선 |
| 8 | 2005년 11월 12일 | 잉글랜드 | 스타드 드 제네브, 제네바, 스위스               | 0    | 친선 경기                               |
| 9 | 2005년 11월 16일 | 카타르   | 자심 빈 하마드 스타디움, 도하, 카타르          | 0    | 친선 경기                               |

2005년엔 아르헨티나가 FIFA 컨페더레이션스컵에 출전했다. 원래는 브라질이 코파 아메리카 우승을 했기 때문에 출전 자격이 있었으나, 브라질은 2002년에 FIFA 월드컵을 우승했기 때문에 자격이 중첩되었다. 그래서 FIFA 월드컵 준우승을 했던 독일에게 자격이 주어져야 했지만, 독일 역시 개최국 자격으로 출전해서 자격이 중첩되었다. 결국 예외적인 경우로 해서 아르헨티나가 코파 아메리카 준우승 자격으로 대회에 출전하게 되었다. 아르헨티나는 A조에 속했으며, 같은 조에는 독일, 튀니지, 그리고 오스트레일리아가 있었다. 독일과 똑같이 2승 1무를 했지만, 골 득실에서 1점이 부족해 아르헨티나는 조 2위로 토너먼트에 올라가서 B조 1위였던 멕시코와 경기를 했다. 승부차기까지 가는 끝에 아르헨티나는 멕시코를 꺾고 브라질을 결승전에서 만났다. 그러나 2004년의 복수를 하지 못하고 4대 1로 크게 대패를 당하면서 준우승에 그쳤다. 카를로스 테베스는 이 대회에서 5경기 중 3경기만을 출장했다.

#### 2006년
|   | 날짜             | 상대                | 장소                                           | 득점 | 대회               |
| - | ---------------- | ------------------- | ---------------------------------------------- | ---- | ------------------ |
| 1 | 2006년 3월 1일   | 크로아티아          | 장크트 야콥 파크, 바젤, 스위스                 | 1    | 친선 경기          |
| 2 | 2006년 5월 30일  | 앙골라              | 스타디오 아레키, 살레르노, 이탈리아            | 0    | 친선 경기          |
| 3 | 2006년 6월 16일  | 세르비아 몬테네그로 | 겔젠키르헨 월드컵 스타디움, 겔젠키르헨, 독일   | 1    | 2006년 FIFA 월드컵 |
| 4 | 2006년 6월 21일  | 네덜란드            | 프랑크푸르트 월드컵 스타디움, 뉘른베르크, 독일 | 0    | 2006년 FIFA 월드컵 |
| 5 | 2006년 6월 24일  | 멕시코              | 첸트랄슈타디온, 라이프치히, 독일               | 0    | 2006년 FIFA 월드컵 |
| 6 | 2006년 6월 30일  | 독일                | 베를린 올림픽 스타디움, 베를린, 독일           | 0    | 2006년 FIFA 월드컵 |
| 7 | 2006년 9월 3일   | 브라질              | 에미레이츠 스타디움, 런던, 잉글랜드            | 0    | 친선 경기          |
| 8 | 2006년 10월 11일 | 스페인              | 에스타디오 누에바 콘도미나, 무르시아, 스페인   | 0    | 친선 경기          |

2006년에 열린 FIFA 월드컵은 테베스가 처음으로 출전한 월드컵 무대였다. 아르헨티나는 C조에 코트디부아르, 네덜란드, 그리고 세르비아 몬테네그로와 함께 배정받았는데 4팀 모두 강호였기에 C조는 죽음의 조로 불리었다. 그러나 아르헨티나는 조별 리그에서 2승 1무의 성적을 거두며 1위로 16강에 진출하였다. 카를로스 테베스는 세르비아 몬테네그로를 상대로 아주 놀라운 골을 성공시키며 팀이 6대 0으로 대승을 거두는 데에 일조하고 네덜란드와의 최종전에서는 여러 차례 위협적인 모습을 보이면서 맨 오브 더 매치에 선정됐었다. 그 후 계속해서 뛰어난 활약을 보여주었고, 아르헨티나는 개최국 독일을 상대로 8강전을 치렀다. 그러나 감독 호세 페케르만의 알 수 없는 선수 기용으로 인해 팀은 승부차기까지 가는 끝에 패배하면서 4강 진출에 실패했다.

#### 2007년
|    | 날짜             | 상대           | 장소                                                                | 득점 | 대회                                    |
| -- | ---------------- | -------------- | ------------------------------------------------------------------- | ---- | --------------------------------------- |
| 1  | 2007년 6월 2일   | 스위스         | 장크트 야콥 파크, 바젤, 스위스                                      | 1    | 친선 경기                               |
| 2  | 2007년 6월 5일   | 알제리         | 캄 노우, 바르셀로나, 스페인                                         | 1    | 친선 경기                               |
| 3  | 2007년 6월 28일  | 미국           | 에스타디오 호세 파첸초 로메로, 마라카이보, 베네수엘라               | 1    | 2007년 코파 아메리카                    |
| 4  | 2007년 7월 2일   | 콜롬비아       | 에스타디오 호세 파첸초 로메로, 마라카이보, 베네수엘라               | 0    | 2007년 코파 아메리카                    |
| 5  | 2007년 7월 5일   | 파라과이       | 에스타디오 메트로폴리타노 데 풋볼 데 라라, 바르키시메토, 베네수엘라 | 0    | 2007년 코파 아메리카                    |
| 6  | 2007년 7월 8일   | 페루           | 에스타디오 메트로폴리타노 데 풋볼 데 라라, 바르키시메토, 베네수엘라 | 0    | 2007년 코파 아메리카                    |
| 7  | 2007년 7월 11일  | 멕시코         | 에스타디오 폴리데포르티보 카차마이, 푸에르토오르다스, 베네수엘라    | 0    | 2007년 코파 아메리카                    |
| 8  | 2007년 7월 15일  | 브라질         | 에스타디오 호세 파첸초 로메로, 마라카이보, 베네수엘라               | 0    | 2007년 코파 아메리카                    |
| 9  | 2007년 9월 11일  | 오스트레일리아 | 멜버른 크리켓 그라운드, 멜버른, 오스트레일리아                      | 0    | 친선 경기                               |
| 10 | 2007년 10월 13일 | 칠레           | 엘 모누멘탈, 부에노스 아이레스, 아르헨티나                          | 0    | 2010년 FIFA 월드컵 남아메리카 지역 예선 |
| 11 | 2007년 10월 16일 | 베네수엘라     | 에스타디오 호세 파첸초 로메로, 마라카이보, 베네수엘라               | 0    | 2010년 FIFA 월드컵 남아메리카 지역 예선 |
| 12 | 2007년 11월 17일 | 볼리비아       | 엘 모누멘탈, 부에노스 아이레스, 아르헨티나                          | 0    | 2010년 FIFA 월드컵 남아메리카 지역 예선 |
| 13 | 2007년 11월 20일 | 콜롬비아       | 에스타디오 네메시오 카마초, 보고타, 콜롬비아                        | 0    | 2010년 FIFA 월드컵 남아메리카 지역 예선 |

카를로스 테베스는 2007년, 아르헨티나 국가 대표팀의 부름을 받아 베네수엘라에서 열렸던 코파 아메리카에 출전했다. 미국, 파라과이, 콜롬비아와 함께 C조에 배정받은 아르헨티나는 조별 리그 전승으로 가볍게 8강전에 진출하였다. 8강전의 상대는 페루였는데, 역시 4대 0으로 가볍게 물리치고 4강전에서 멕시코를 만났다. 멕시코 역시 3대 0으로 완파를 하며 결승에 올라갔고, 상대는 브라질이었다. 2004년 페루에서 열렸던 코파 아메리카에서도 아르헨티나와 브라질은 결승에서 만났고, 당시 브라질이 이겼기 때문에 아르헨티나에게는 그 동안 갈아왔던 복수의 칼날을 시험해볼 수 있는 좋은 기회였다. 그러나 아르헨티나는 이전 경기들과는 너무도 다르게 3대 0으로 브라질한테 말 그대로 박살이 나면서 복수도 실패하고 우승도 놓치고 말았다. 이로써 테베스는 코파 아메리카 준우승만 두 번하게 되었다.

#### 2008년
|   | 날짜             | 상대       | 장소                                       | 득점 | 대회                                    |
| - | ---------------- | ---------- | ------------------------------------------ | ---- | --------------------------------------- |
| 1 | 2008년 8월 20일  | 벨라루스   | 디나모 스타디움, 민스크, 벨라루스          | 0    | 친선 경기                               |
| 2 | 2008년 9월 6일   | 파라과이   | 엘 모누멘탈, 부에노스 아이레스, 아르헨티나 | 0    | 2010년 FIFA 월드컵 남아메리카 지역 예선 |
| 3 | 2008년 9월 11일  | 우루과이   | 엘 모누멘탈, 부에노스 아이레스, 아르헨티나 | 0    | 2010년 FIFA 월드컵 남아메리카 지역 예선 |
| 4 | 2008년 11월 19일 | 스코틀랜드 | 햄든 파크, 글래스고, 스코틀랜드            | 0    | 친선 경기                               |

2008년 카를로스 테베스는 그리 많은 대표팀 경기를 가지지 않았다. 단지 4게임만을 뛰었는데, 벨라루스, 스코틀랜드와의 친선 경기 두 경기와 2010년 FIFA 월드컵 남아메리카 지역 예선에서 파라과이와 우루과이를 상대한 아르헨티나 홈 경기 두 경기이다. 한편 2008년 10월에는 디에고 마라도나가 아르헨티나 국가 대표팀 감독으로 부임했다.

#### 2009년
|   | 날짜             | 상대       | 장소                                                | 득점 | 대회                                    |
| - | ---------------- | ---------- | --------------------------------------------------- | ---- | --------------------------------------- |
| 1 | 2009년 2월 11일  | 프랑스     | 스타드 벨로드롬, 마르세유, 프랑스                   | 0    | 친선 경기                               |
| 2 | 2009년 3월 28일  | 베네수엘라 | 엘 모누멘탈, 부에노스 아이레스, 아르헨티나          | 1    | 2010년 FIFA 월드컵 남아메리카 지역 예선 |
| 3 | 2009년 4월 1일   | 볼리비아   | 에스타디오 에르난도 실레스, 라 파스, 볼리비아       | 0    | 2010년 FIFA 월드컵 남아메리카 지역 예선 |
| 4 | 2009년 6월 6일   | 콜롬비아   | 엘 모누멘탈, 부에노스 아이레스, 아르헨티나          | 0    | 2010년 FIFA 월드컵 남아메리카 지역 예선 |
| 5 | 2009년 6월 10일  | 에콰도르   | 에스타디오 올림피코 아타우알파, 키토, 에콰도르      | 0    | 2010년 FIFA 월드컵 남아메리카 지역 예선 |
| 6 | 2009년 9월 5일   | 브라질     | 에스타디오 히간테 데 아로이토, 로사리오, 아르헨티나 | 0    | 2010년 FIFA 월드컵 남아메리카 지역 예선 |
| 7 | 2009년 10월 14일 | 우루과이   | 에스타디오 센테나리오, 몬테비데오, 우루과이         | 0    | 2010년 FIFA 월드컵 남아메리카 지역 예선 |
| 8 | 2009년 11월 14일 | 스페인     | 에스타디오 비센테 칼데론, 마드리드, 스페인          | 0    | 친선 경기                               |

디에고 마라도나 감독은 카를로스 테베스를 대표팀에 중용했다. 물론 테베스의 개인 기량 자체는 분명 대표팀에 뽑힐 만했으나, 디에고 마라도나 감독에 있어서 선수 기용은 단지 개인적인 친분을 바탕으로 한 것이었다. 어찌 되었던 카를로스 테베스는 본인의 소속 클럽에서 맹활약을 펼치던 시기였기 때문에 뽑히는 것은 합당했다. 그러나 그 이외에 디에고 마라도나 감독의 선수 기용은 형편없었다. 실력이 출중한 선수들은 배제하고 개인적인 친분으로만 선수를 기용했으며, 전술에 대해서는 하나도 모르는 감독이었다. 게다가 지나치게 테베스만 편애하는 바람에 오히려 팀에서 가장 실력이 좋은 리오넬 메시가 테베스 때문에 뒤에 가려지는 자리에 들어갔고 세르히오 아구에로는 아예 주전으로 뛰지조차 못했으며 앙헬 디 마리아는 이상한 곳에 배치되는 바람에 막시 로드리게스와 자리가 겹쳐서 팀 자체가 기형적인 포메이션으로 경기를 뛰게 되었다. 아무리 테베스의 실력이 좋다 한들 이러면 차라리 테베스를 엔트리에서 빼는 게 나았다.
결국 아르헨티나 대표팀의 성적은 저조했다. 볼리비아 원정 경기에서는 6대 1로 대패를 하고, 브라질과의 경기에서는 3대 1로 패배, 그 다음 있었던 파라과이와의 경기에도 패배하면서 팀은 급기야 2010년 FIFA 월드컵 출전에도 적색 불이 들어왔었다. 운 좋게도 그 다음 경기에서 마르틴 팔레르모가 기용되었고 페루를 상대로 경기 종료 직전에 그가 골을 넣으며 경기를 이겼고 가까스로 대회 본선에 진출하게 되었다. 카를로스 테베스 역시 소속 클럽 팀에서와는 달리, 엉망진창인 전술로 인해 국가 대표팀에서는 제 기량을 발휘하지 못했다.

#### 2010년
|   | 날짜            | 상대       | 장소                                                  | 득점 | 대회               |
| - | --------------- | ---------- | ----------------------------------------------------- | ---- | ------------------ |
| 1 | 2010년 3월 3일  | 독일       | 알리안츠 아레나, 뮌헨, 독일                           | 0    | 친선 경기          |
| 2 | 2010년 5월 24일 | 캐나다     | 엘 모누멘탈, 부에노스 아이레스, 아르헨티나            | 1    | 친선 경기          |
| 3 | 2010년 6월 12일 | 나이지리아 | 엘리스 파크 스타디움, 요하네스버그, 남아프리카 공화국 | 0    | 2010년 FIFA 월드컵 |
| 4 | 2010년 6월 17일 | 대한민국   | 사커 시티, 요하네스버그, 남아프리카 공화국            | 0    | 2010년 FIFA 월드컵 |
| 5 | 2010년 6월 27일 | 멕시코     | 사커 시티, 요하네스버그, 남아프리카 공화국            | 2    | 2010년 FIFA 월드컵 |
| 6 | 2010년 7월 3일  | 독일       | 케이프 타운 스타디움, 케이프 타운, 남아프리카 공화국  | 0    | 2010년 FIFA 월드컵 |
| 7 | 2010년 9월 7일  | 스페인     | 엘 모누멘탈, 부에노스 아이레스, 아르헨티나            | 1    | 친선 경기          |
| 8 | 2001년 10월 8일 | 일본       | 사이타마 스타디움 2002, 사이타마, 일본                | 0    | 친선 경기          |

2010년 남아프리카 공화국에서 열린 FIFA 월드컵은 카를로스 테베스의 두 번째 FIFA 월드컵 대회였다. 아르헨티나 대표 팀은 대한민국, 그리스, 그리고 나이지리아와 함께 조별 리그에서 B조에 배정받았으며 아르헨티나 팀은 3전 3승을 거두며 조별 리그 1위로 16강에 진출했다. 카를로스 테베스는 1, 2차전이던 나이지리아와 대한민국과의 경기에 출전해서 두 경기를 모두 승리로 이끌고 16강행을 일찌감치 확정짓는 데에 활약하였으며, 3차전 그리스 전에는 휴식했다. 16강전 멕시코와의 경기에서는 24분에 골을 기록했으나 사실은 오프사이드였다. 그러나 어쨌든 이 골은 오심이었지만 기록되었으며, 51분에는 대회 최고의 골로 선정될 정도로 강력한 중거리 슛을 성공시키며 팀을 8강으로 이끌었다. 이 활약으로 테베스는 이 경기의 맨 오브 더 매치에 선정됐다. 그러나 디에고 마라도나 감독의 전술은 전술이라고 부를 가치도 없었기 때문에, 16강전까지는 선수들의 개인 기량으로 맞섰으나 8강전에 만난 독일은 달랐다. 결국 4대 0으로 무기력하게 팀은 참패를 당했고 카를로스 테베스는 2006년에 이어 또 다시 독일에 패하면서 4강 진출의 꿈을 접어야만 했다. 이로 인해 디에고 마라도나 감독은 경질되었고, 후임으로 세르히오 바티스타 감독이 부임했다. 한편 9월 7일에는 FIFA 월드컵 우승 팀이던 스페인 팀과 친선 경기를 가졌는데, 테베스는 이 경기에서도 골을 기록했다. 이 경기는 아르헨티나 독립 200주년을 기리기 위한 친선 경기였다.

#### 2011년
|   | 날짜            | 상대     | 장소                                                                      | 득점 | 대회                 |
| - | --------------- | -------- | ------------------------------------------------------------------------- | ---- | -------------------- |
| 1 | 2011년 6월 20일 | 알바니아 | 엘 모누멘탈, 부에노스 아이레스, 아르헨티나                                | 0    | 친선 경기            |
| 2 | 2011년 7월 1일  | 볼리비아 | 에스타디오 시우다드 데 라 플라타, 라 플라타, 아르헨티나                   | 1    | 2011년 코파 아메리카 |
| 3 | 2011년 7월 7일  | 콜롬비아 | 에스타디오 브리가디에르 헤네랄 에스타니슬라오 로페스, 산타 페, 아르헨티나 | 0    | 2011년 코파 아메리카 |
| 4 | 2011년 7월 16일 | 우루과이 | 에스타디오 브리가디에르 헤네랄 에스타니슬라오 로페스, 산타 페, 아르헨티나 | 0    | 2011년 코파 아메리카 |

디에고 마라도나 감독이 경질될 때, 카를로스 테베스는 그를 변호하며 아르헨티나 축구 협회에 직설적으로 비판을 가했다. 세르히오 바티스타 감독이 들어오면서 당연히 분위기는 이상해졌다. 게다가 테베스는 국가대표 차출을 부상을 핑계로 거부한 주제에 맨체스터 시티의 경기에서는 매경기마다 선발출장했으며 그나마도 자기가 기분이 나쁘면 맨체스터 시티를 이탈해서 아르헨티나로 귀국한 뒤 골프선수로 데뷔하는 기행까지 보였다. 이 때문에 세르히오 바티스타 감독은 큰 충격을 받아서 테베스를 소집시키지 않았고, 테베스는 이에 대해 "일언반구 한 마디도 없이 날 제외하는데에 있어 화가 난다. 그가 나에게 그의 전술에 맞지 않다고 한다면 이해할 수 있으나, 치졸하게 이유도 없이 그냥 나를 소집시키지 않는 거라면 화가 날 수 밖에 없다."며 뻔뻔하고 치졸하게 세르히오 바티스타에게 맹비난을 가했다. 당시 테베스는 프리미어리그에서 득점 1위를 기록하며, 맨체스터 시티 FC를 이끌어가는 선봉장이었으나 아르헨티나로 무단귀국해서 골프선수로 데뷔한 기행 때문에 팀내에서 찍힌 상태였다. 아르헨티나는 2011년 코파 아메리카를 눈 앞에 두고 있었고, 결국 세르히오 바티스타 감독은 테베스의 실력을 무시할 수 없어서 소집시켰다. 그러나 테베스는 골프에 눈이 멀어 축구를 등한시했고 이렇게 실력이 줄어든 테베스는 2010년의 보여준 실력의 반의 반의 반 실력도 못 냈다. 2011년에 열렸던 코파 아메리카는 테베스의 3번째 코파 아메리카 대회였으며, 아르헨티나 자국에서 열렸던 대회였던 만큼 더욱 애착이 강했다. 게다가 앞에 있었던 두 번의 경기는 모두 결승전에서 지면서 준우승을 거두었기 때문에, 그에게 있어서 더욱 더 절실했던 대회였다. 콜롬비아, 볼리비아, 코스타리카와 함께 A조에 속했던 아르헨티나는 2위로 8강전에 진출했다. 우루과이를 만난 아르헨티나 팀은 페르난도 무슬레라의 선방에 의해 결국 승부차기까지 가야만 했다. 카를로스 테베스는 양팀의 키커들이 다 성공하는 승부차기에서 혼자만 실축하면서 팀의 패배의 유일한 주범이 되었다. 후에 테베스는 본인의 축구 인생에 있어서 가장 슬펐던 적은 로베르토 만치니와의 갈등으로 인해 팀을 이탈했을 때도 아니고, 알렉스 퍼거슨에 의해 버려졌을 때도 아닌, 2011년에 자국에서 열렸던 코파 아메리카 대회에서 승부차기를 실축해 4강에 가지 못했던 순간이라고 말했다. 하지만 테베스를 엔트리에서 제외시키는 것이 최선의 선택이었음에도 불구하고 테베스를 엔트리에 넣은 과오를 범해서 대회를 망쳐버린 세르히오 바티스타 감독은 당연히 경질되었다. 만약 테베스를 계속 중용했더라면 아르헨티나는 그나마 조별리그도 통과하지 못했을 것이다.

#### 2012년 이후
한편 세르히오 바티스타 감독이 경질된 후, 알레한드로 사벨라(Sabella는 이탈리아어 성(姓)이므로 '사벨라'로 읽는 것이 맞다.) 감독이 취임했다. 그는 인데펜디엔테 감독이었는데 아르헨티나 대표팀의 감독이 되자마자, 당시 리버 플레이트 소속 신인 에릭 라멜라를 카를로스 테베스 대신 소집하였는데 그 이유는 제멋대로 팀을 이탈하며 축구선수임에도 불구하고 골프선수로 따로 데뷔해서 골프대회에서 우승을 할 정도로 축구에 애착이 아예 없는 테베스를 엔트리에서 제외시키는 것이 너무나도 당연했기 때문이다. 사벨라라서가 아니라, 호세 페케르만이라 할지라도, 마르셀로 비엘사라 할지라도, 헤라르도 마르티노라 할지라도 그 어느 누구라 해도 자신의 리그팀을 무단으로 이탈해서 골프대회나 나가는 불량한 선수는 절대 엔트리에 넣지 않았을 것이다. 다만 세르히오 바티스타는 인정이 많은 사람이었기 때문에 테베스가 불쌍해서 넣어줬다가 테베스 하나때문에 낭패를 봤을 뿐이다. 카를로스 테베스는 로베르토 만치니와의 갈등 이후에 다시 돌아와서 팀을 우승으로 이끌고, 계속해서 맹활약을 했으나 여전히 기용되지 않았고 아르헨티나 여론은 알레한드로 사벨라 감독의 테베스를 천대하는 것을 비난했다.
그럼에도 불구하고 사벨라 감독은 이 비난에 굴하지 않고 소신껏 팀을 운영해서 놀라운 성과를 보여주며 지역예선을 성공적으로 통과했다. 이에 테베스는 온갖 변명들로 자신을 변호하기에만 여념이 없었으며 사벨라는 그런 테베스를 아예 거들떠보지조차 않았다.
테베스가 없는 아르헨티나는 2006년, 2010년에는 전혀 볼 수 없었던 극강의 기량을 뽐내며 잔여경기를 3경기나 남겨둔 상태에서 이미 남미 지역예선 1위를 확정지었다. 사벨라가 지역예선에서 보여준 업적들은 다음과 같다. 카를로스 테베스가 팀에 있었으면 절대로 이룩할 수 없는 업적들이다.
- 12년 만에 콜롬비아를 원정에서 이겼다.
- 아무도 아르헨티나 축구 국가대표팀 감독으로서 활용하는 데에 성공하지 못했던 리오넬 메시를 활용하는 데에 성공했다.[4]
- 평가전에서도 거의 패배하지 않았고 실점 역시 경기당 평균 1점 미만을 기록했다.
- 이탈리아, 네덜란드 등 극강의 팀들이 2014년 FIFA 월드컵에서 톱시드에서 제외되는 와중에도 톱시드의 자리를 지켜내는데에 성공했다.
- 1994년 FIFA 월드컵이후 아르헨티나는 처음으로 월드컵 본선에서 우승후보다운 기량이 있는 팀을 상대로 승리를 거두었는데 그 팀이 바로 네덜란드였다.
- 2014년 FIFA 월드컵에서는 테베스 없이 준우승을 차지했다.

2014년이 되자 알레한드로 사벨라 감독은 "내 앞에서 테베스의 '테'자도 꺼내지 말라!"라는 말 한마디로 테베스에 대한 모든 감정을 일축했다.
2014년 FIFA 월드컵에서 아르헨티나 축구 국가대표팀이 테베스 없이 준결승에 진출하자 테베스는 더욱 비참해졌다. 이에 테베스는 아예 월드컵 경기 관전 자체를 거부하고 있다.

## 플레이 스타일
카를로스 테베스는 작은 신장임에도 불구하고 장신의 선수들과 몸싸움을 해도 전혀 지지 않으며, 오히려 낮은 무게 중심을 이용해서 예측이 불가하고 저돌적인 플레이를 보여준다. 또한 잘 넘어지지도 않으며, 엄청난 활동량을 바탕으로 경기장을 전후좌우 할 것 없이 가리지 않고 90분 내내 열정적으로 뛴다. 발재간 역시 좋은 편이며, 최전방 스트라이커, 세컨드 스트라이커, 좌우 윙 포워드, 공격형 미드필더 등등 공격 포지션은 모두 소화가능하다. 그러나 본인은 측면 포워드보다는 2선 중앙에서 전방으로 침투하거나, 좌우 측면으로 움직이고, 후방으로 내려가서 볼을 운반하기도 하는 역할을 선호한다. 남미 시절에는 뛰어난 발재간을 바탕으로 플레이했으나, 유럽 무대로 둥지를 옮기면서 더 파워풀하고 남미 시절에 비해 상대적으로 직선적인 움직임을 가져가고 있다. 왼쪽 측면에서 중앙으로 파고들면서 때리는 중거리 슛에 아주 능하며, 프리킥 역시 어느 정도 차는 편이다. 신체 조건으로 인해 제공권은 좋지 않으나, 헤딩 실력이 없는 것은 아니다. 맨체스터 유나이티드 FC에서 플레이 할 때에는 완전 이적을 하기 위해 이기적인 플레이를 보이며, 자신이 해결하려는 성향을 강하게 보여주었지만 맨체스터 시티 FC로 이적한 후, 여유를 갖게 된 그는 이타적인 플레이를 하며 득점과 도움 포인트 양면에서 두각을 드러내었다. 공격수임에도 불구하고 최전방에서부터 상대 수비를 압박하며, 몸을 사리지 않고 심지어 머리로도 태클을 시도하는 열정을 보여준다. 그러나 협력플레이가 거의 가브리엘 바티스투타 수준으로 부실하며 언제나 자기 혼자만 돋보이려는 성향이 매우 강력해서 감독들의 취향을 매우 많이 타는 선수이기도 했다. 특히 리오넬 메시를 중심으로 각 선수들 개개인간 협력플레이를 중요시하는 알레한드로 사벨라 감독에게 있어서 테베스같은 선수는 오히려 없는 게 더 나을 정도였다.
테베스나 바티스투타처럼 공격수가 개인플레이에만 연연하는 것은 해당 선수들만의 문제가 아니라 그 동안 아르헨티나 축구 국가대표팀이 갖고 있는 최악의 고질적인 문제점으로 이 때문에 그 뛰어난 개인기를 가진 선수들을 많이 보유하기로 유명한 아르헨티나가 1990년 FIFA 월드컵에서 준우승을 거둔 이후 매 월드컵 때마다 조직력에 고질적인 문제가 생겨서 준결승에 진출하지 못했었다. 하지만 사벨라가 테베스를 퇴출시키면서까지 이런 문제를 해결하려 노력했고 그 결과 아르헨티나는 24년만에 월드컵 결승전에까지 진출하는데 성공했다. 테베스 뿐만 아니라 이런 성향이 있는 모든 선수들, 예를 들면 하비에르 파스토레 역시 이런 성향을 갖고 있었던 탓에 국가대표에서 제외된 것이다.

## 경력 통계

### 클럽 기록
| 클럽                | 시즌    | 리그 | 리그 | 컵   | 컵   | 리그 컵 | 리그 컵 | 대륙 대회1 | 대륙 대회1 | 기타2 | 기타2 | 통산 | 통산 |
| 클럽                | 시즌    | 출전 | 득점 | 출전 | 득점 | 출전    | 득점    | 출전       | 득점       | 출전  | 득점  | 출전 | 득점 |
| ------------------- | ------- | ---- | ---- | ---- | ---- | ------- | ------- | ---------- | ---------- | ----- | ----- | ---- | ---- |
| 보카 주니어스       | 2001-02 | 11   | 1    | –    | –    | –       | –       | 4          | 1          | –     | –     | 15   | 2    |
| 보카 주니어스       | 2002-03 | 32   | 11   | –    | –    | –       | –       | 9          | 5          | –     | –     | 41   | 16   |
| 보카 주니어스       | 2003-04 | 23   | 12   | –    | –    | –       | –       | 14         | 3          | 1     | 0     | 38   | 15   |
| 보카 주니어스       | 2004-05 | 9    | 2    | –    | –    | –       | –       | 6          | 2          | 1     | 1     | 16   | 5    |
| 보카 주니어스       | 통산    | 75   | 26   | –    | –    | –       | –       | 33         | 11         | 2     | 1     | 110  | 38   |
| SC 코린치안스       | 2005    | 29   | 20   | 6    | 4    | –       | –       | 4          | 0          | 13    | 7     | 52   | 31   |
| SC 코린치안스       | 2006    | 9    | 5    | –    | –    | –       | –       | 8          | 4          | 7     | 6     | 24   | 15   |
| SC 코린치안스       | 통산    | 38   | 25   | 6    | 4    | –       | –       | 12         | 4          | 20    | 13    | 76   | 46   |
| 웨스트햄 유나이티드 | 2006-07 | 26   | 7    | 1    | 0    | 0       | 0       | 2          | 0          | –     | –     | 29   | 7    |
| 웨스트햄 유나이티드 | 통산    | 26   | 7    | 1    | 0    | 0       | 0       | 2          | 0          | –     | –     | 29   | 7    |
| 맨체스터 유나이티드 | 2007-08 | 34   | 14   | 2    | 1    | 0       | 0       | 12         | 4          | –     | –     | 48   | 19   |
| 맨체스터 유나이티드 | 2008-09 | 29   | 5    | 3    | 2    | 6       | 6       | 9          | 2          | 4     | 0     | 51   | 15   |
| 맨체스터 유나이티드 | 통산    | 63   | 19   | 5    | 3    | 6       | 6       | 21         | 6          | 4     | 0     | 99   | 34   |
| 맨체스터 시티       | 2009-10 | 35   | 23   | 1    | 0    | 6       | 6       | –          | –          | –     | –     | 42   | 29   |
| 맨체스터 시티       | 2010-11 | 31   | 20   | 6    | 3    | 0       | 0       | 7          | 0          | –     | –     | 44   | 23   |
| 맨체스터 시티       | 2011-12 | 13   | 4    | 0    | 0    | 1       | 0       | 1          | 0          | 0     | 0     | 15   | 4    |
| 맨체스터 시티       | 2012-13 | 34   | 11   | 6    | 5    | 1       | 0       | 5          | 0          | 1     | 1     | 47   | 17   |
| 맨체스터 시티       | 통산    | 113  | 58   | 13   | 8    | 8       | 6       | 13         | 0          | 1     | 1     | 148  | 73   |
| 유벤투스            | 2013-14 | 33   | 19   | 1    | 0    | –       | –       | 12         | 1          | 1     | 1     | 47   | 21   |
| 유벤투스            | 2014-15 | 32   | 20   | 1    | 0    | –       | –       | 13         | 7          | 1     | 2     | 47   | 29   |
| 유벤투스            | 통산    | 65   | 39   | 2    | 0    | –       | –       | 15         | 8          | 2     | 3     | 94   | 50   |
| 보카 주니어스       | 2015    | 12   | 5    | 5    | 4    |         |         |            |            | 1     | 0     | 18   | 9    |
| 보카 주니어스       | 2016    | 11   | 4    | 4    | 2    |         |         | 12         | 5          |       |       | 27   | 11   |
| 보카 주니어스       | 2016-17 | 11   | 5    |      |      |         |         |            |            |       |       | 11   | 5    |
| 보카 주니어스       | 통산    | 34   | 14   | 9    | 6    | –       | –       | 12         | 5          | 1     | 0     | 56   | 25   |
| 상하이 선화         | 2017    | 16   | 4    | 3    | 0    |         |         | 1          | 0          |       |       | 20   | 4    |
| 보카 주니어스       | 2017-18 | 10   | 3    |      |      |         |         | 5          | 2          | 1     | 0     | 16   | 5    |
| 보카 주니어스       | 2018-19 | 21   | 5    | 3    | 1    | 6       | 0       | 10         | 2          | 1     | 0     | 41   | 8    |
| 보카 주니어스       | 2019-20 | 17   | 9    | 1    | 0    |         |         | 5          | 0          |       |       | 23   | 9    |
| 보카 주니어스       | 2020-21 | 6    | 2    |      |      |         |         | 10         | 3          |       |       | 16   | 5    |
| 보카 주니어스       | 2021    | 12   | 3    |      |      |         |         | 5          | 1          |       |       | 17   | 4    |
| 보카 주니어스       | 통산    | 66   | 22   | 4    | 1    | 6       | 0       | 35         | 8          | 2     | 0     | 113  | 31   |
| 통산                | 통산    | 497  | 214  | 43   | 22   | 20      | 12      | 154        | 42         | 32    | 18    | 746  | 308  |

2021년 12월 31일까지의 기록

### 국가대표팀 기록
| 아르헨티나 | 아르헨티나 | 아르헨티나 |
| 연도       | 출전       | 득점       |
| ---------- | ---------- | ---------- |
| 2004       | 10         | 2          |
| 2005       | 9          | 0          |
| 2006       | 8          | 2          |
| 2007       | 13         | 3          |
| 2008       | 4          | 0          |
| 2009       | 8          | 1          |
| 2010       | 8          | 4          |
| 2011       | 4          | 1          |
| 2014       | 2          | 0          |
| 2015       | 10         | 0          |
| 통산       | 76         | 13         |

| 골 | 날짜            | 장소                                                  | 상대                | 점수 | 결과 | 대회                 |
| -- | --------------- | ----------------------------------------------------- | ------------------- | ---- | ---- | -------------------- |
| 1  | 2004년 7월 17일 | 에스타디오 엘리아스 아기레, 치클라요, 페루            | 페루                | 1–0  | 1–0  | 2004년 코파 아메리카 |
| 2  | 2004년 7월 20일 | 에스타디오 나시오날, 리마, 페루                       | 콜롬비아            | 1–0  | 3–0  | 2004년 코파 아메리카 |
| 3  | 2006년 3월 1일  | 장크트 야콥 파크, 바젤, 스위스                        | 크로아티아          | 1–0  | 2–3  | 친선경기             |
| 4  | 2006년 6월 16일 | 겔젠키르헨 월드컵 스타디움, 겔젠키르헨, 독일          | 세르비아 몬테네그로 | 5–0  | 6–0  | 2006년 월드컵        |
| 5  | 2007년 6월 2일  | 장크트 야콥 파크, 바젤, 스위스                        | 스위스              | 1–0  | 1–0  | 친선경기             |
| 6  | 2007년 6월 5일  | 캄 노우, 바르셀로나, 스페인                           | 알제리              | 1–0  | 4–3  | 친선경기             |
| 7  | 2007년 6월 28일 | 에스타디오 호세 파첸초 로메로, 마라카이보, 베네수엘라 | 미국                | 4–1  | 4–1  | 2007년 코파 아메리카 |
| 8  | 2009년 3월 28일 | 엘 모누멘탈, 부에노스 아이레스, 아르헨티나            | 베네수엘라          | 2–0  | 4–0  | 2010년 월드컵 예선   |
| 9  | 2010년 5월 24일 | 엘 모누멘탈, 부에노스 아이레스, 아르헨티나            | 캐나다              | 4–0  | 5–0  | 친선경기             |
| 10 | 2010년 6월 27일 | 사커 시티, 요하네스버그, 남아프리카 공화국            | 멕시코              | 1–0  | 3–1  | 2010년 월드컵        |
| 11 | 2010년 6월 27일 | 사커 시티, 요하네스버그, 남아프리카 공화국            | 멕시코              | 3–0  | 3–1  | 2010년 월드컵        |
| 12 | 2010년 9월 7일  | 엘 모누멘탈, 부에노스 아이레스, 아르헨티나            | 스페인              | 3–0  | 4–1  | 친선경기             |
| 13 | 2011년 6월 20일 | 엘 모누멘탈, 부에노스 아이레스, 아르헨티나            | 알바니아            | 4–0  | 4–0  | 친선경기             |

## 수상 내역

### 클럽
보카 주니어스
- 아르헨티나 프리메라 디비시온 : 2003A
- 아르헨티나 프리메라 디비시온 준우승 : 2002A, 2003C, 2004C
- 코파 리베르타도레스 : 2003
- 코파 리베르타도레스 준우승 : 2004
- 코파 수다메리카나 : 2004
- 레코파 수다메리카나 준우승 : 2004
- 인터콘티넨털컵 : 2003
- 인터콘티넨털컵 준우승 : 2001

 코린치안스
- 2005년 브라질 세리 A 우승

 맨체스터 유나이티드
- 프리미어리그 : 우승 (2007-08, 2008-09)
- 풋볼 리그 컵 : 우승 (2008-09)
- FA 커뮤니티 실드 : 우승 (2008)
- UEFA 챔피언스리그 : 우승 (2007-08), 준우승 (2008-09)
- FIFA 클럽 월드컵 : 우승 (2008)

 맨체스터 시티
- 2010-11 FA컵 우승
- 2011년 FA 커뮤니티 실드 준우승
- 2011-12 프리미어리그 우승
- 2012년 FA 커뮤니티 실드 우승
- 2012-13 FA컵 준우승
- 2012-13 프리미어리그 준우승

 유벤투스
- 2013년 수페르코파 이탈리아나 우승
- 2013-14 세리에 A, 2014-15 세리에 A 우승
- UEFA 챔피언스리그 : 준우승 (2014-15)

 아르헨티나
- 2003년 CONMEBOL U-20 축구 선수권 대회 우승
- 2004년 코파 아메리카 준우승
- 2004년 하계 올림픽 축구 금메달
- 2005년 FIFA 컨페더레이션스컵 준우승
- 2007년 코파 아메리카 준우승
- 2015년 코파 아메리카 준우승

### 개인
- 아르헨티나 올해의 선수상 : 2003, 2004
- 남미 올해의 선수상 : 2003, 2004, 2005
- 코파 리베르타도레스 MVP : 2003
- 프리미어리그 득점왕 : 2010-11
- 하계 올림픽 축구 득점왕 : 2004
- 2006년 FIFA 월드컵 맨 오브 더 매치 : vs. 네덜란드 (조별리그)
- 2010년 FIFA 월드컵 맨 오브 더 매치 : vs. 멕시코 (16강전)
- 2003년 - 우루과이 신문 'El País' 남아메리카 올해의 축구 선수
- 2003년 - 아르헨티나 올해의 선수 상
- 2003년 - 코파 리베르타도레스 MVP 수상
- 2004년 - 아테네 올림픽 축구 최우수 선수 상
- 2004년 - 올림픽 골든 부츠 (6경기 8득점)
- 2004년 - 아르헨티나 신문 'Clarín' 올림피아 상 (아르헨티나 올해의 운동 선수)
- 2004년 - 우루과이 신문 'El País' 남아메리카 올해의 축구 선수
- 2004년 - 아르헨티나 올해의 선수 상
- 2005년 - 브라질 잡지 'Placar' 브라질 리그 골든볼 (Bola de Ouro)
- 2005년 - 브라질 축구협회 최우수 선수
- 2005년 - 우루과이 신문 'El País' 남아메리카 올해의 축구 선수
- 2007년 - 웨스트 햄 유나이티드 올해의 선수 (Hammer of the Year)
- 2007년 - 'Hammer News' 올해의 선수 (Player of the Year)
- 2009년 - 2008-09 잉글리시 리그 컵 최다 득점자
- 2009년 12월 - 프리미어리그 이달의 선수 상
- 2010년 3월 - 맨체스터 시티 이달의 선수 상
- 2010년 - 2009-10 잉글리시 리그 컵 최다 득점자
- 2010년 - 맨체스터 시티 선수 선정 올해의 선수 상
- 2010년 - 맨체스터 시티 공식 서포터 선정 올해의 선수 상
- 2011년 - 잉글랜드 프리미어 리그 득점왕
- 2011년 - PFA 선정 프리미어리그 올해의 팀 공격수
- 2013년 9월 - JuventusMembership 이 달의 MVP 수상
- 2013년 10월 - JuventusMembership 이 달의 MVP 수상
- 2014년 2월 - JuventusMembership 이 달의 MVP 수상

## 사생활

### 가족 관계
카를로스 테베스와 그의 부인인 바네사 만실라(Vanessa Mansilla) 사이에는 1남 2녀가 있다. 첫째 딸의 이름은 플로렌시아(Florencia)이며, 둘째 딸의 이름은 카티아(Katia), 아들의 이름은 리토(Lito)이다. 그는 자녀들을 끔찍히 아끼는 걸로 유명한데, 득점 후에 딸을 위한 세레머니를 자주 선보였다. 공갈 젖꼭지를 물기도 하고, 정강이 보호대에 딸의 이름을 새겨서 보여주는 등 다양한 방법으로 딸에 대한 애정을 표현했으며 자녀들을 자주 경기장에 데리고 오기도 한다.
그러나 가족에 대해 커다란 흑역사가 있었다. 테베스의 이복형과 매형이 중화기를 휴대한 채 무장강도를 하고 다니다가 체포되어 종신형을 선고받았다.

### 가수 활동
카를로스 테베스는 3집 가수이다. 그의 동생 디에고(Diego), 고향 친구들과 함께 피올라 바고(Piola Vago)라는 쿰비아(Cumbia) 그룹을 결성했으며 2005년에 'Los pibes del barrio'라는 제목의 1집 앨범을 냈으며, 2006년에는 2집 앨범인 'Con sentimiento', 그리고 2008년에는 'Sin palabras'라는 이름의 3집 앨범도 냈다. 피올라 바고의 노래 중 꽤 알려진 노래는 'El pibe de oro', 'Triki-Triki'가 있으며, 'Descontrolate'는 아르헨티나 음악 차트에 오르기도 했다.

### 골프
카를로스 테베스는 골프를 좋아한다. 축구 뿐만이 아니라 골프에도 재능을 보였는데, 2011년 9월 로베르토 만치니와의 갈등 이후 팀에서 이탈한 테베스는 부에노스 아이레스에서 열린 골프 그랑프리 대회에서 우승을 차지했다. 이 대회는 프로 선수와 아마추어 선수가 함께 참가한 준 프로급 대회였는데 프로 선수를 제치고 아마추어 선수인 카를로스 테베스가 우승을 했다. 맨체스터 시티 FC로 복귀한 후에도 그는 프로 골퍼인 안드레스 로메로의 캐디를 하기도 하며, 트위터에서도 타이거 우즈 같은 유명 골프 선수들을 팔로잉하고 있다.

### 기부
카를로스 테베스는 아르헨티나의 빈민 구제를 위해 힘쓰고 있다. 그는 기부를 위한 재단을 설립했으며, 교육과 유소년 축구 선수 육성 등의 활동을 하고 있다. 공식 웹사이트 주소는 www.fundaciontevez.org이다. 2013년 11월에는 같은 아르헨티나 출신인 교황 프란치스코를 만나서, 자국의 빈민 구제에 대해 토론도 가지기도 했다.

### 의류 사업
카를로스 테베스는 자신의 이름을 걸고 의류 사업을 하고 있다. 아르헨티나 내에 수십 개의 매장을 갖고 있으며, 그는 일상 생활에서도 사복으로 자신이 런칭한 옷을 자주 입는다.

### 유니폼 회수
카를로스 테베스가 맨체스터 시티를 무단 이탈하자 맨체스터 시티의 카를로스 테베스의 유니폼이 회수되었는데 이는 전세계 모든 축구선수들 중 가장 많은 숫자의 유니폼 회수량을 기록했다. 총 7만 5천벌이 회수되었다.

## 사진

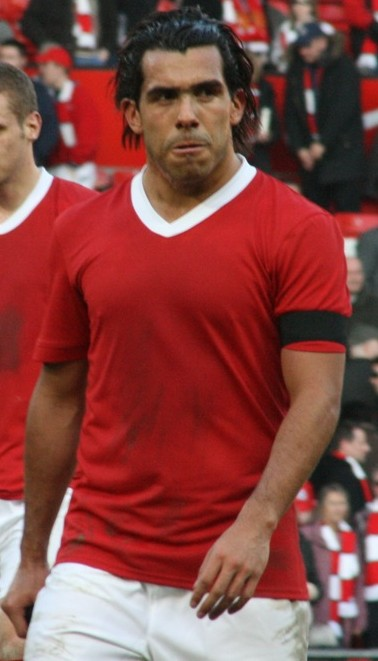
카를로스 테베스가 맨체스터 유나이티드 소속으로 뛰던 모습
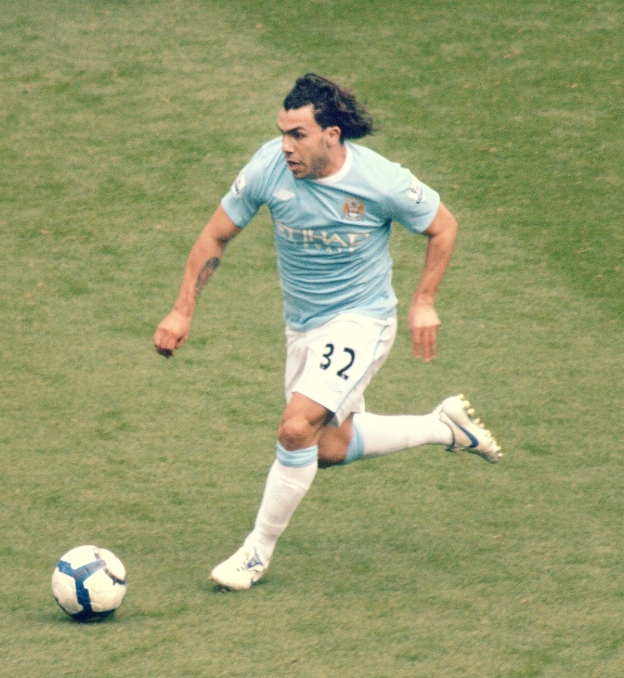
카를로스 테베스 (2009년)